# キンポウゲ科
キンポウゲ科（学名：Ranunculaceae）は、双子葉植物キンポウゲ目に属する科である。ウマノアシガタ科（ウマノアシガタはキンポウゲの別名、普通は前者を標準和名とする）やキツネノボタン科の名も用いられる。多くは草本またはつる性。模式属はキンポウゲ属。

## 形態
草本が多いが、センニンソウ属（Clematis）の多くの種やトリカブト属（Aconitum）の一部の種にはつる植物が知られる。また、センニンソウ属の一部やアメリカに分布するヒイラギナンテンモドキの組織は木質化するものがある。
葉は茎から葉柄を伸ばすような一般的な葉の他に、茎からそのまま生えるような葉（茎葉）、地中の根から葉柄がそのまま伸びたような葉（根出葉）を付ける種もある。

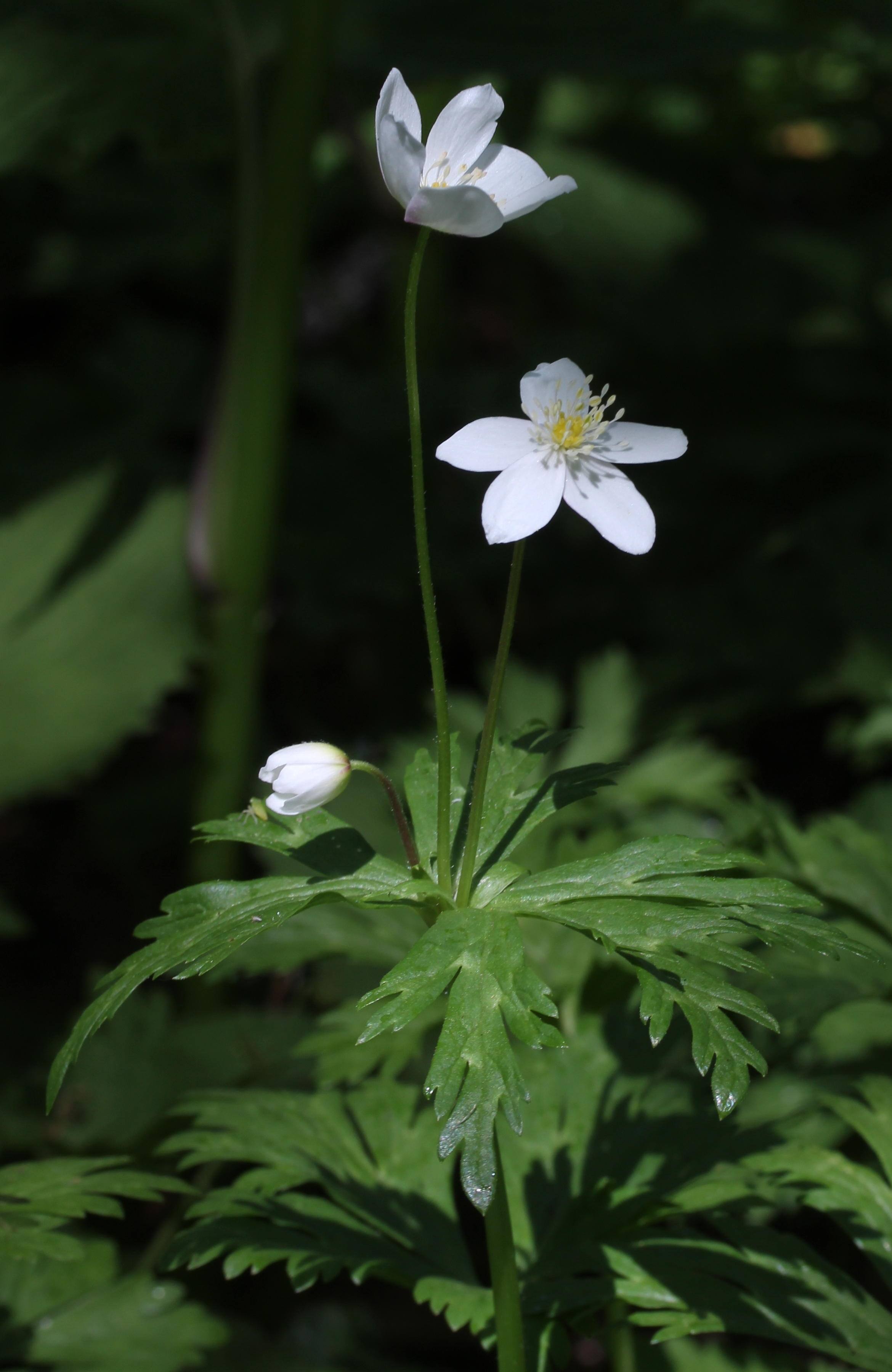
花茎の根元に見える葉柄のないニリンソウの茎葉
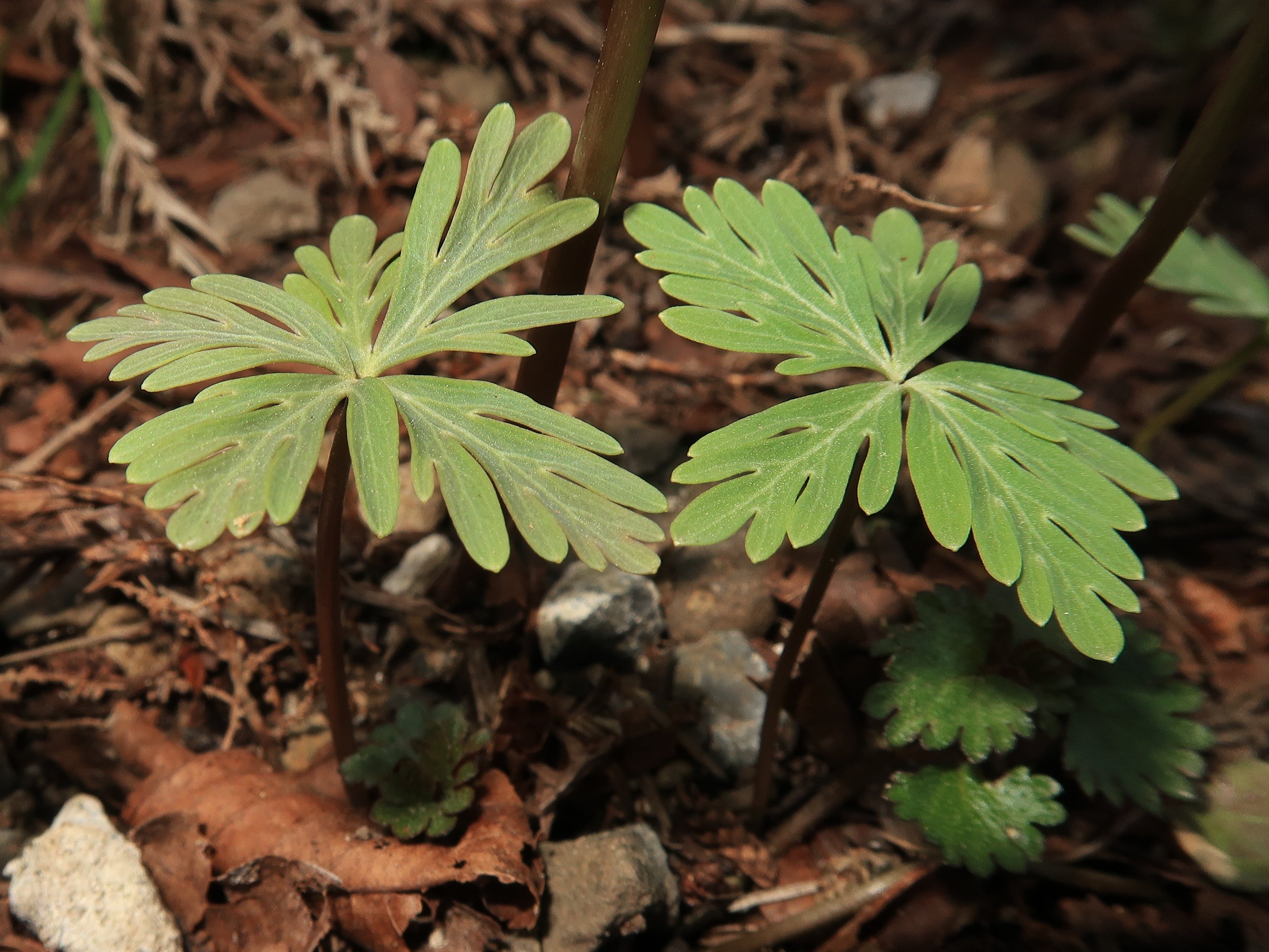
地中から長い葉柄を伸ばすセツブンソウの根出葉

本科の花は萼（がく、英：calyx）が大きく色鮮やかに発達し、花弁以上に目立つものが多い。中には花弁がないものや、花弁に加えて萼も落としてしまい雄蕊と雌蕊だけのシンプルな花になる種類も知られる。花は一つの花の中に雄蕊も雌蕊も含む所謂両性花である。雄蕊は多数生え、雌蕊も複数ある。（多心皮という）。雌しべは多数の心皮が根本まで分かれており、それぞれに柱頭があって、それが寄り集まった構造をしている。これは花の構造としては原始的なものであると考えられている。

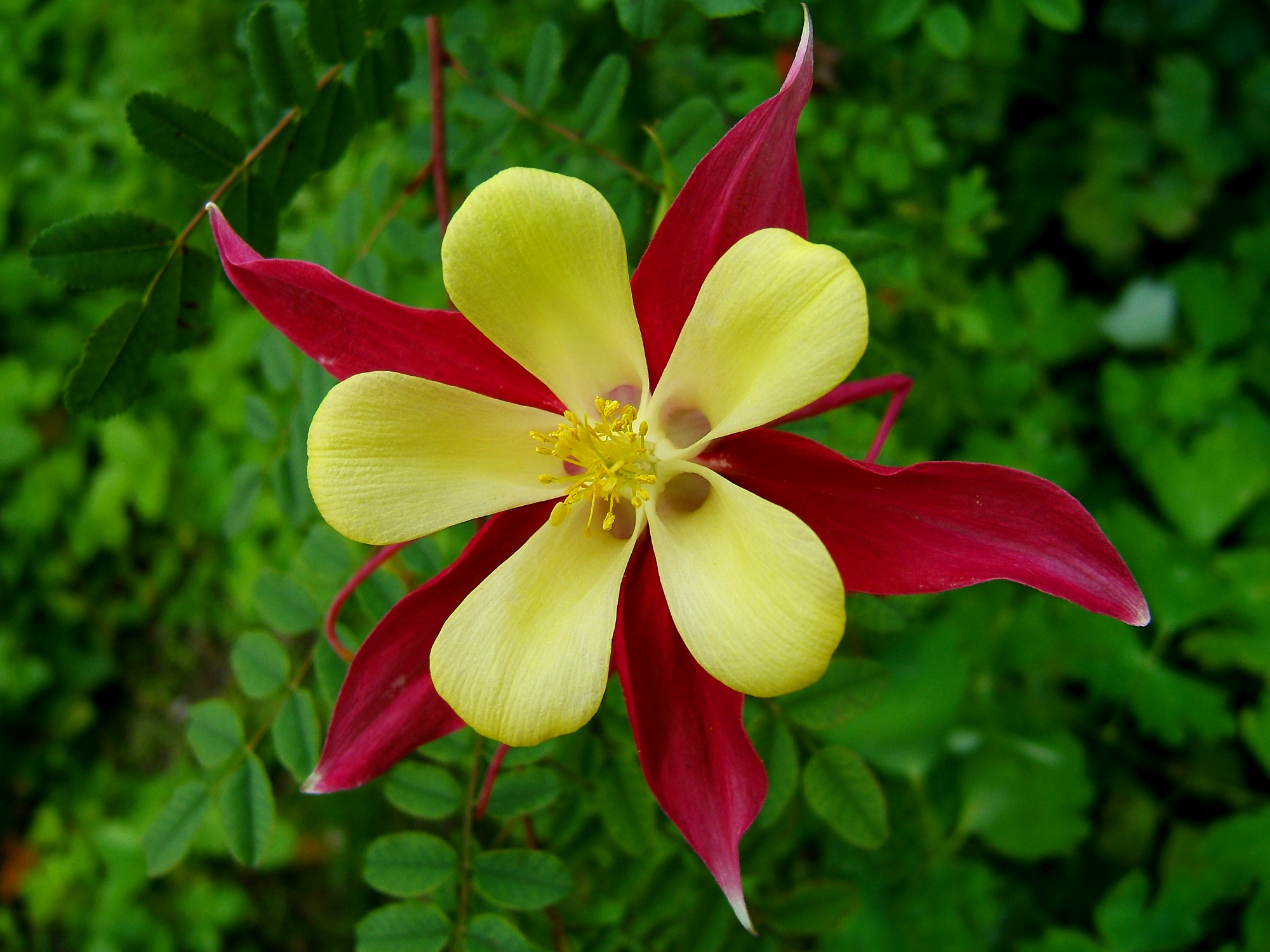
オダマキ属の花、黄色い部分が花弁で外側の赤紫色の部分は萼である
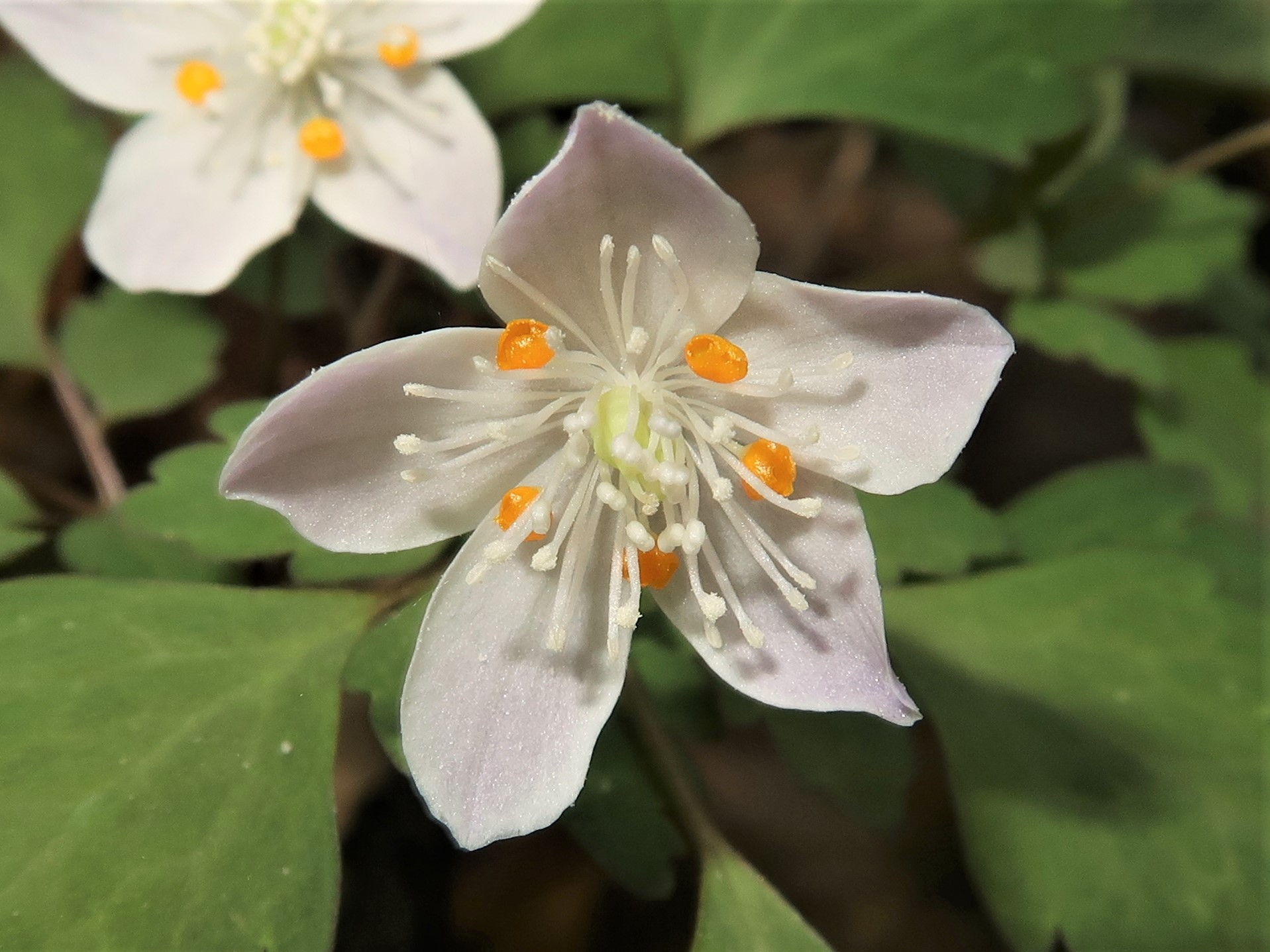
シロカネソウ属の花。白い部分は萼で黄色い小さいものが本来の花弁である。
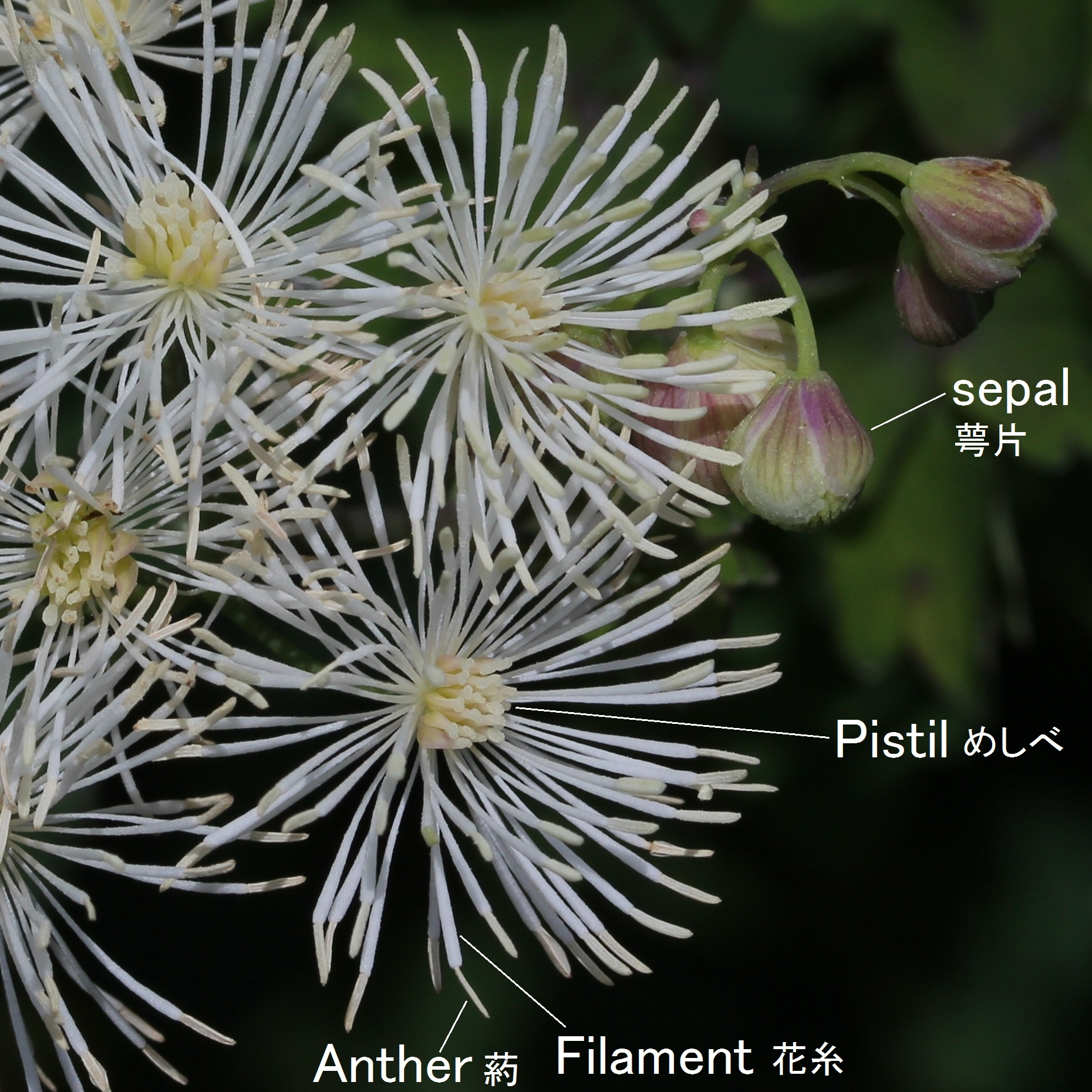
カラマツソウ属の一部の種の花は花弁も萼もない単純な花である
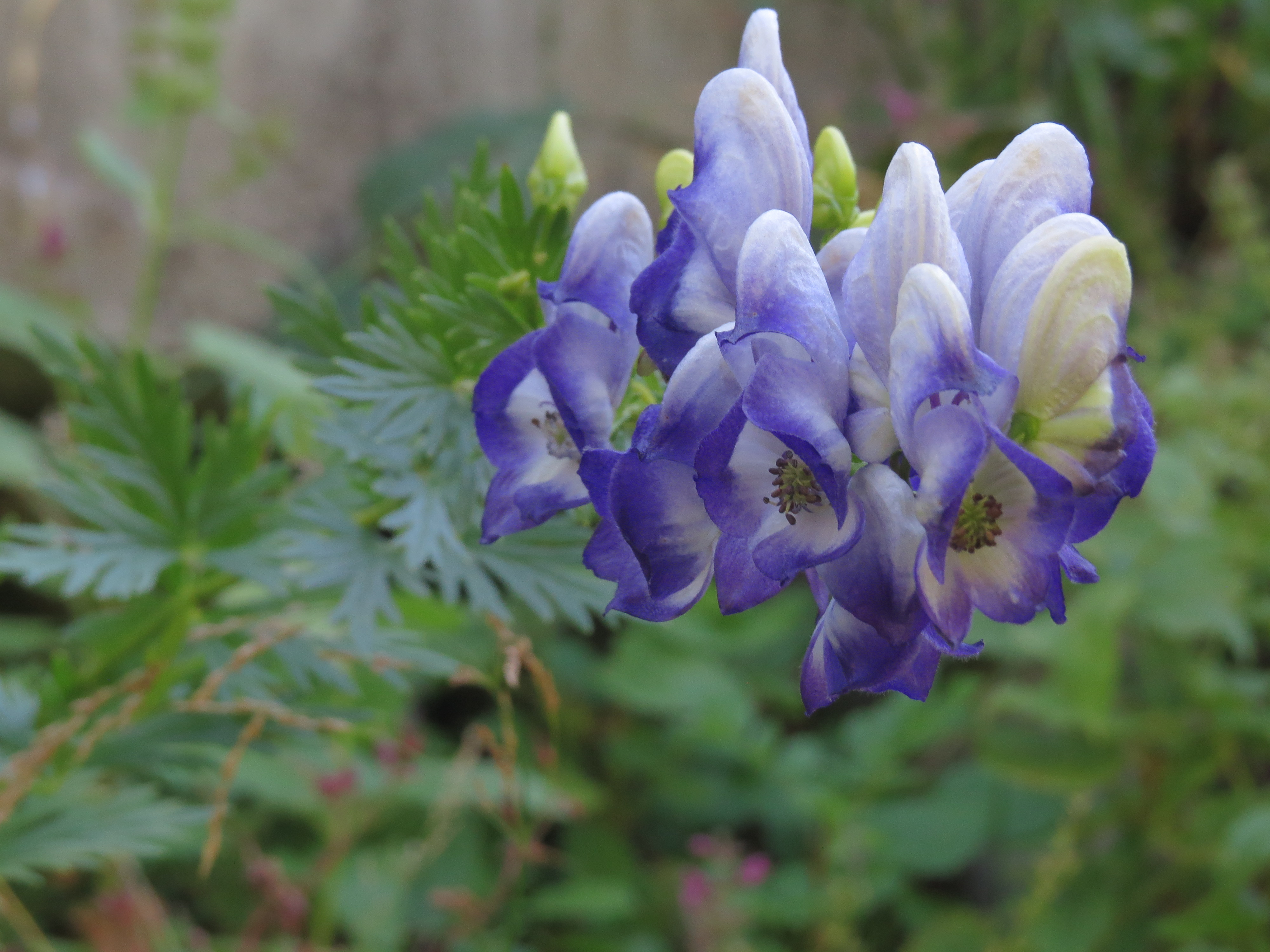
トリカブト属の花も目立つ青色の部分は萼である
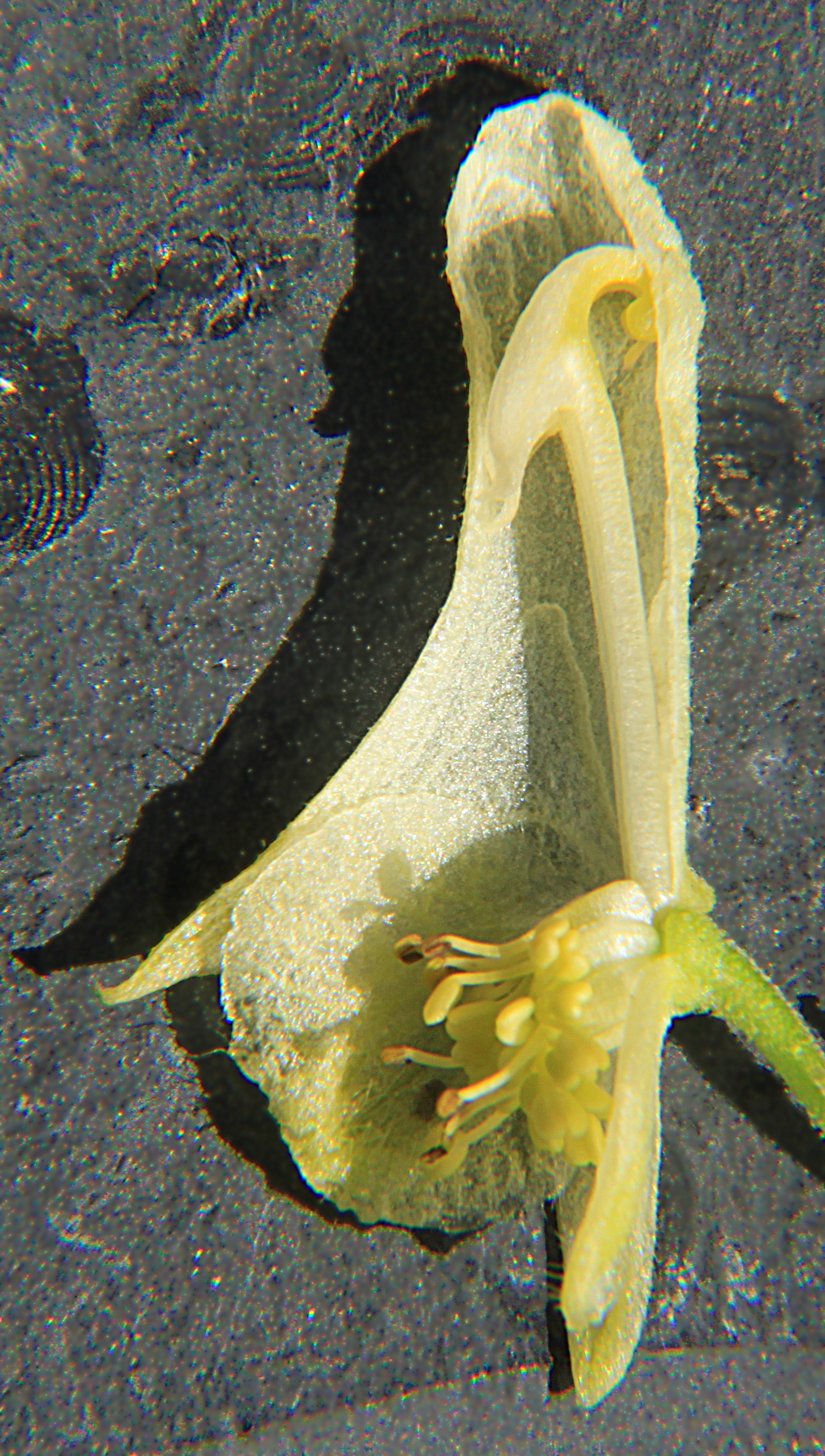
トリカブト属の花の切断面

果実の形は種によって様々である。果皮と種皮が一体化しており、果実らしい果実はなく種子しかないように見える痩果のもの（キンポウゲ属、オキナグサ属、センニンソウ属など）や豆の鞘を複数集めたような袋果と呼ばれる果実を付けるもの（オダマキ属、トリカブト属など）、液果（ルイヨウショウマ属など）が知られる。

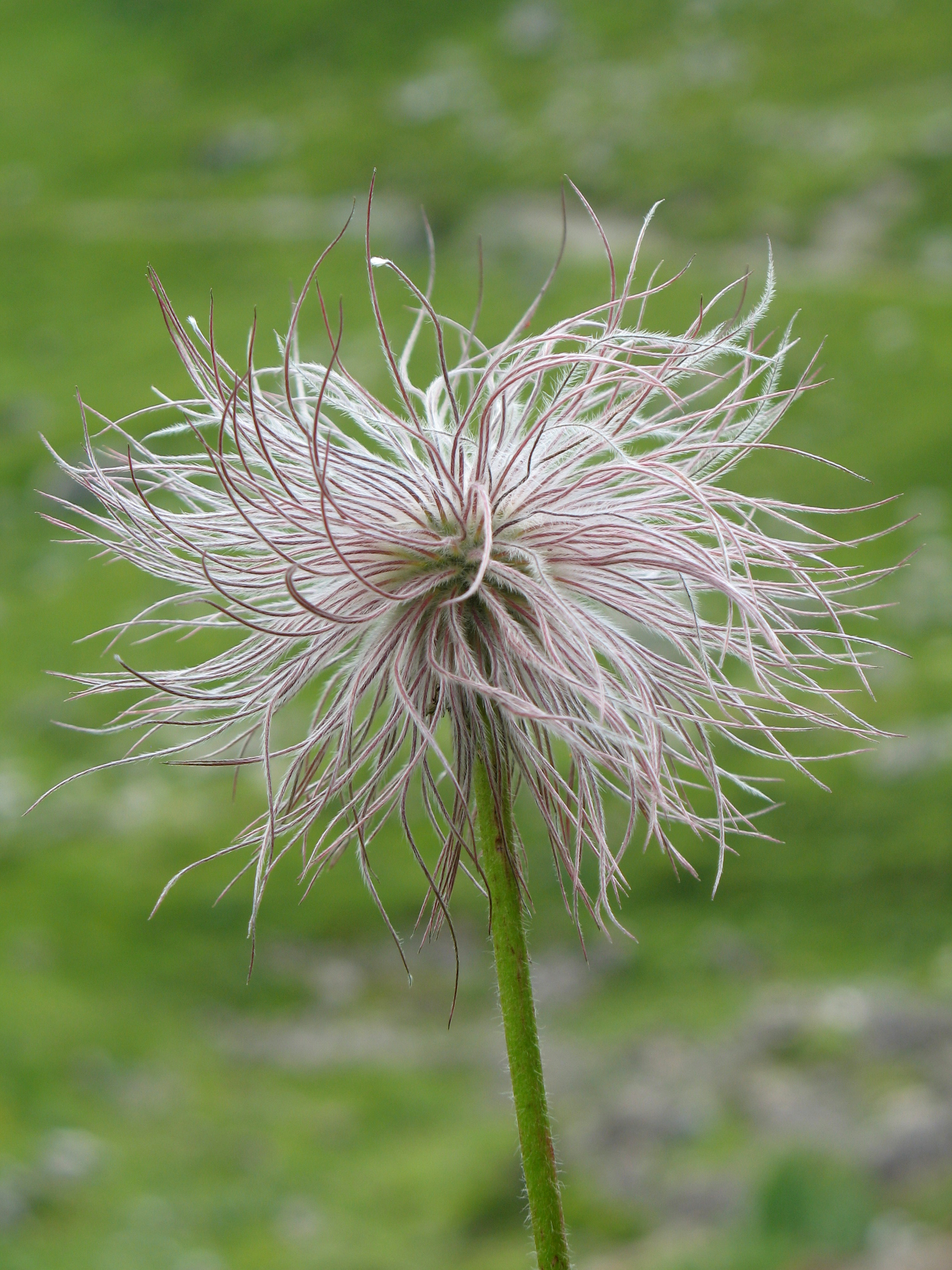
オキナグサ属の痩果
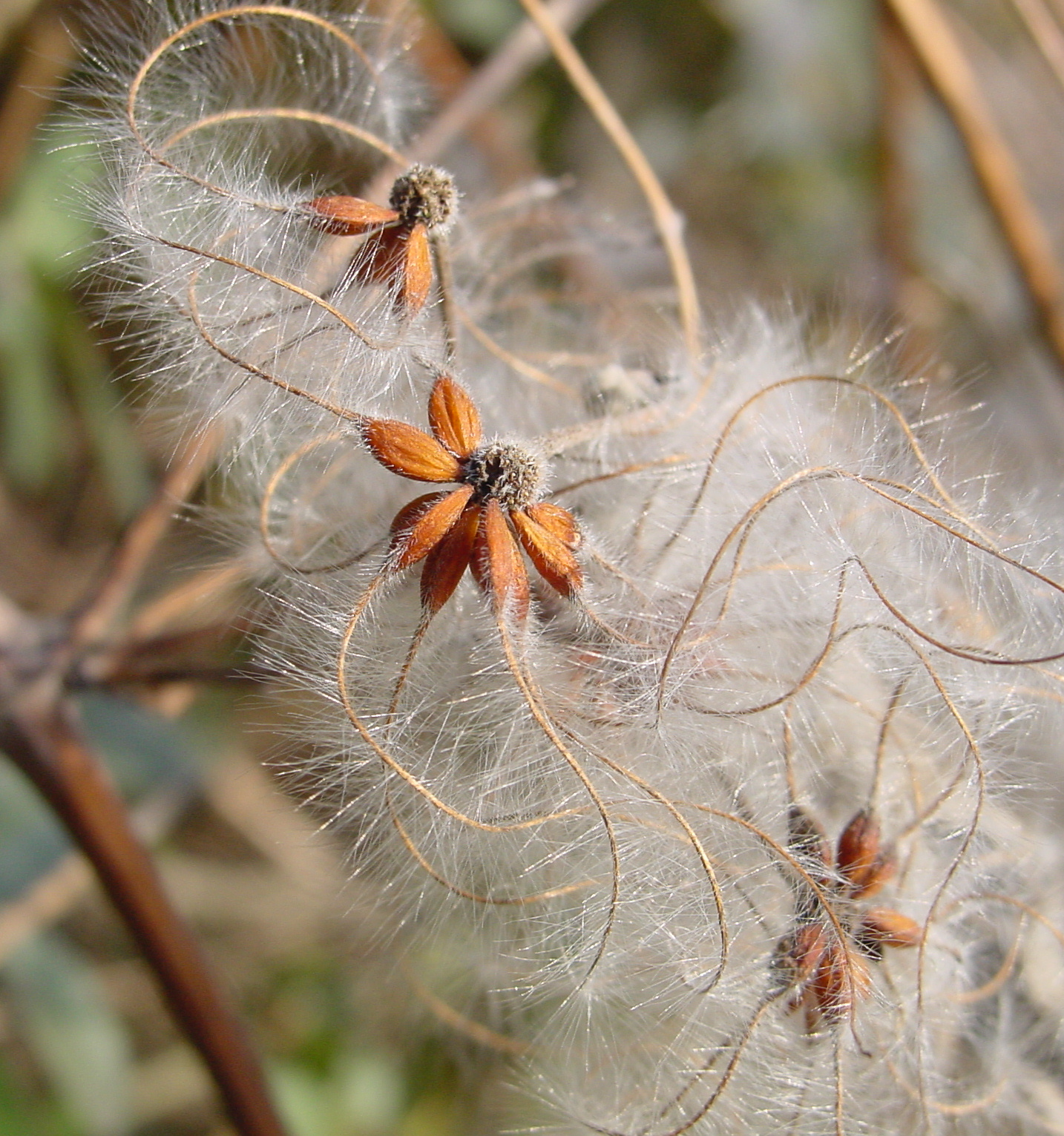
センニンソウ属の痩果と羽毛上の毛
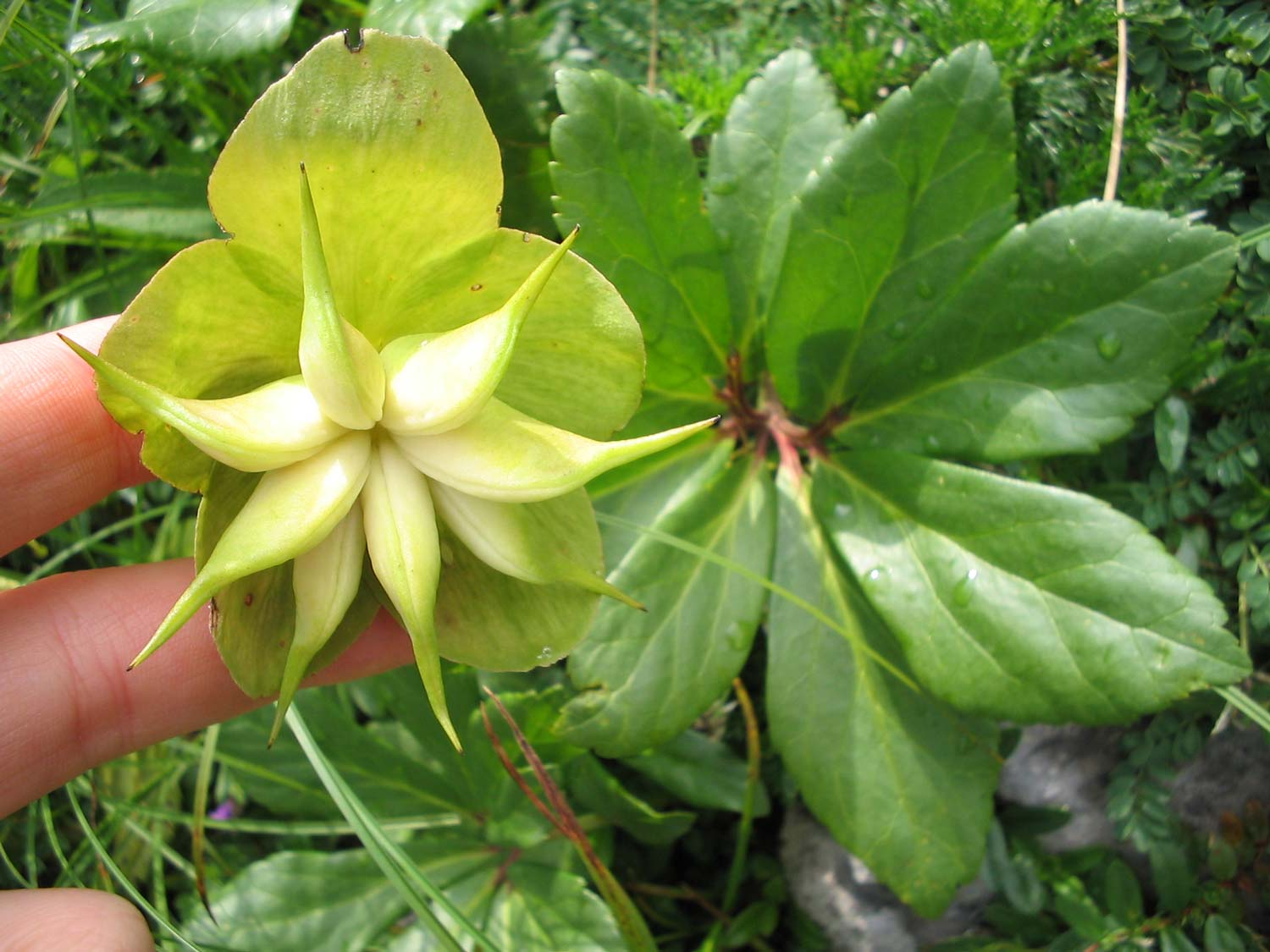
ヘレボルス属の袋果
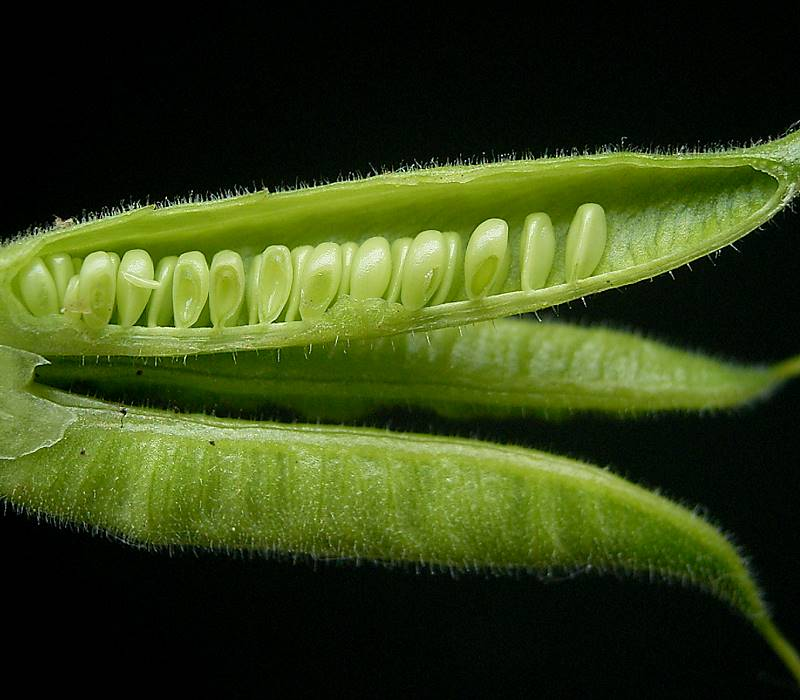
オダマキ属の袋果の断面図

## 生態
花は虫媒花。沢沿いや湿った林床など水辺を好む種が多く、中でもリュウキンカ属は根が水に漬かるような場所に、さらにはキンポウゲ属のバイカモのように水中に生育する種も知られる。本科には春植物（スプリング・エフェメラル）という春先に芽吹き、開花、種子散布まですべてを終えほかの時期を休眠して過ごすような生活環を持つ種がいくつか知られる。

## 人間との関わり

### 食用
本科の植物はヒトにとって一般に有毒であり食用にされない。食べられるものは毒性が低いごく一部の種であり、その場合も茹でるなどして毒を抜く作業が行われる。日本ではキンポウゲ属のバイカモ、イチリンソウ属（Anemone）のニリンソウの2種が葉や茎を食用にされる。
ポーランドや中東では本科クロタネソウ属（Nigella）のうちニオイクロタネソウ（N. sativa）の種子はblack cumin seedなどと呼ばれて香辛料や油を搾る原料に使われるという。なお、インドや中東で香辛料として使われるクミンはセリ科の植物であり全く異なる。また、このクミンに近縁のキャラウェイ（セリ科)の種子はクミンによく似ていて色が黒っぽいことから（正確には果肉をほとんど持たない果実である）はしばしばblack cumin seedと呼ばれており紛らわしい。

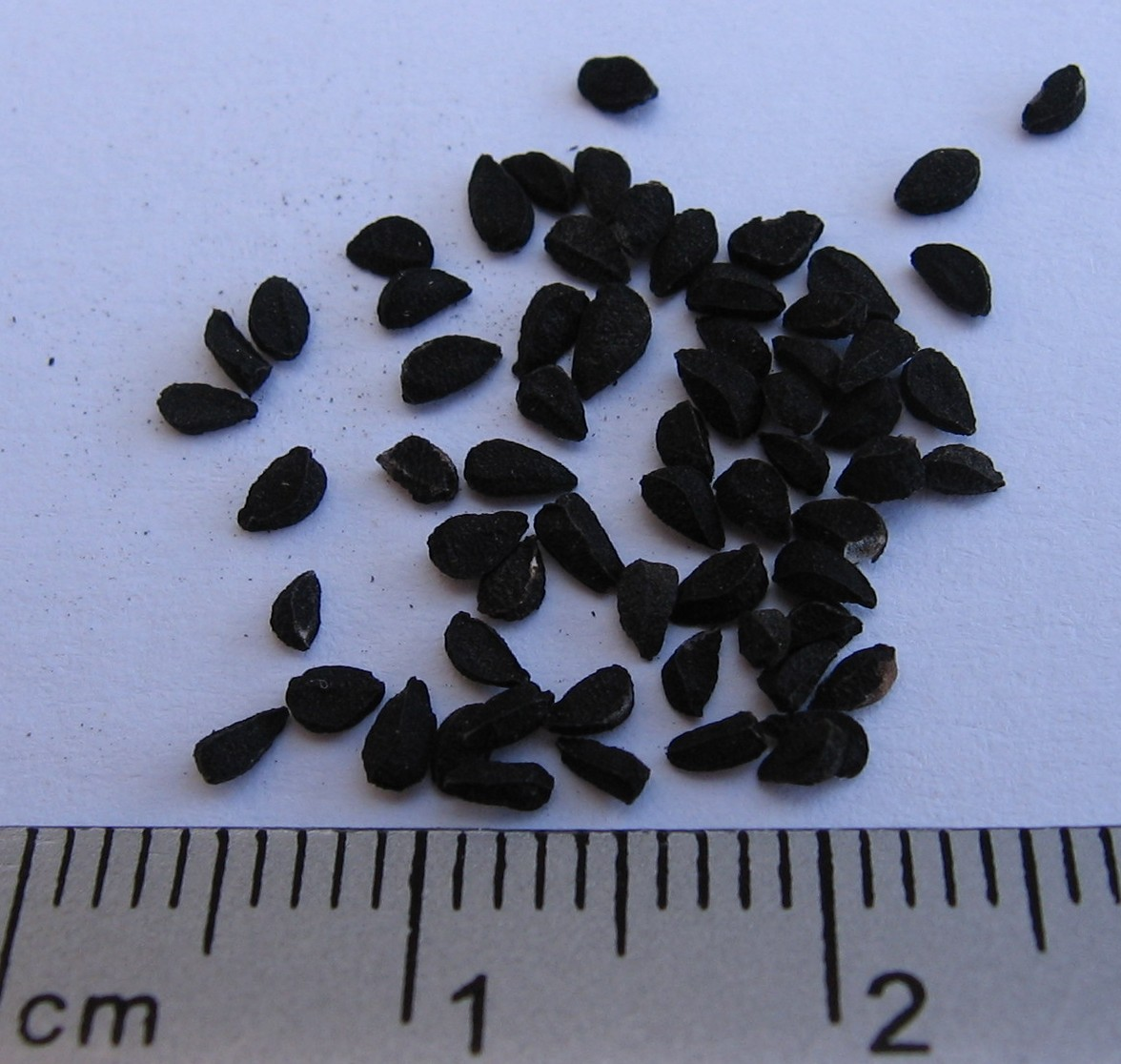
キンポウゲ科のブラッククミンシード
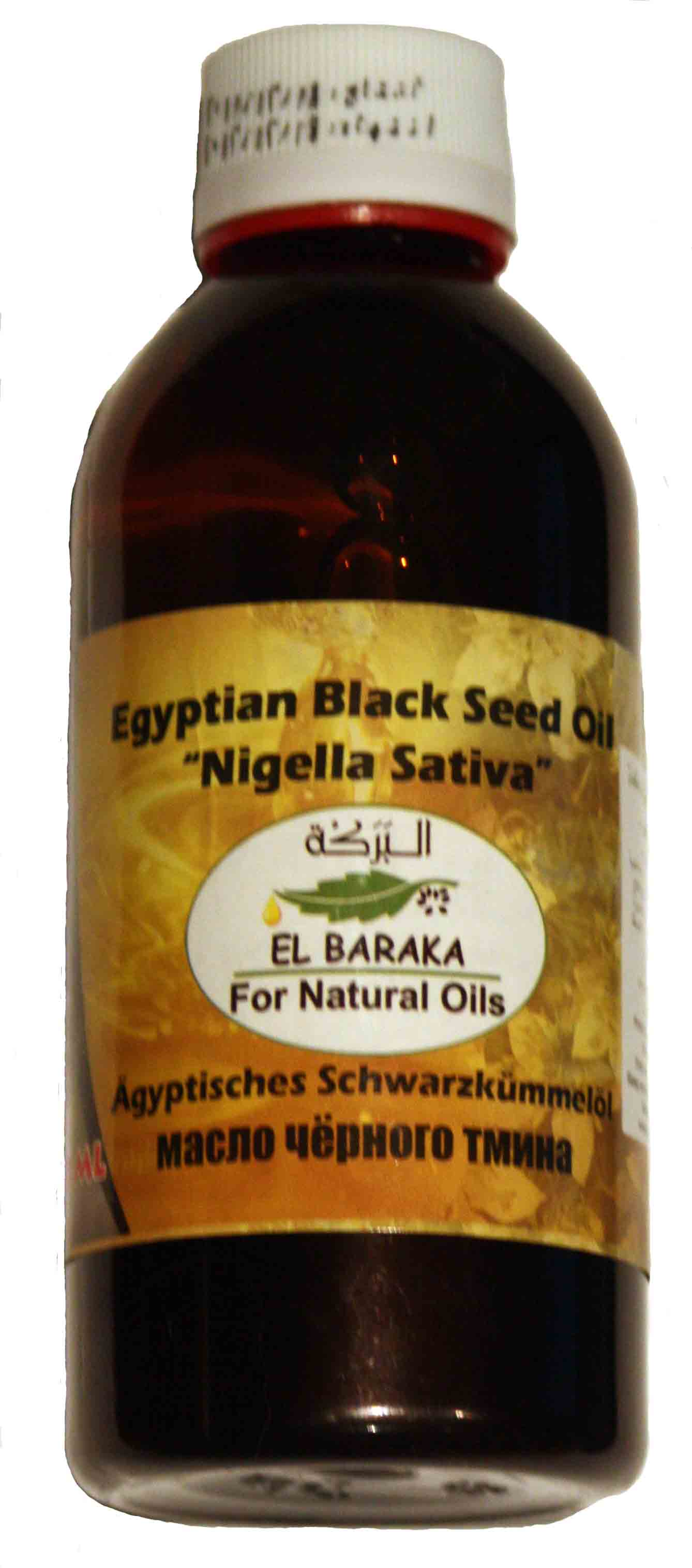
キンポウゲ科のNigella sativaの種子から作られた油
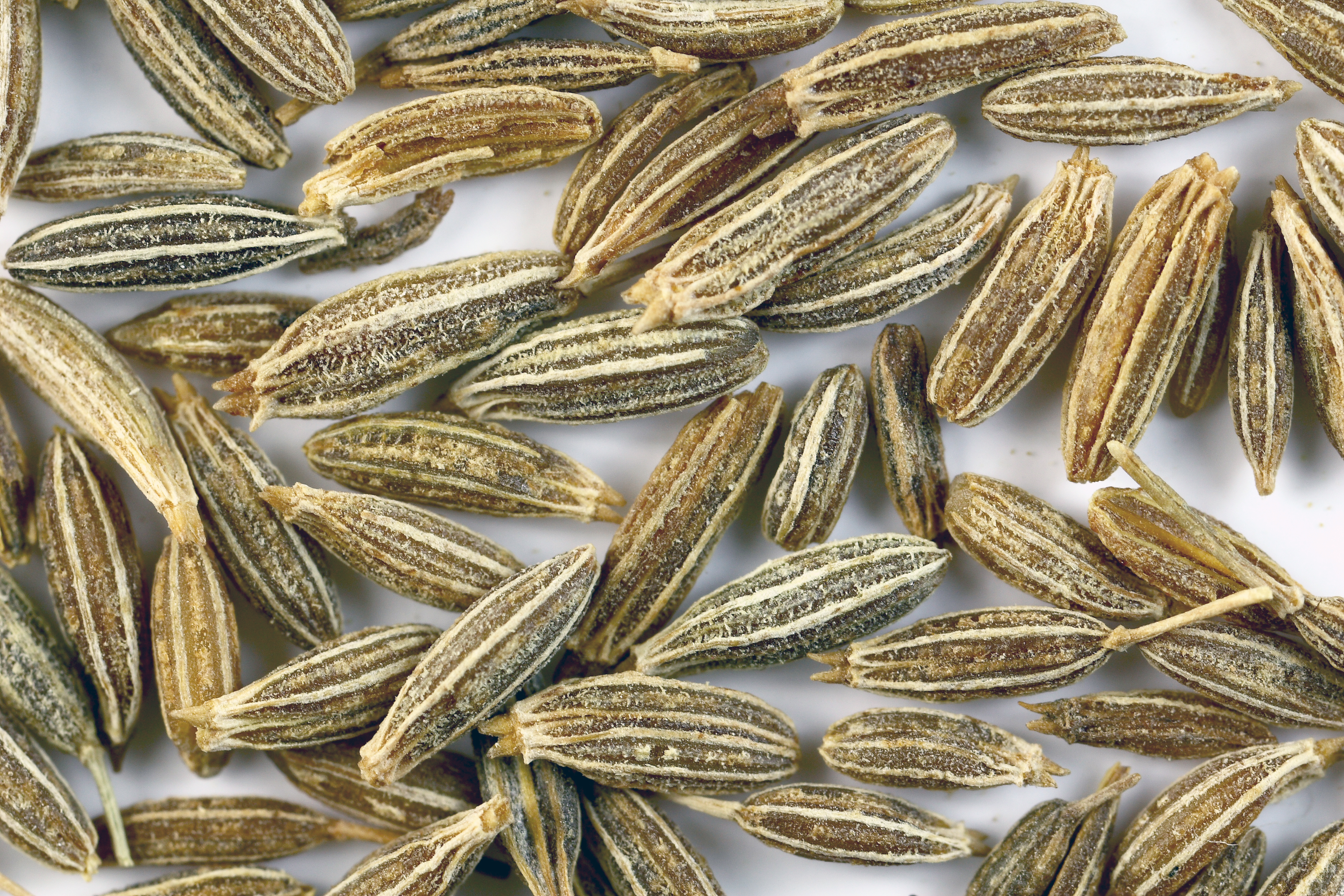
参考；セリ科のクミンシード
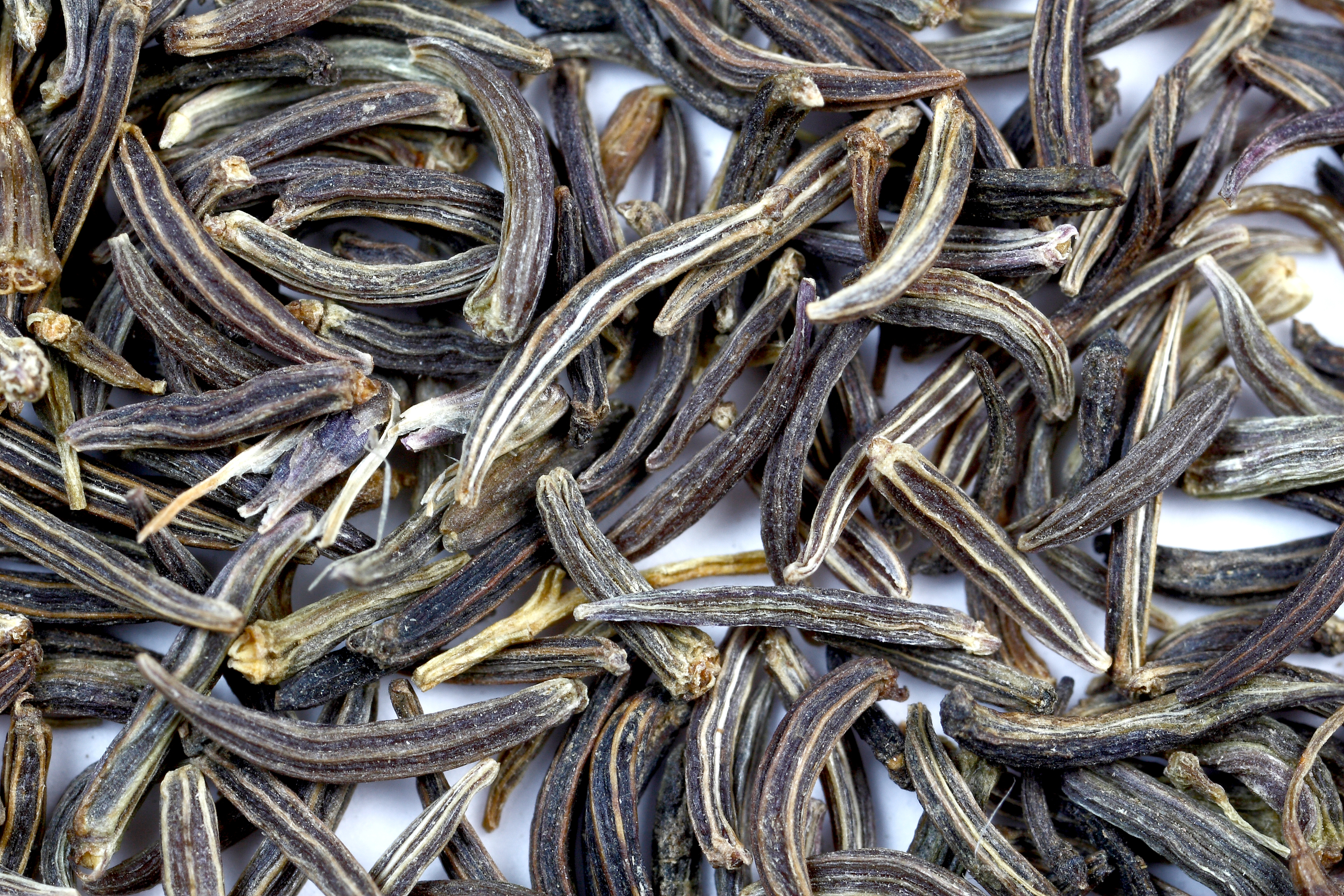
参考：セリ科のブラッククミンシード

### 薬用・毒
漢方薬をはじめとして世界各地の伝統医学で薬用に使われる。有効成分や効能は様々である。猛毒のトリカブト属も毒を弱める処理をしたうえで薬用として利用される。
北海道の先住民アイヌはトリカブト属の根を十分に乾燥させたうえで、様々な動植物を混ぜ合わせて矢毒を作り、アマッポと呼ばれる仕掛け弓と合わせてヒグマやエゾシカを捕ったが猟銃の広まりと共に毒矢の文化は衰退したという。また、ヒマラヤ地域や中国の少数民族にもトリカブトの毒を矢や槍の先に塗りつけて使う民族があったという。毒矢に使われる有毒植物には地域性があり、トリカブト毒を使う民族はアジア圏に多いという。また東南アジアではクワ科やマチン科、アフリカではキョウチクトウ科やマチン科、中南米はツヅラフジ科やトウダイグサ科やマチン科を使う民族が多いという。
古代ギリシアで起こった第一次神聖戦争では敵兵に包囲された町であるキラでは水源にヘレボルスを入れられたため、町の人は毒による下痢に苦しみ町は陥落したという。

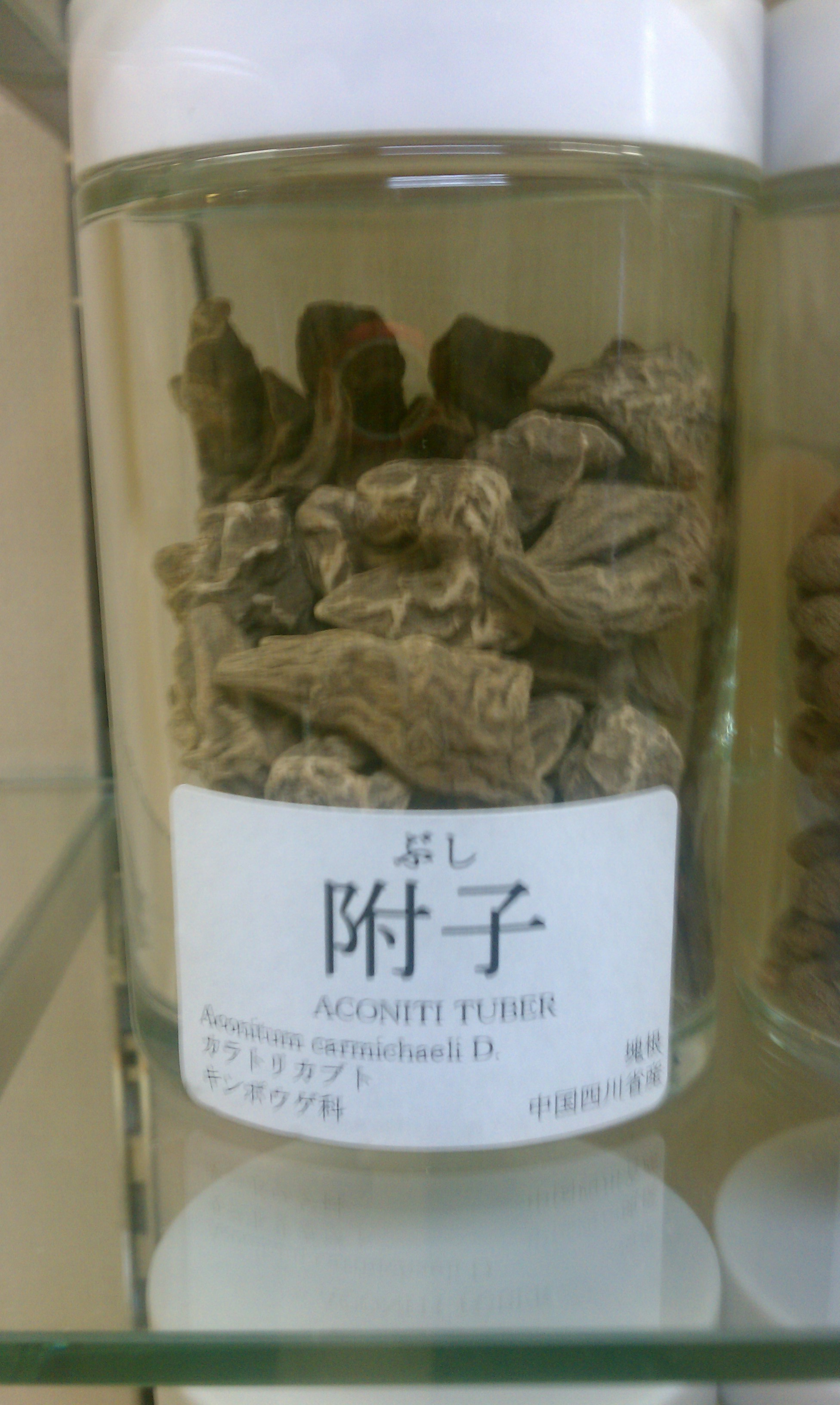
トリカブト属の根を乾燥させた漢方薬である附子
トリカブトに含まれる猛毒アルカロイドの一種であるアコニチンの構造式
イチリンソウ属などに含まれるプロトアネモニンの構造式

### 園芸
本科の植物は園芸種としても人気があり身近なものである。園芸種としては属の学名をそのまま仮名に転写したものでしばしば呼ばれる。例えばキンポウゲ属（学名Ranunculus）の園芸種は「ラナンキュラス」、イチリンソウ属（学名Anemone）のそれは「アネモネ」、センニンソウ属（学名Clematis）のそれは「クレマチス」などと呼ばれ、和名寄りもお洒落に聞こえる為に、各種園芸種の和名は全く知られず、学名の種名だけがより有名になって認知させている事が少なくない。これらは当初西洋で品種改良が進んだ事も一因となっている。花卉の販売業者の店舗で、それらの名称で販売されている。店舗の店員は、世話の仕方等を専門学校や、農業高校で一応勉強はして来ていても、和名は教えられず、学名の種名でのみの記憶に依って、店舗の店員でも和名を知らない者も多くなっている。
一方日本においても可憐な花を咲かせるミスミソウ属（Hepatica）やフクジュソウ属（Adonis）が古典園芸植物として親しまれ昔から品種改良がおこなわれてきた。山野草ブームや交通機関や登山装備の発達により高山への登山が盛んになったことから、花が可憐なオキナグサ属（Pulsatilla）や高山植物のキタダケソウ属（Callianthemum）にも注目が集まった。山野草の一輪草や二輪草、三輪草等と共に、鳥兜も山野草愛好家の栽培家に向けて、山野草販売業者の店舗で発売されている。しかし、保護意識の低い者が多く居り、無意識的に自生地からの株の盗掘や、生育地の踏み荒らしによって株が衰弱して行く事に依って、枯死する個体が多く見受けられ、生育数が減少している種も多々ある。

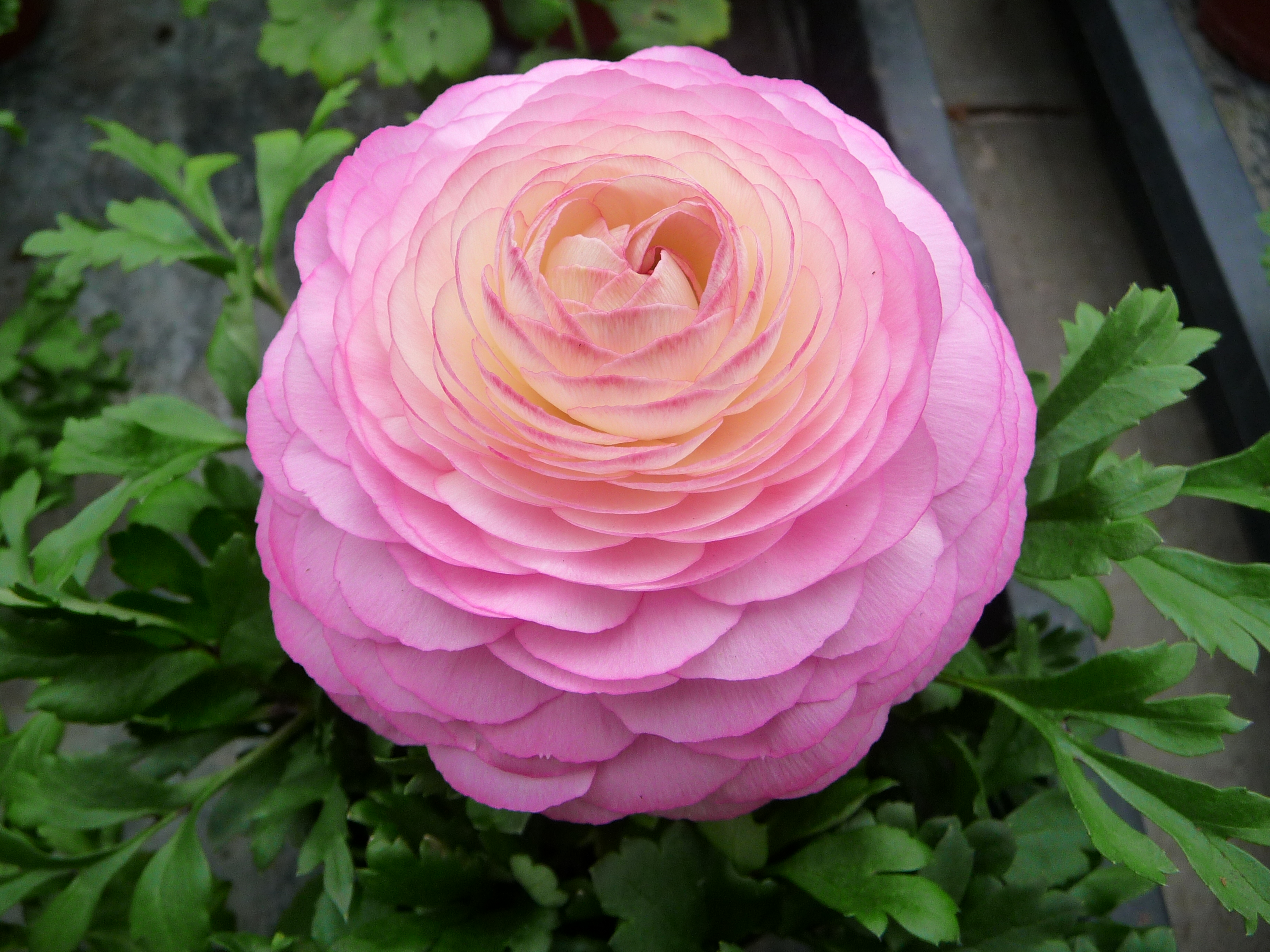
ラナンキュラス（和名ハナキンポウゲ）の八重咲品種
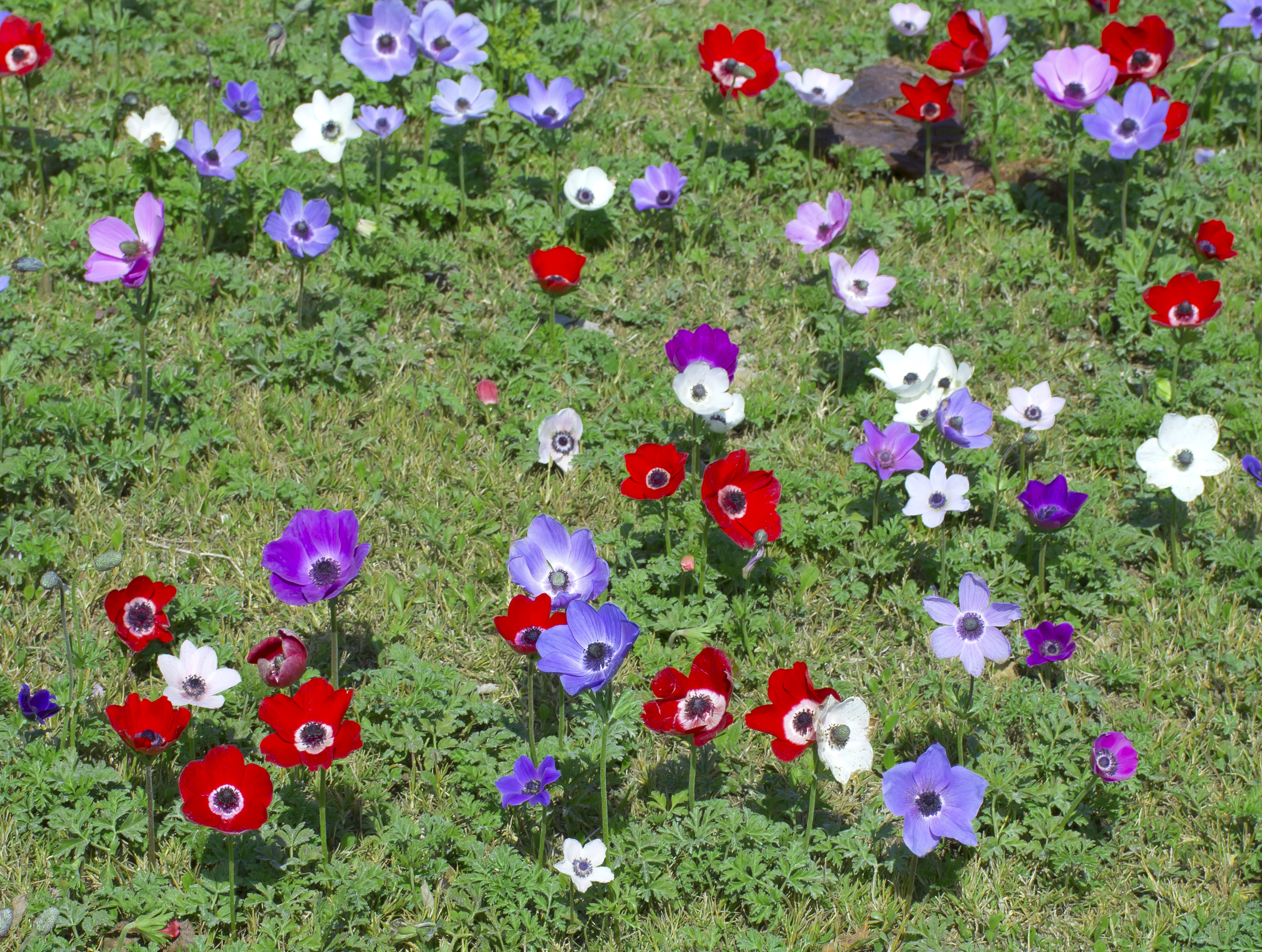
カラフルなアネモネ（和名ボタンイチゲ）
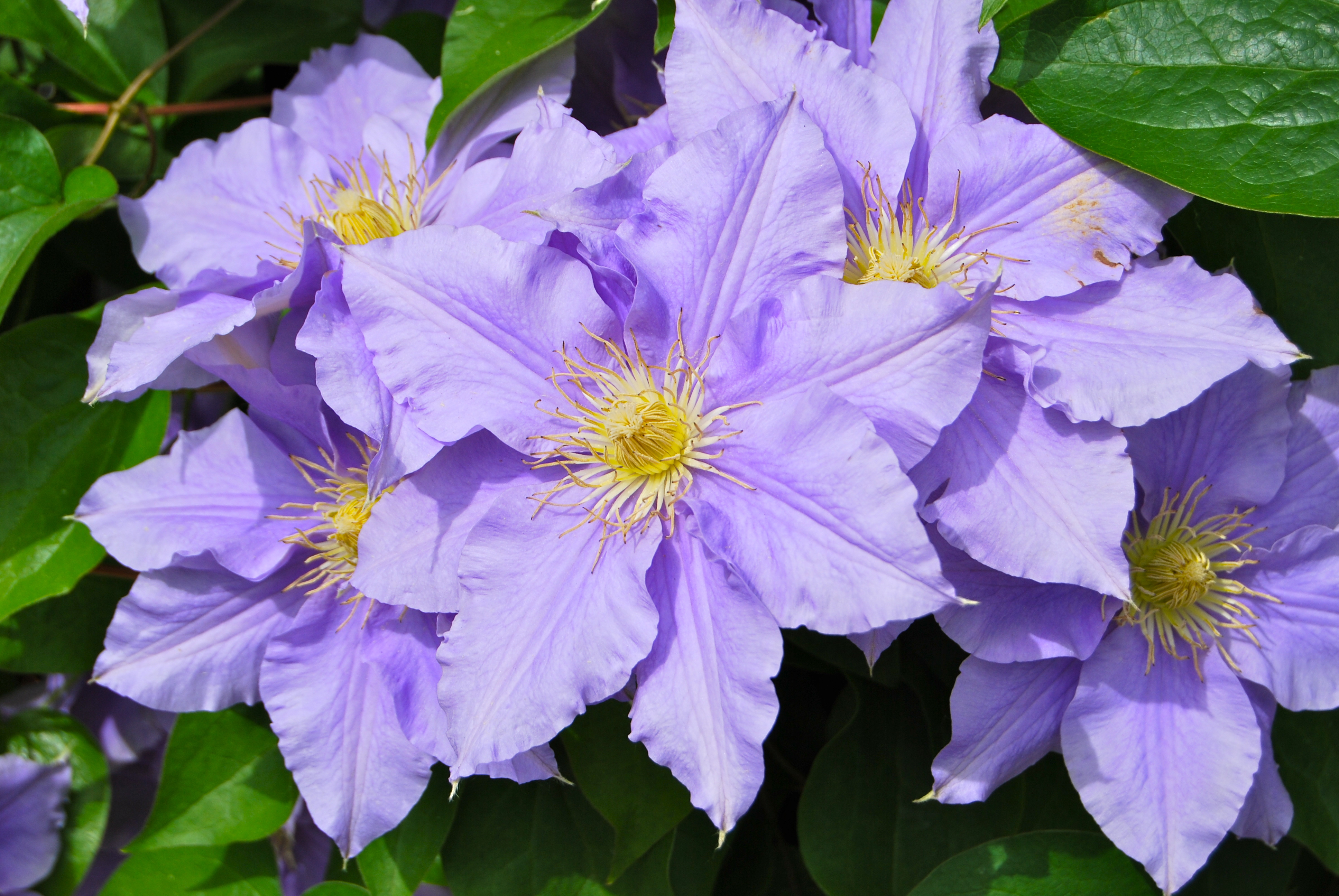
大きくて鮮やかな紫色のがくを付けるクレマチスの品種
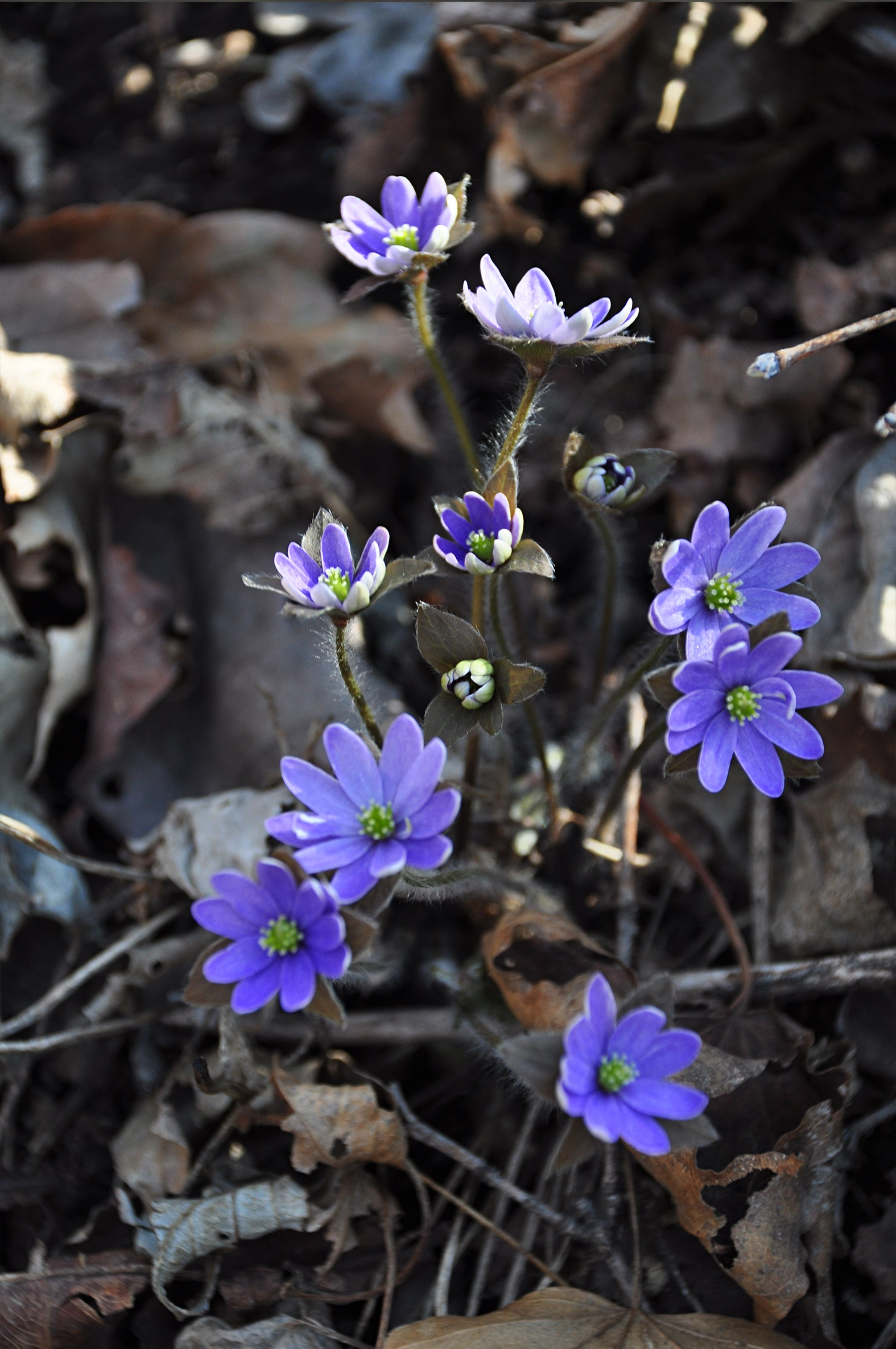
日本の古典園芸植物であるミスミソウ
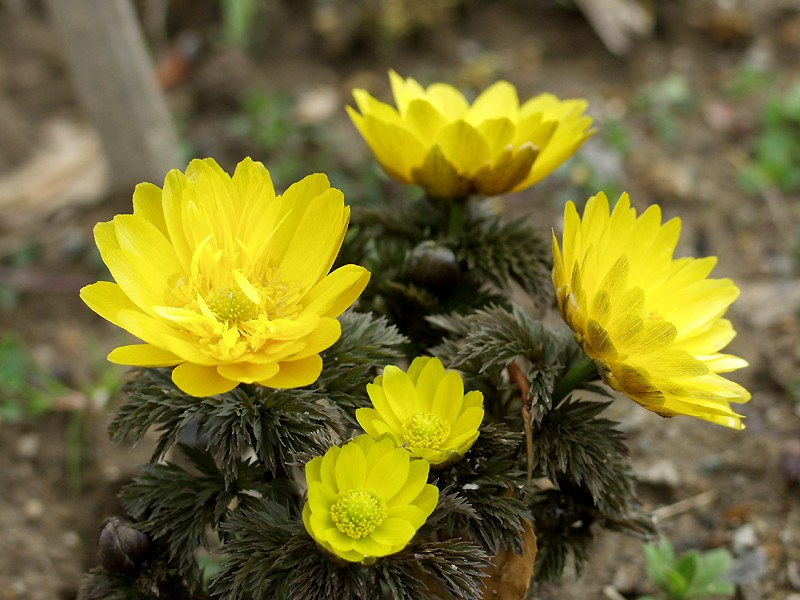
日本の古典園芸植物の一つフクジュソウ
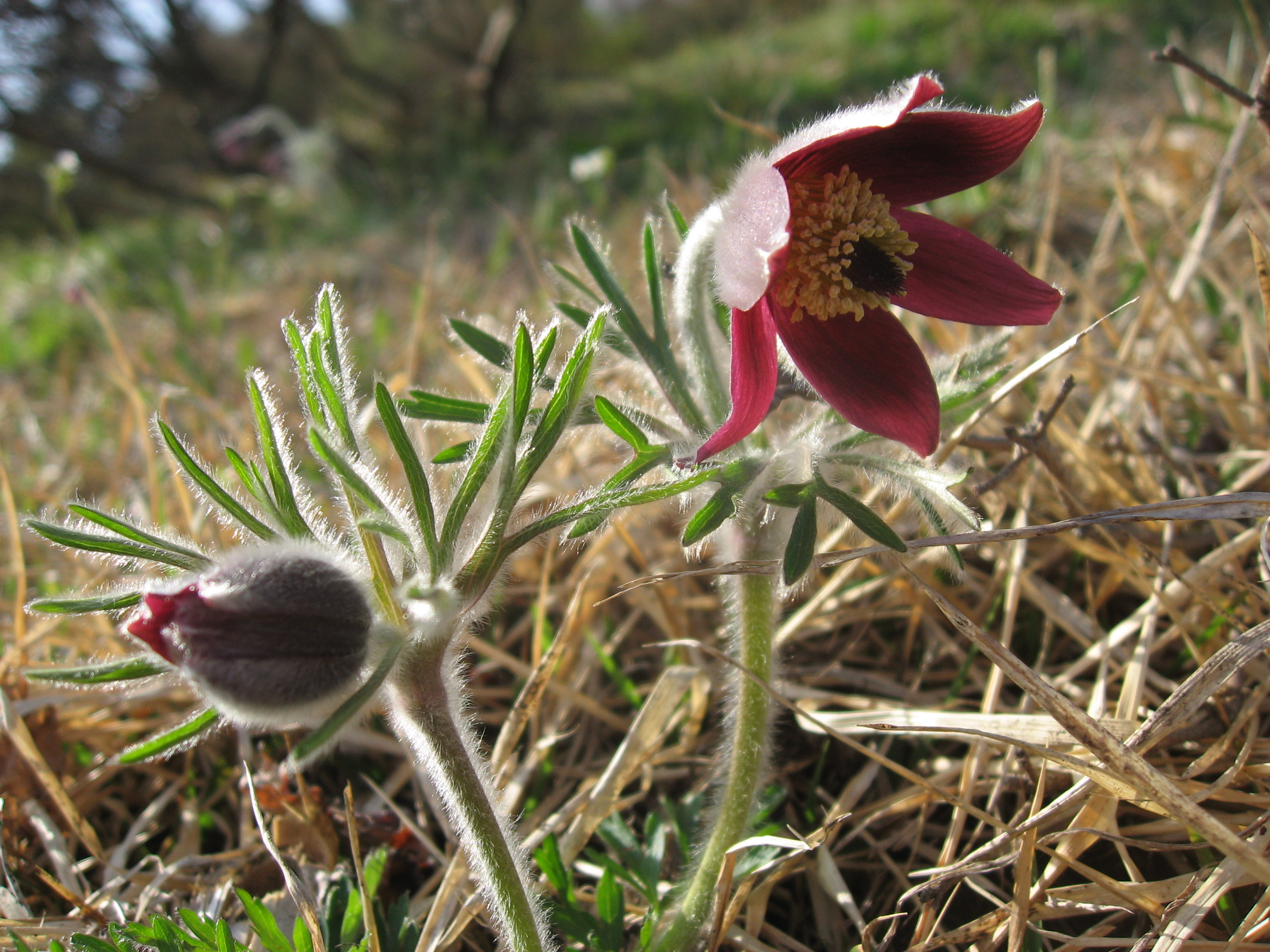
春先に毛に包まれた花を咲かせるオキナグサ
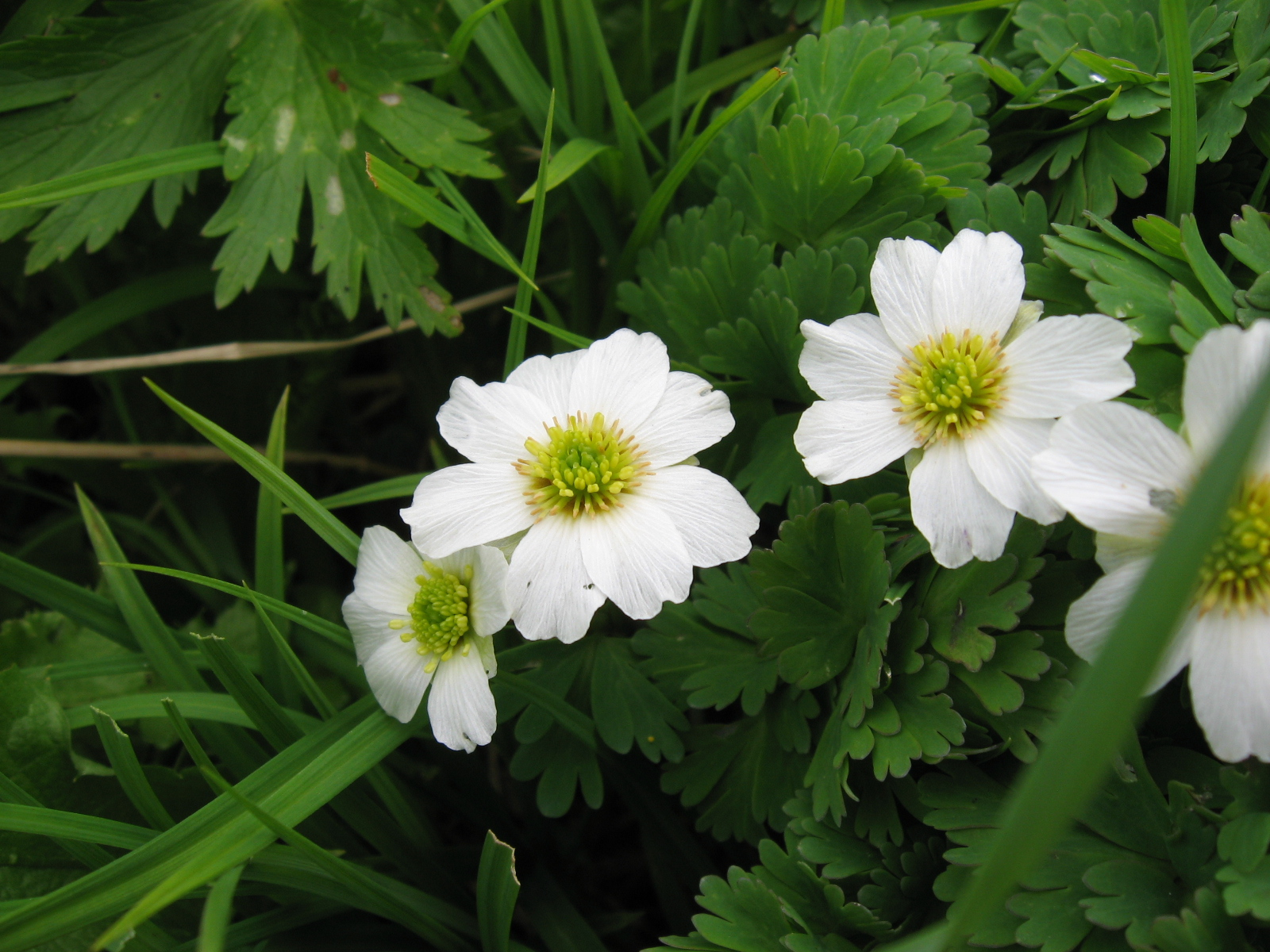
高山植物であるキタダケソウ

## 分類
本科は下記のように多数の属を含む。いくつかの属をまとめた亜科単位の分類を認めることが多いが、各亜科が含む属については研究者によって諸説ある。

### シラネアオイ亜科 Subfamily Glaucidioideae
シラネアオイ属一属だけからなる単型の亜科である。
- シラネアオイ属 Glaucidium Siebold & Zuccarini

日本に分布するシラネアオイ（Glaucidium palmatum）一種だけが知られる単型の属である。

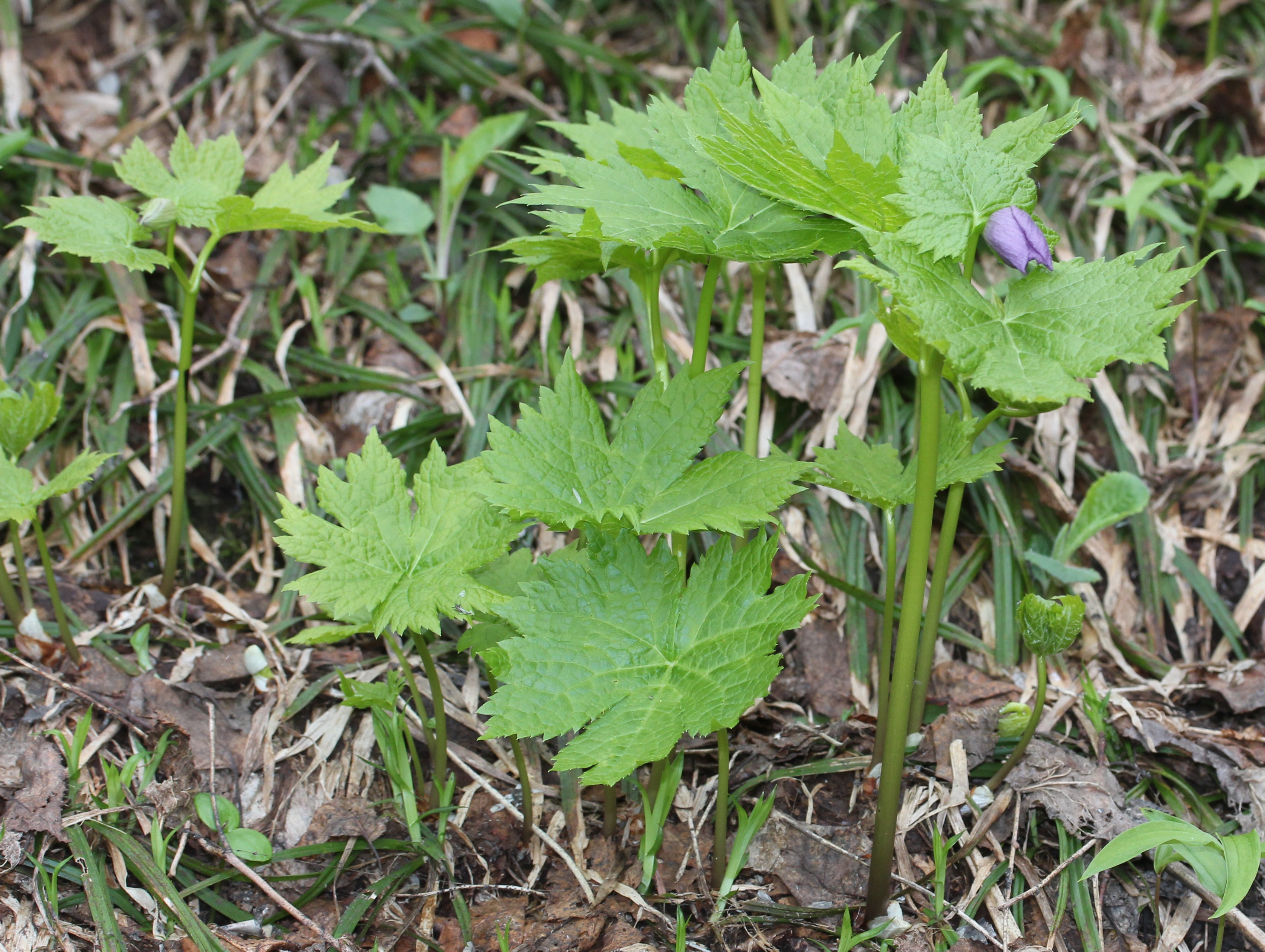
シラネアオイの葉
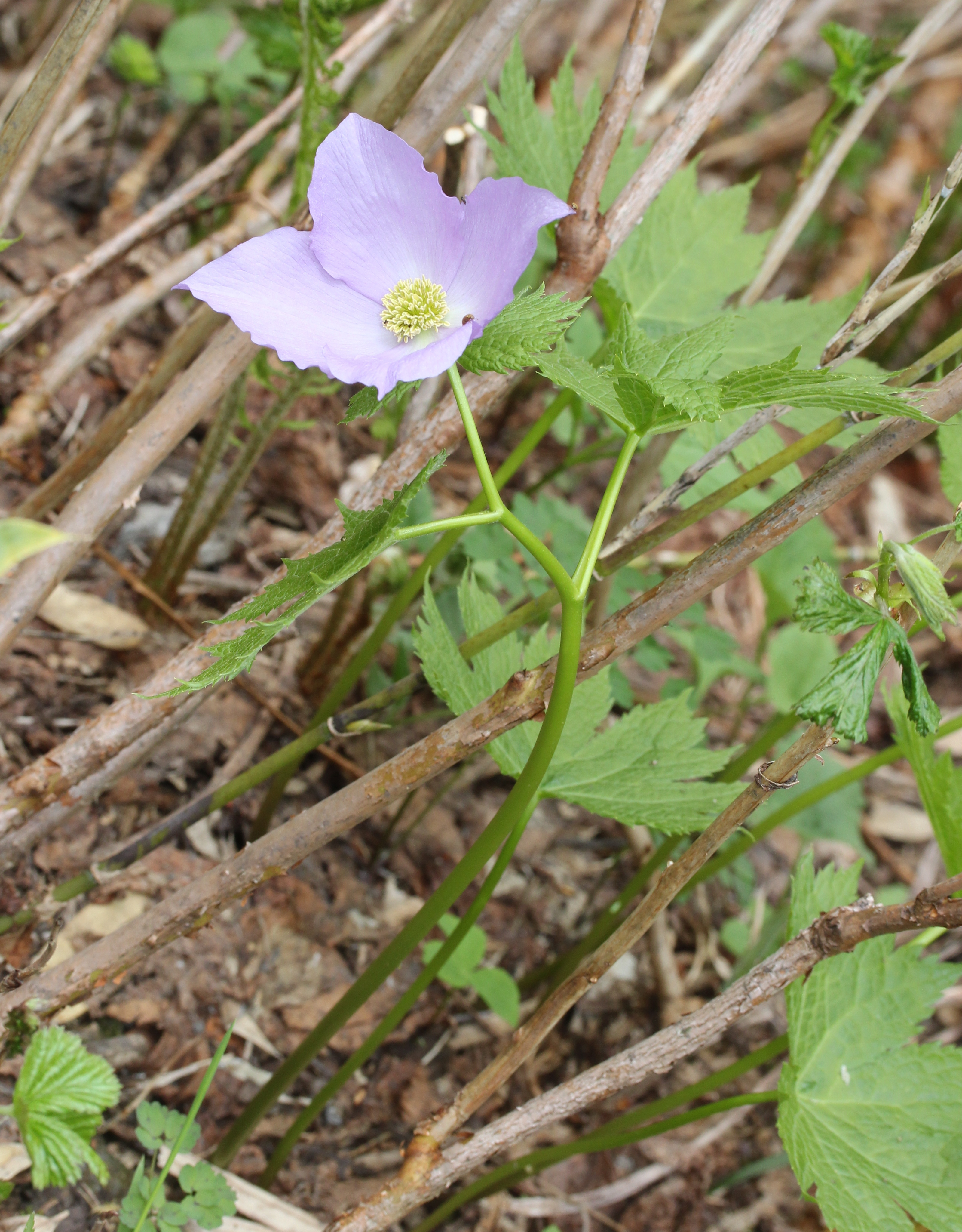
シラネアオイ(G. palmatum）

### ヒドラスチス亜科 Subfamily Hydrastidoideae
下記一属だけからなる単型の亜科である。
- Hydrastis L.

アメリカからカナダにかけて分布するHydrastis canadensis（和名未定、英名:goldenseal）一種だけが知られる単型の属である。

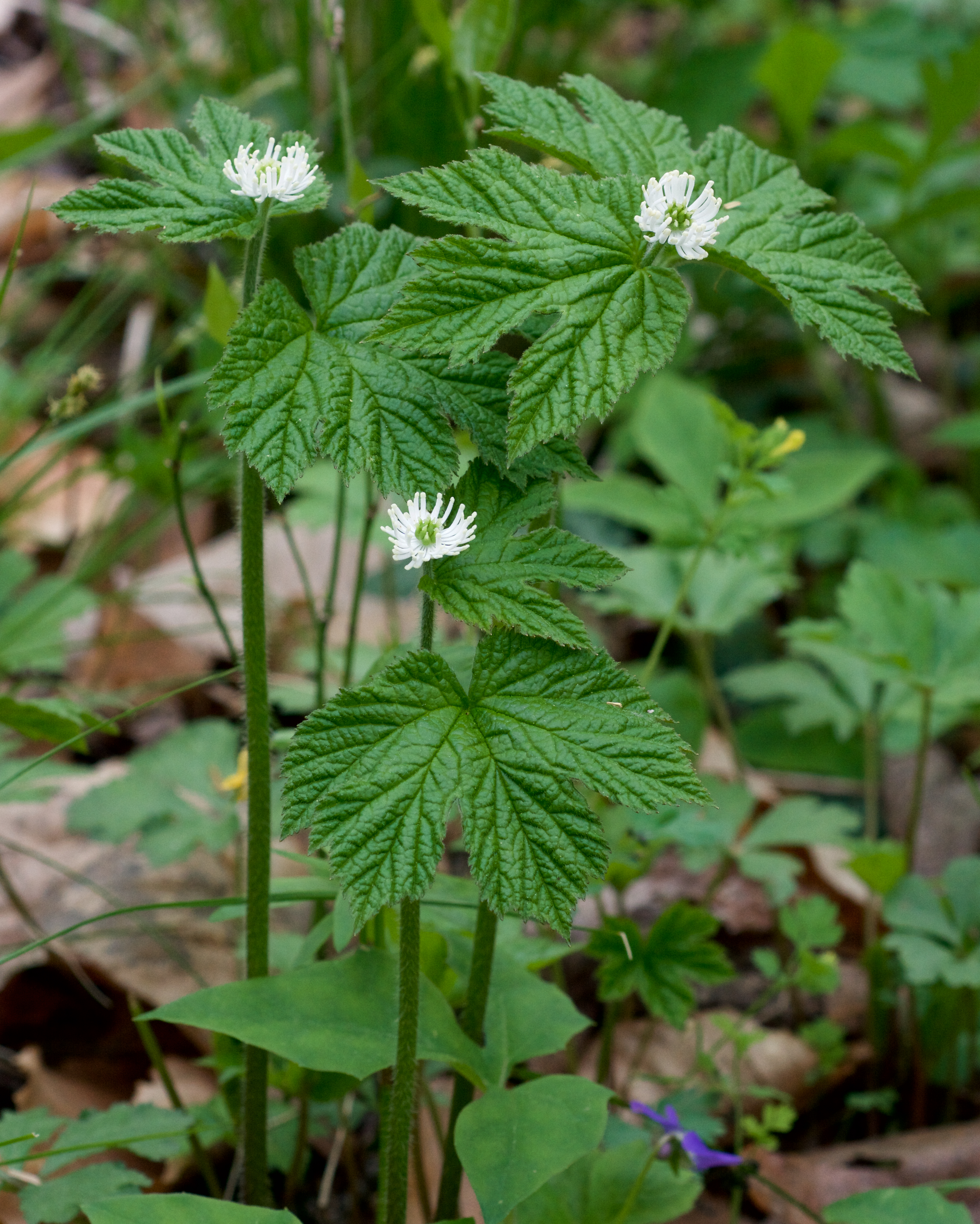
Hydrastis canadensisの花と葉
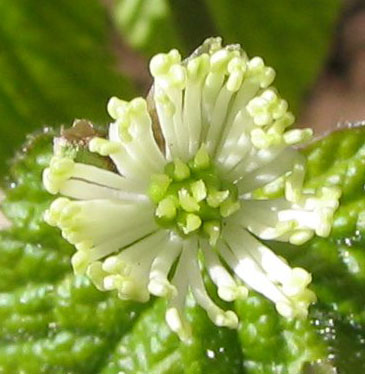
花の拡大図
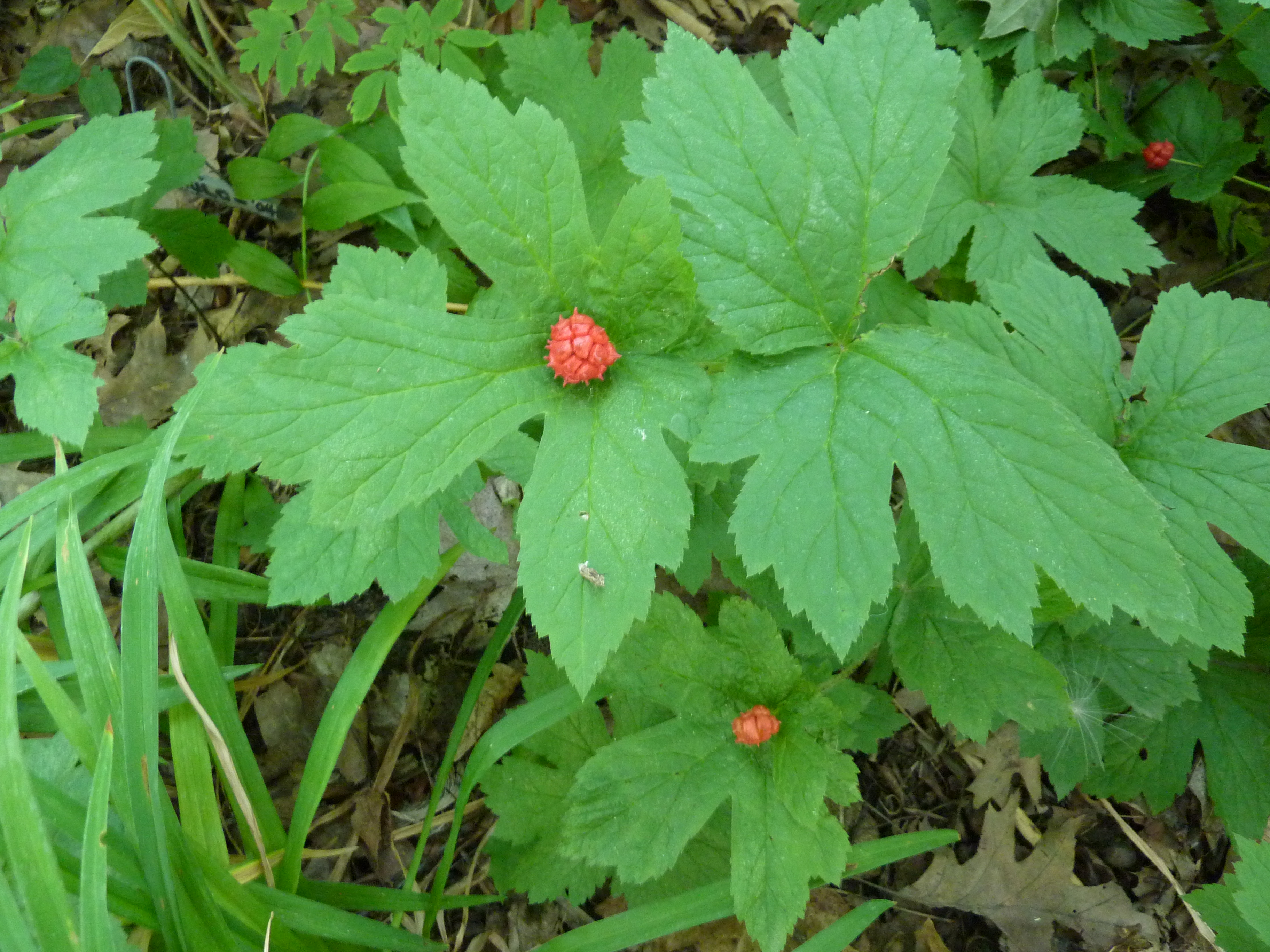
H. canadensisの果実

### オウレン亜科 Subfamily Coptidoideae
以下の2属を含む。
- オウレン属 Coptis Salisb.

小型の草本で20種程度が知られる。

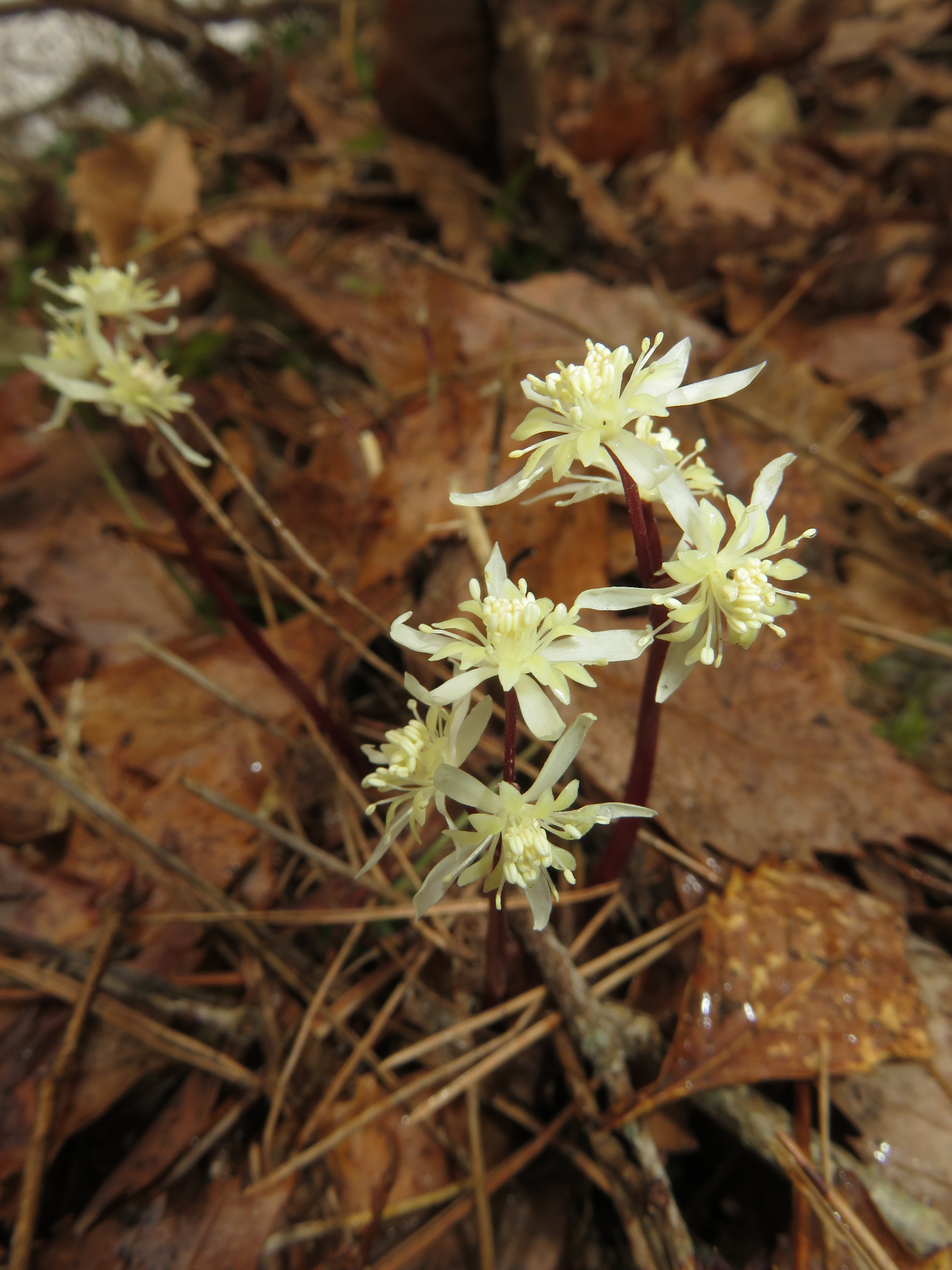
オウレン
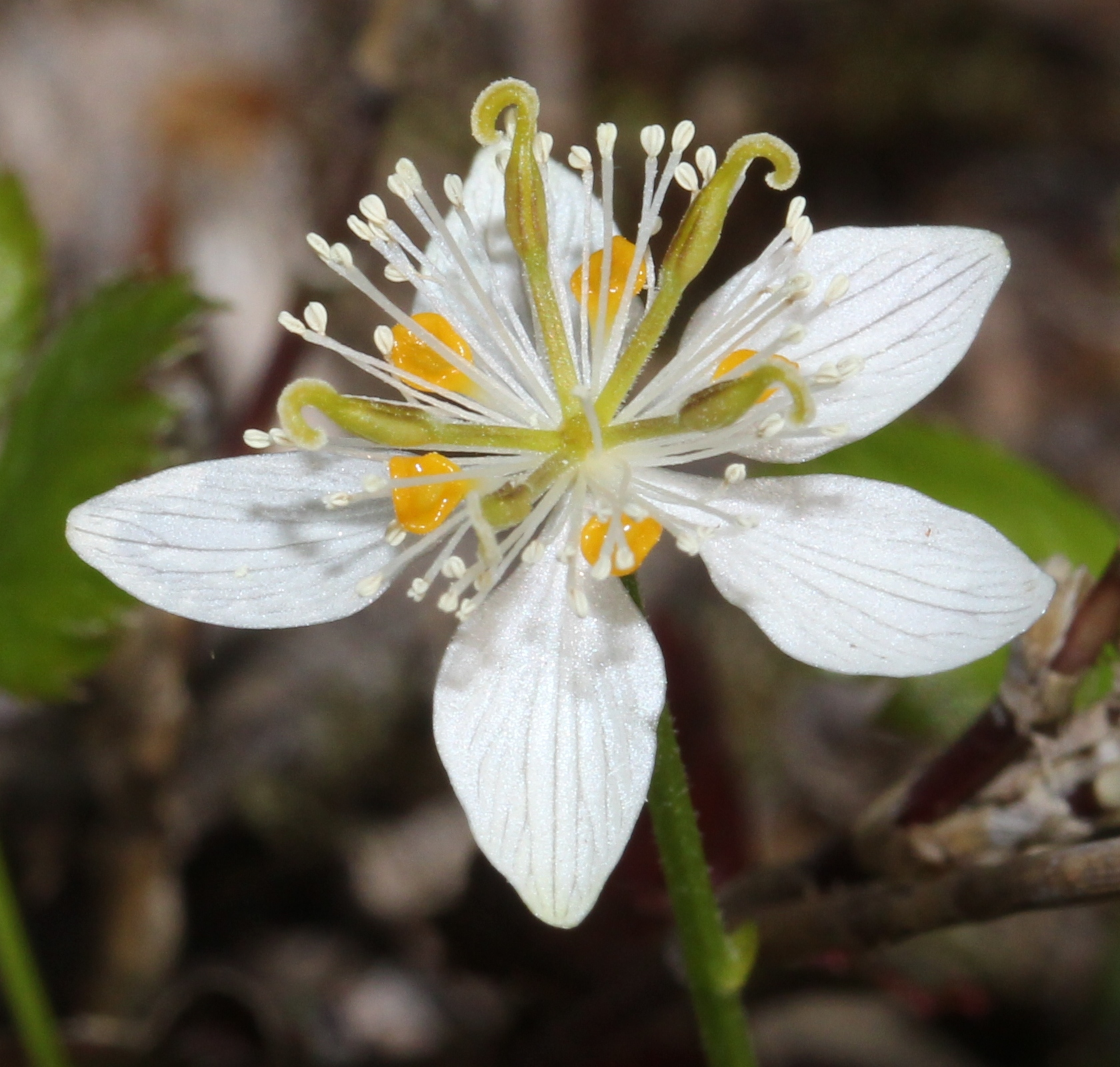
ミツバオウレン(C. trifolia)の花
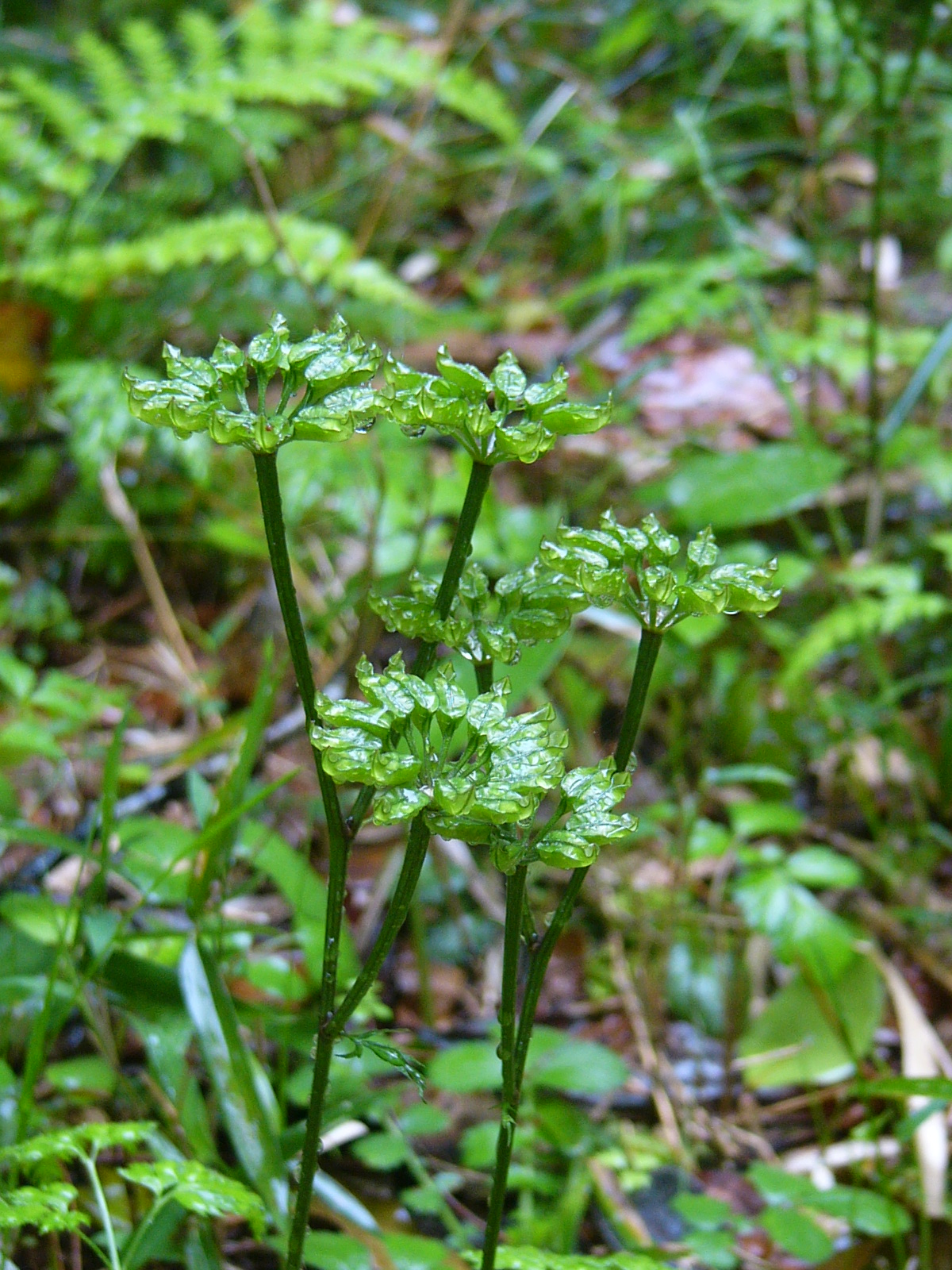
オウレン（C. japonica）の果実
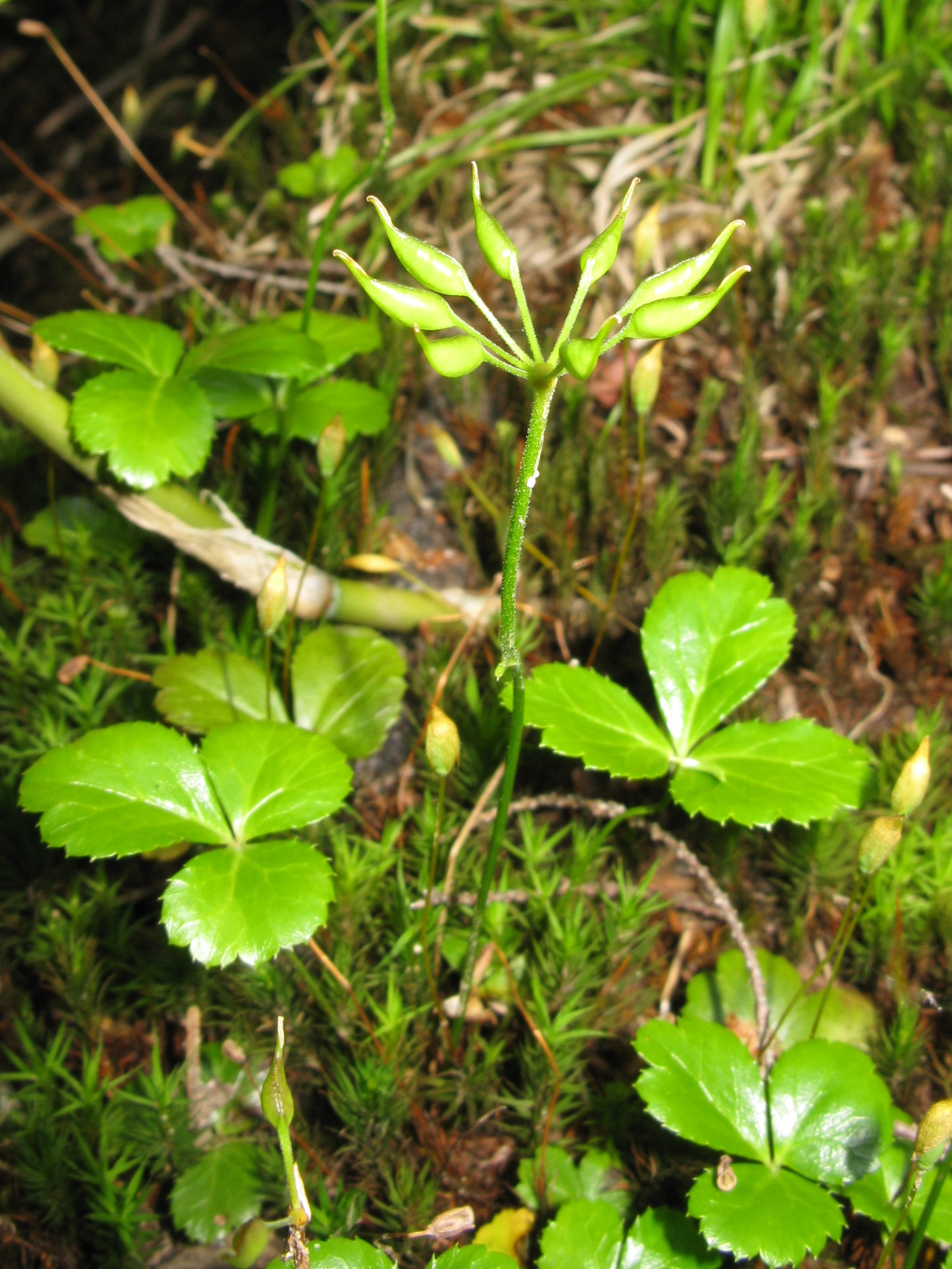
ミツバオウレンの葉と果実

- Xanthorhiza Marshall

和名未定の属。アメリカ東部から中西部にかけて分布するヒイラギナンテンモドキ（Xanthorhiza simplicissima）一種だけが知られる単型の属である。英名はyellowroot（黄色い根）で根の形態的特徴に基づいている。センニンソウ属（Clematis）と同じく茎が木質化しキンポウゲ科では珍しい。

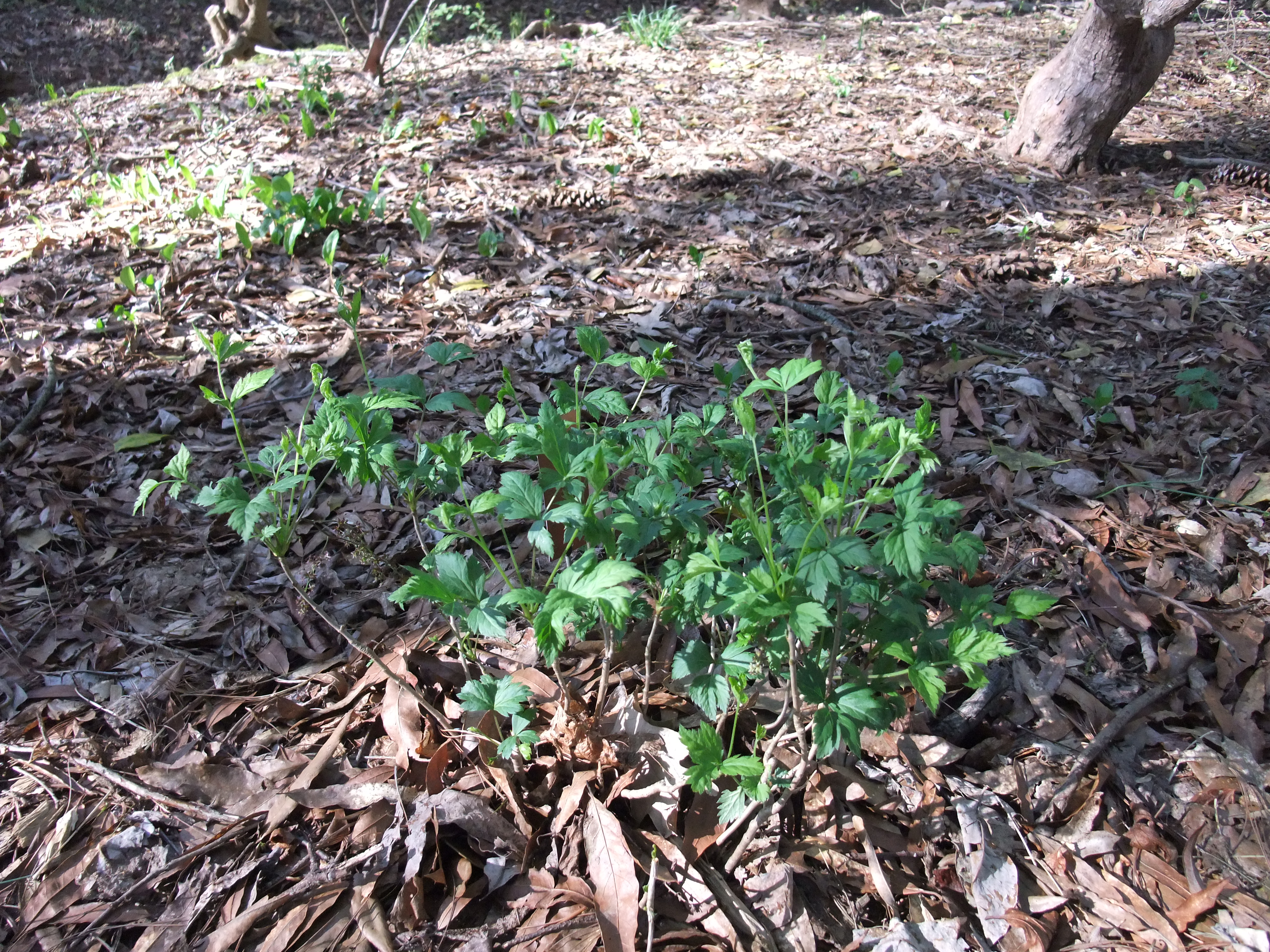
ヒイラギナンテンモドキ
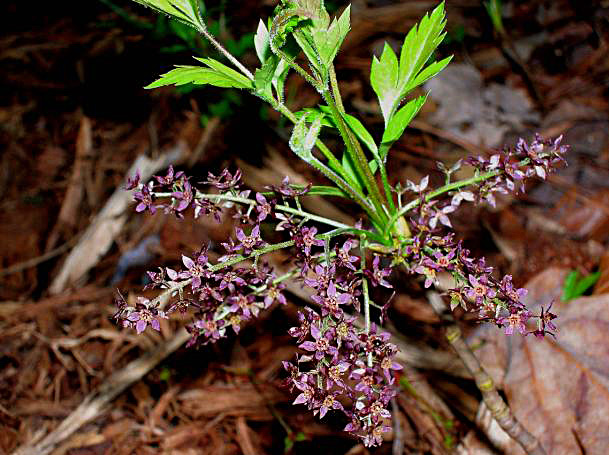
ヒイラギナンテンモドキの葉と花
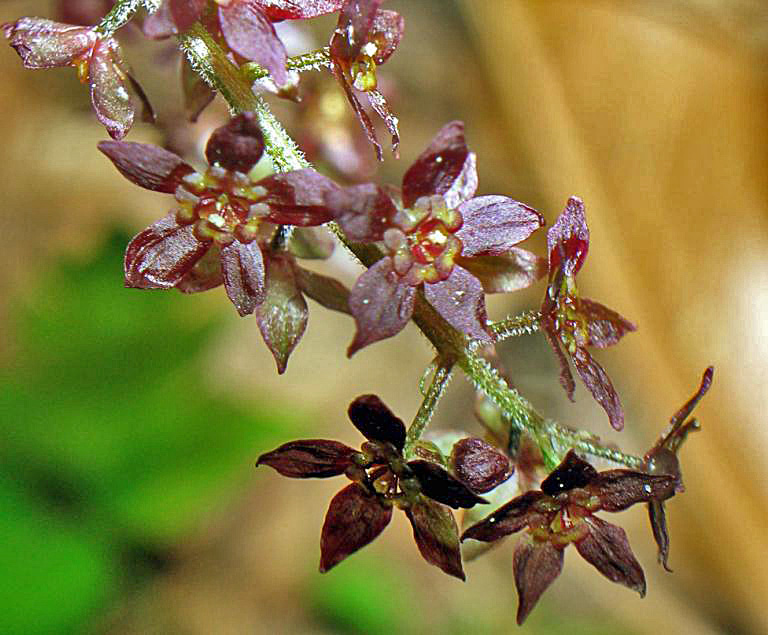
ヒイラギナンテンモドキの花の拡大図

### カラマツソウ亜科 Subfamily Thalictroideae

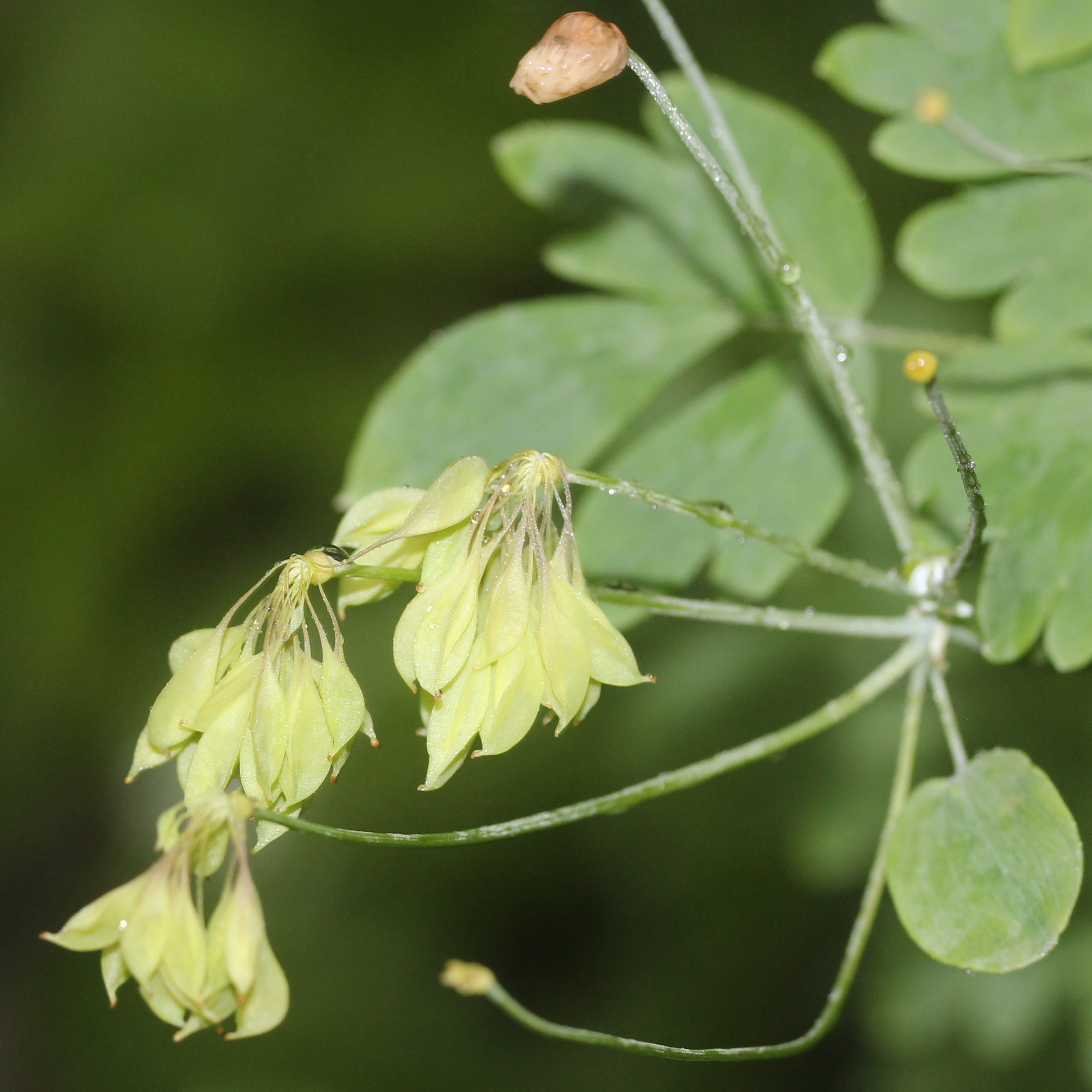
カラマツソウの痩果

- オダマキ属 Aquilegia L.

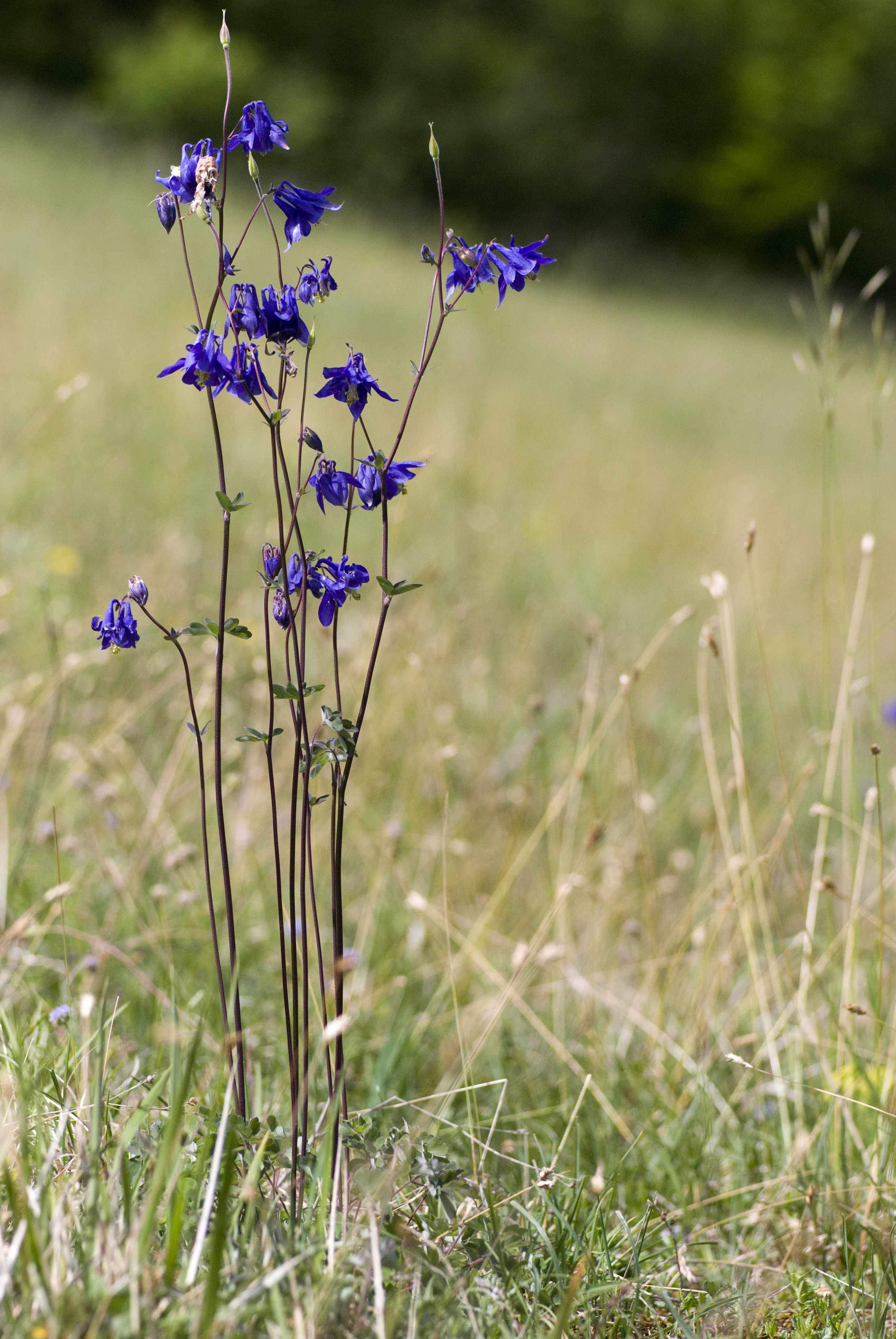
オダマキ属の花A. vulgaris
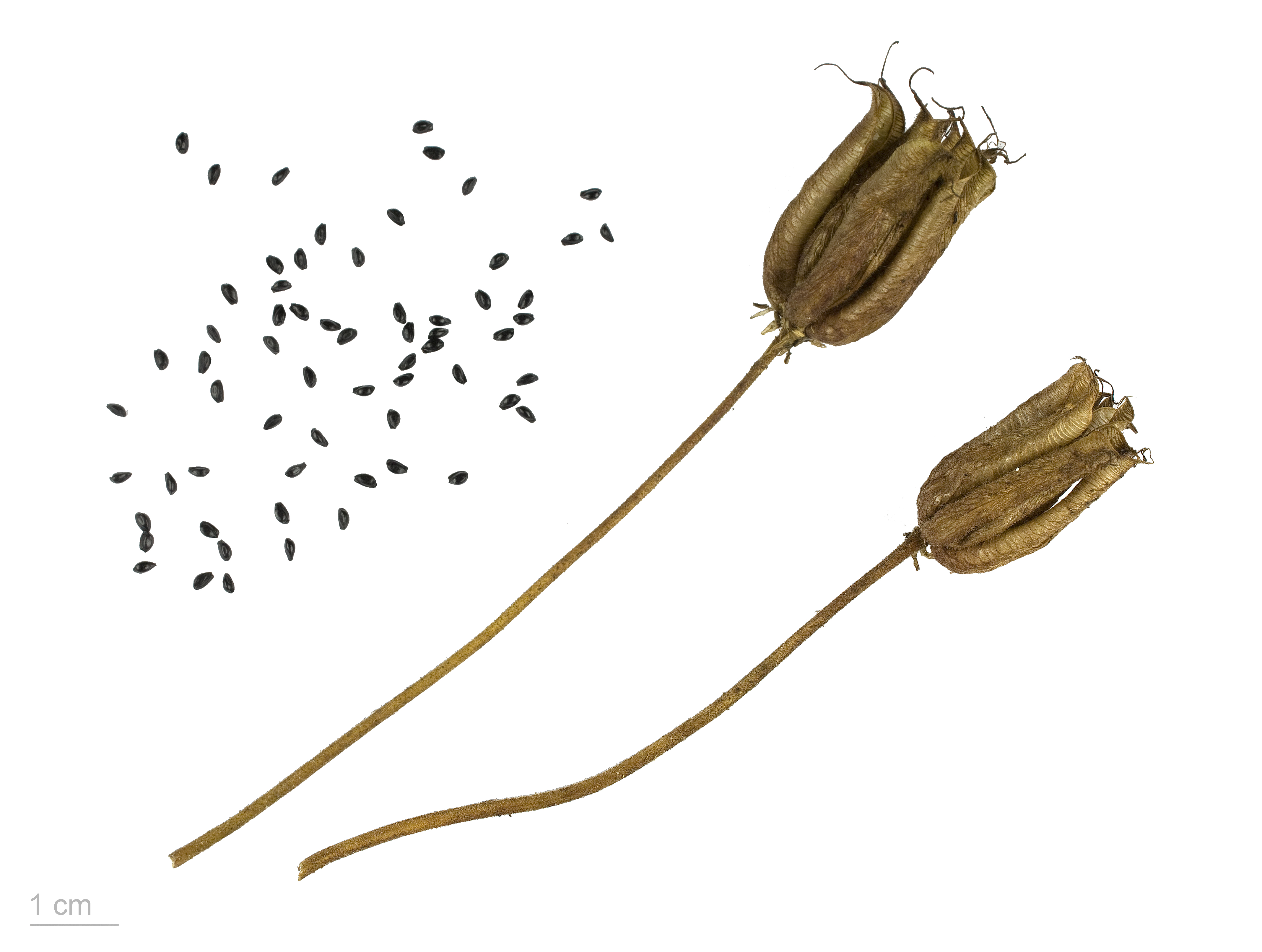
オダマキ属の袋果と種子

- シロカネソウ属 Dichocarpum W.T.Wang & P.K.Hsiao

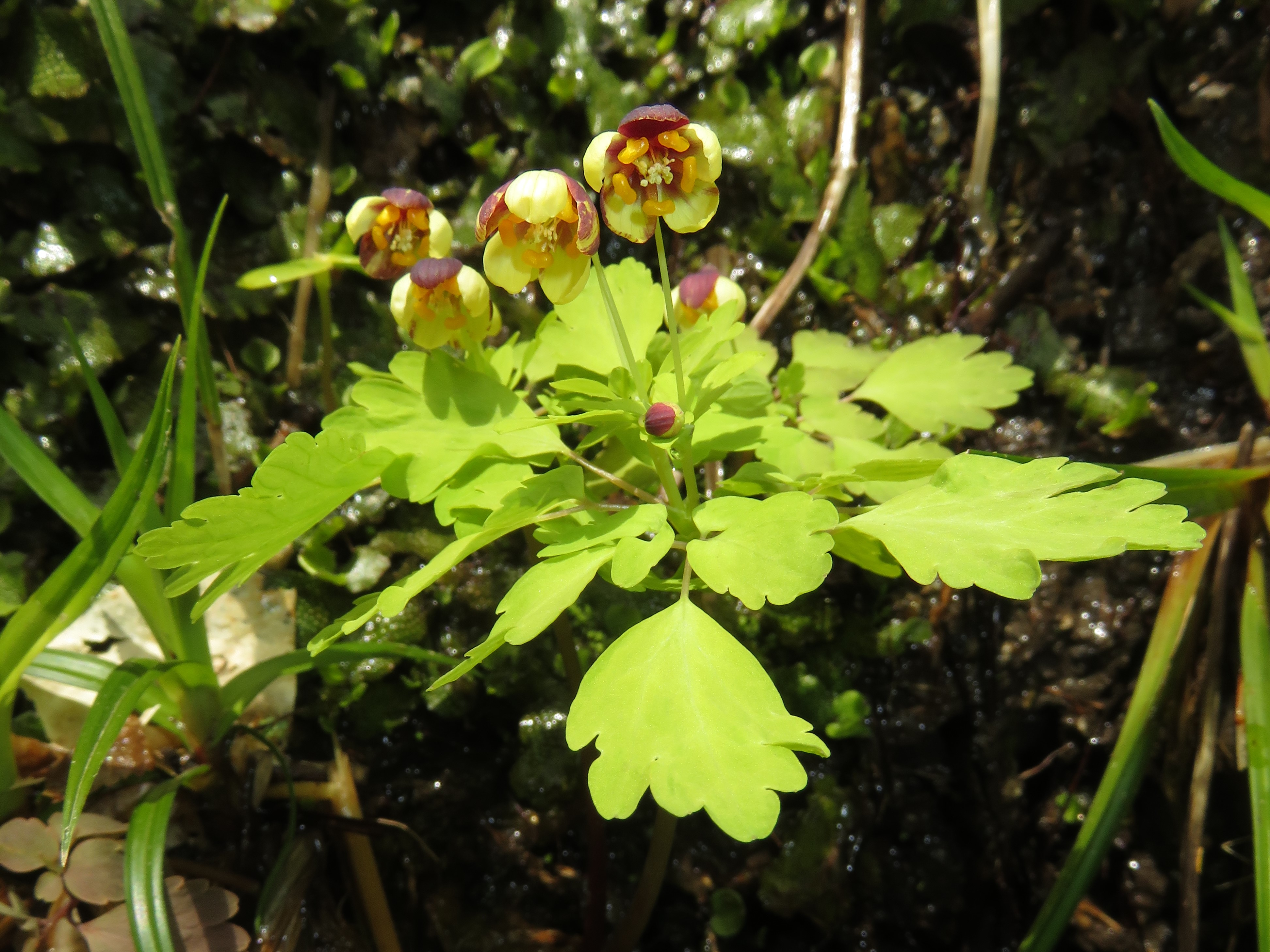
アズマシロカネソウDichocarpum nipponicum

- チチブシロカネソウ属 Enemion Raf.

チチブシロカネソウのほか、北アメリカ大陸に分布する5種が知られる。

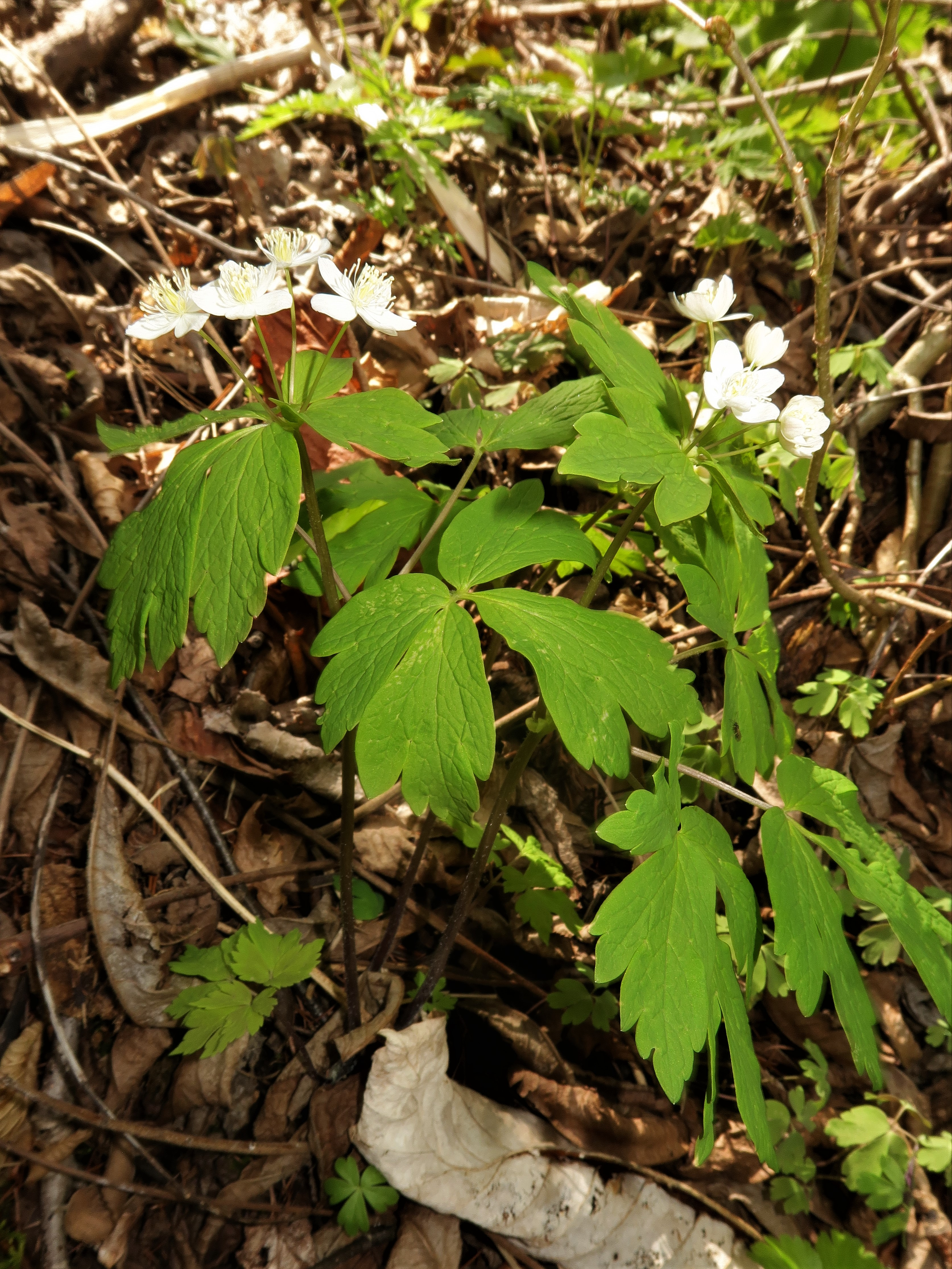
チチブシロカネソウ
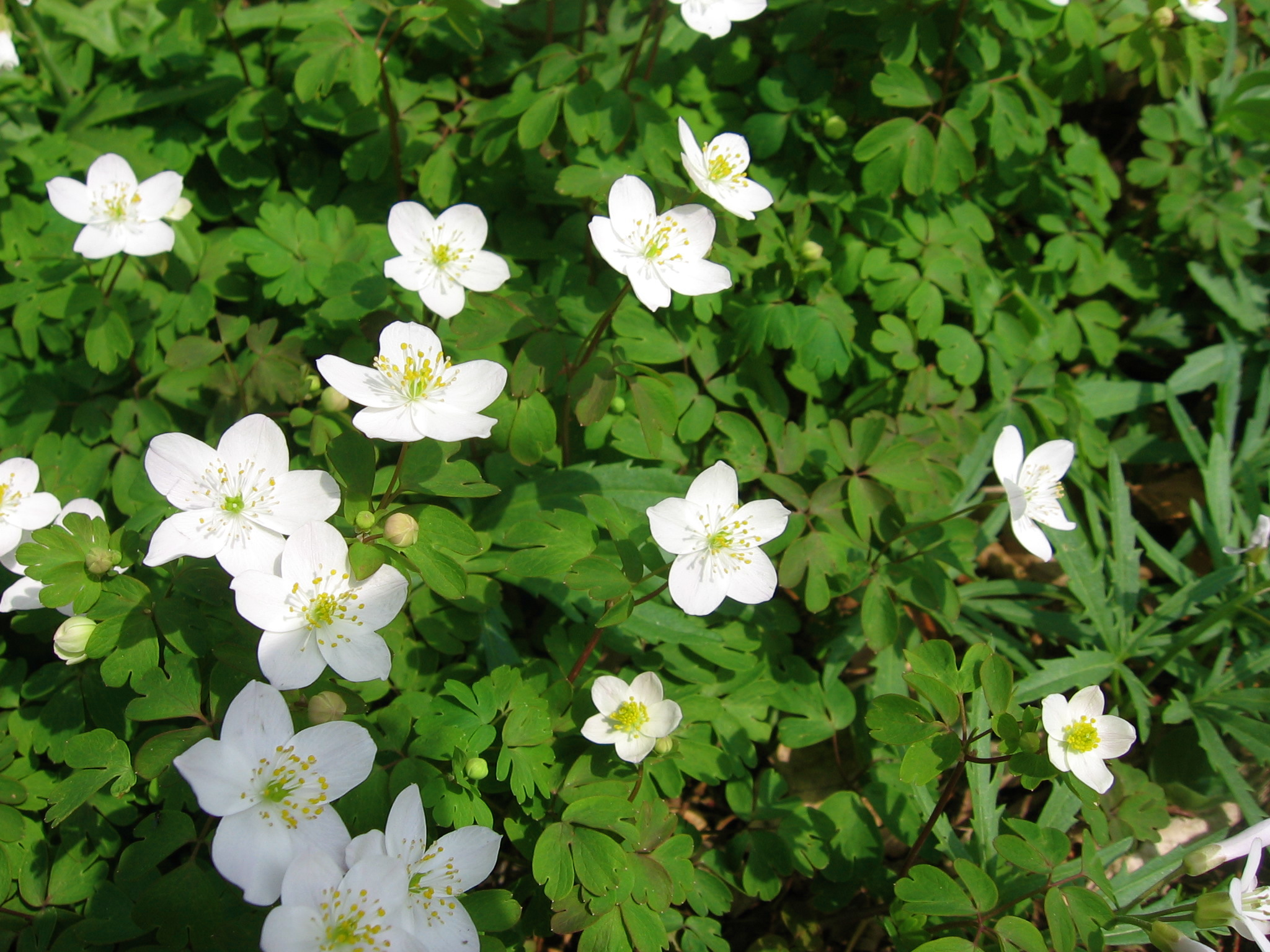
Enemion biternatumの花
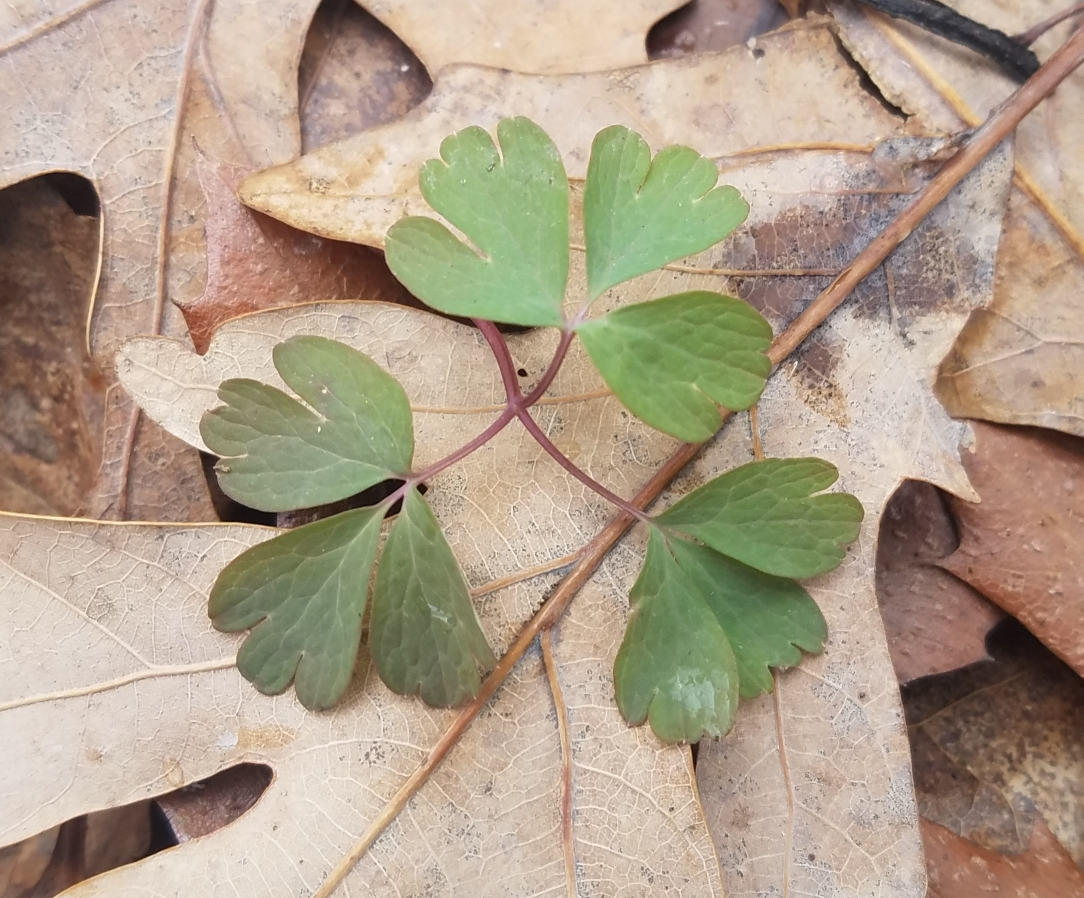
Enemion biternatumの葉

- Isopyrum L.

和名未定の属。

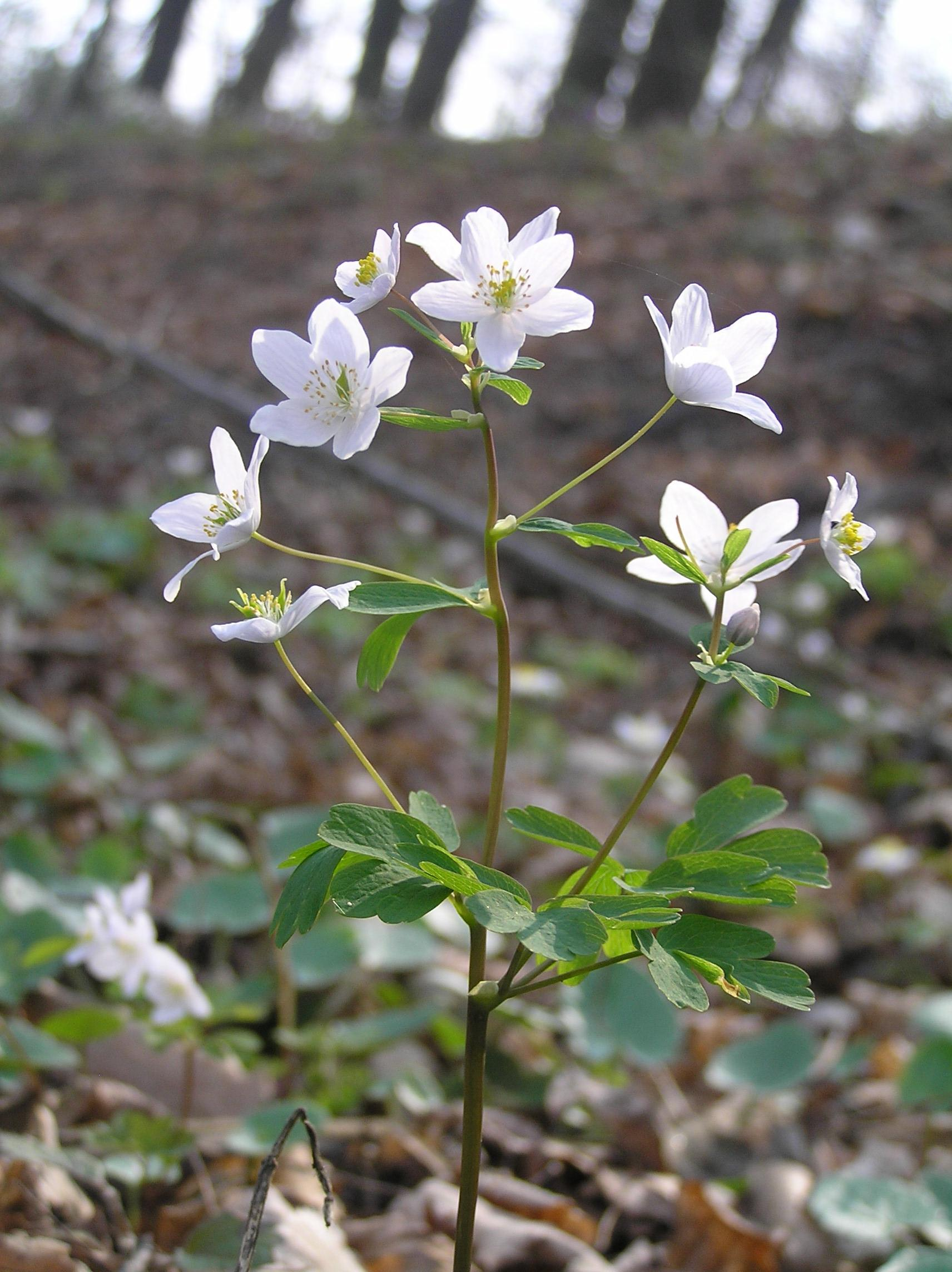
Isopyrum thalictroidesの葉と花
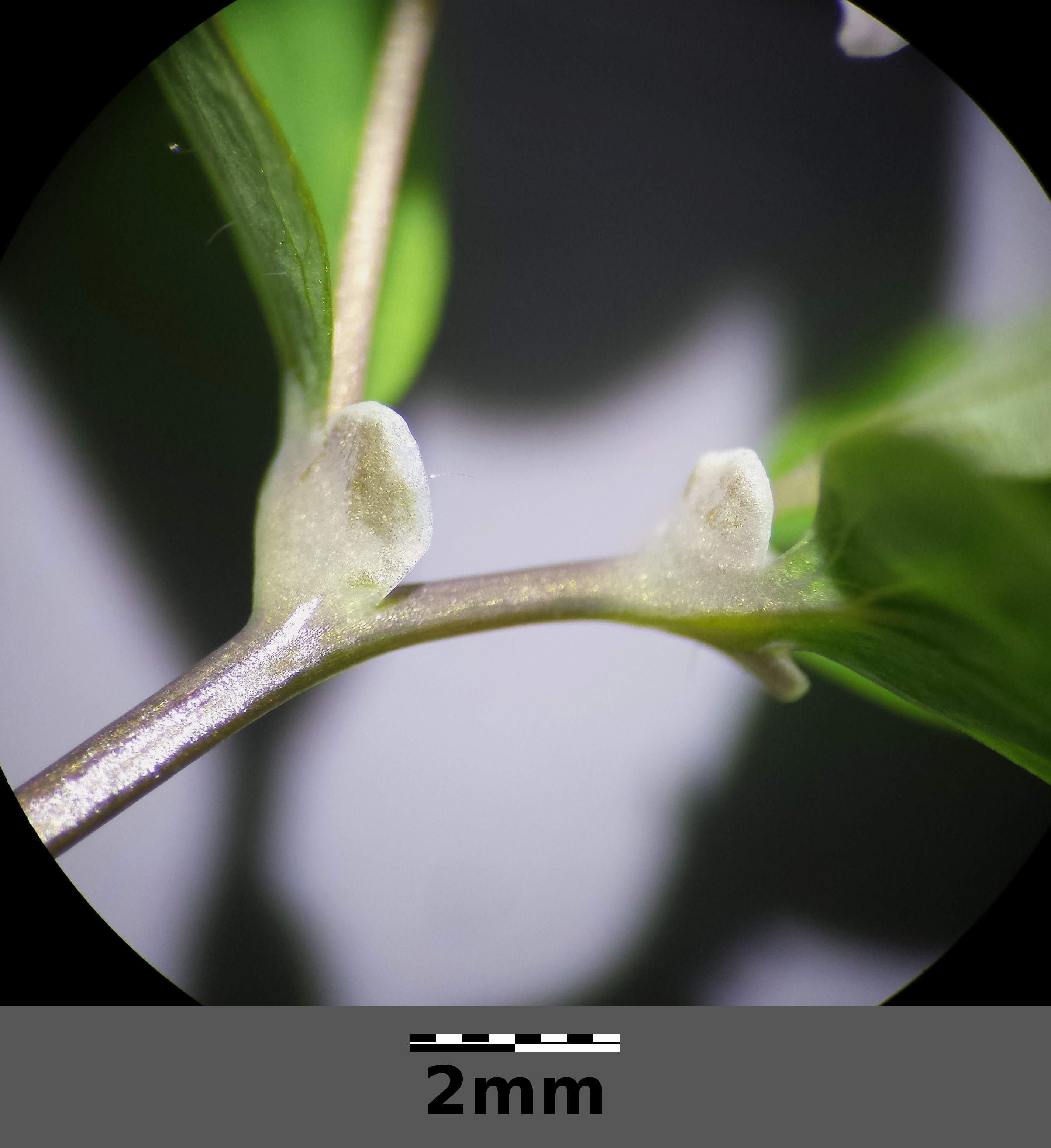
Isopyrum thalictroidesの葉の付け根の様子
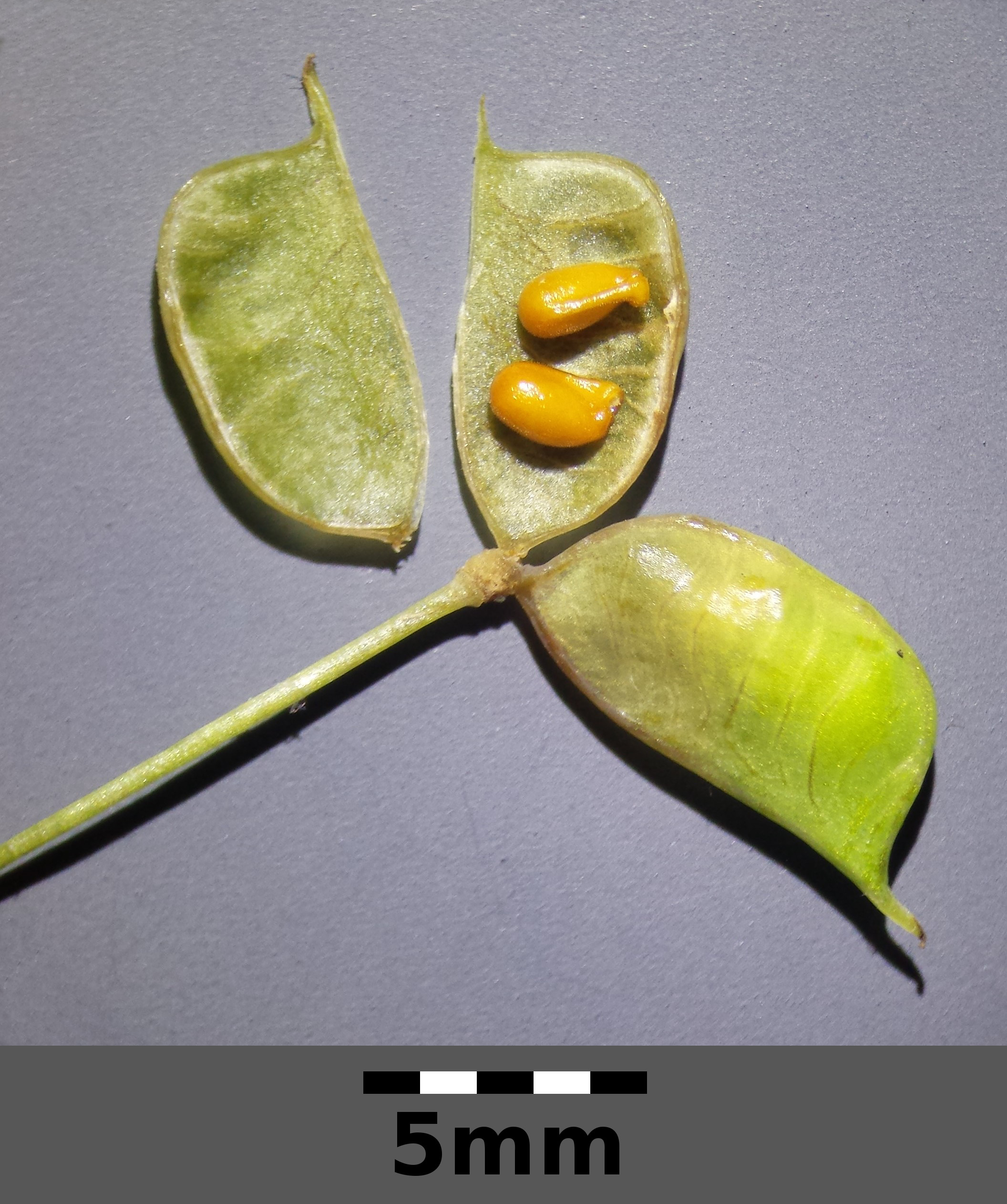
Isopyrum thalictroidesの豆の鞘状の袋果と種子
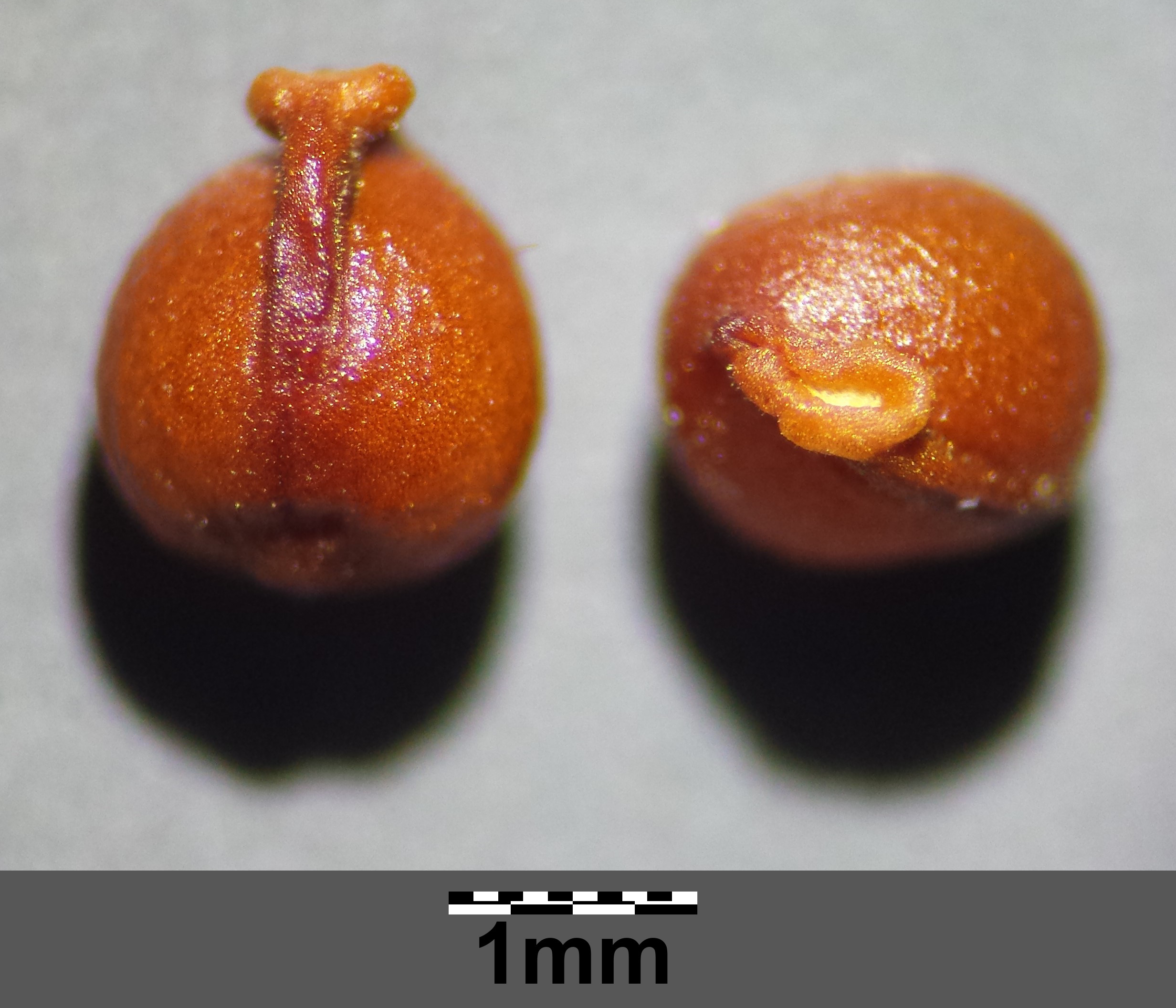
Isopyrum thalictroidesの種子

- Leptopyrum Reichenbach

- Paraquilegia J.R.Drumm. & Hutch.

- Paropyrum Ulbr.

- ヒメウズ属 Semiaquilegia Makino

ヒメウズ（Semiaquilegia adoxoides）などが知られる。オダマキ属に近縁とされ、花の構造などはよく似ている。果実は袋果

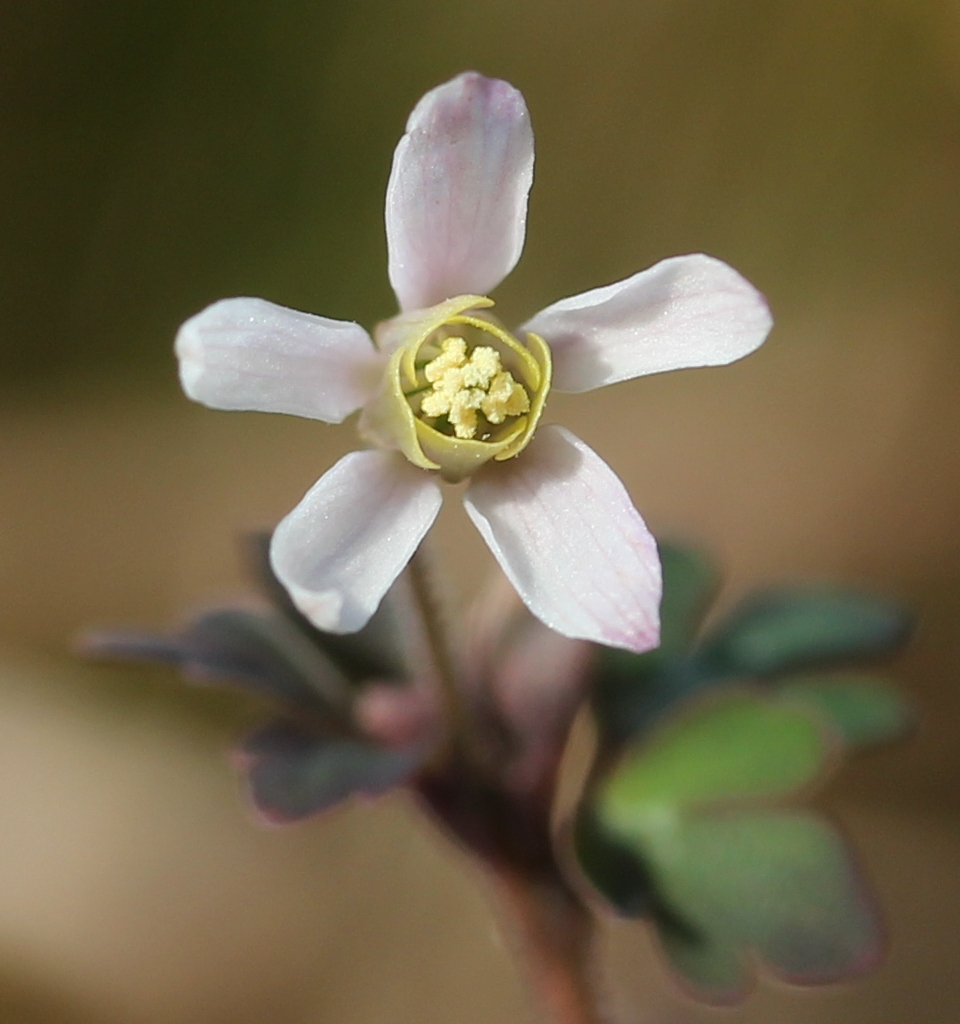
ヒメウズ（Semiaquilegia adoxoides）の花
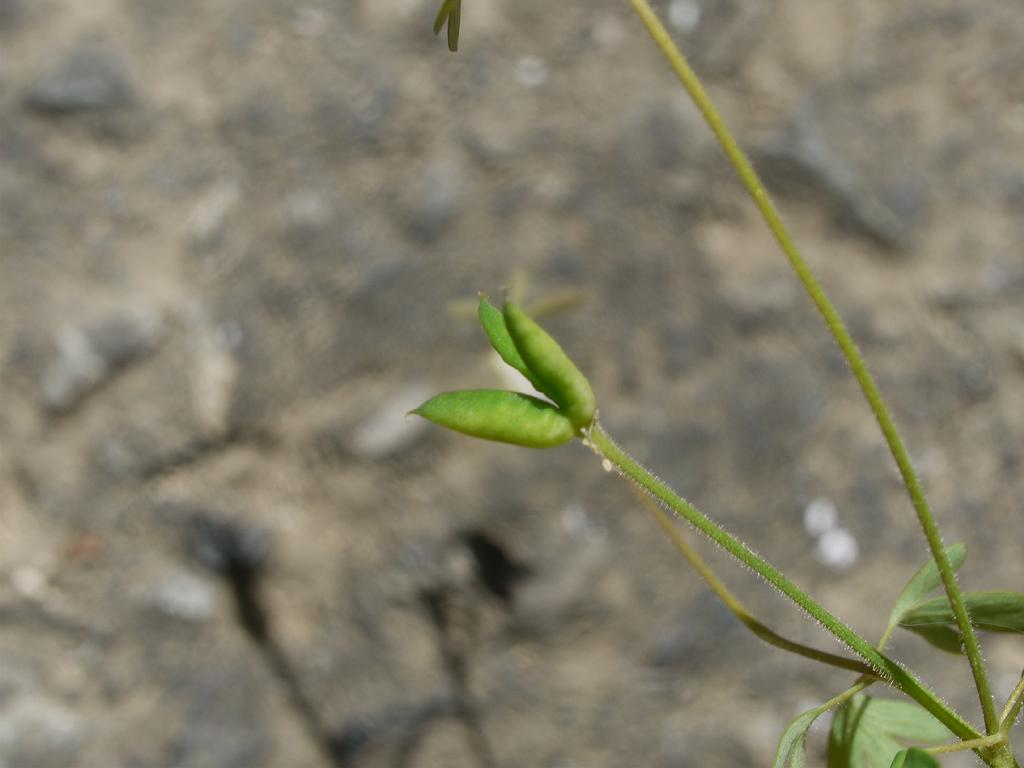
ヒメウズ（Semiaquilegia adoxoides）の果実

- カラマツソウ属 Thalictrum L.

約150種が知られ、日本にはカラマツソウ（Thalictrum aquilegiifolium var. intermedium）など21種が分布する。種にもよるが、花は花期に萼すらも落としてしまい、雄蕊と雌蕊しか持たないきわめて単純なものがほとんど。果実は痩果で翼を持つ。
- カラマツソウの痩果

- Urophysa Ulbr.

和名未定の属。中国に2種が知られる。

### キンポウゲ亜科 Subfamily Ranunculoideae

#### フクジュソウ連 Tribe Adonideae
多年草または一年草。葉は3出または羽状複葉。花は茎または枝に頂生、両性花で形状は放射相称。胚珠は心皮どちらかの縁より生じる。果実は痩果。
- フクジュソウ属 Adonis L.

20種から30種程度が知られる。細い葉を付け、乾燥地にも耐える。日本にはフクジュソウ（Adonis ramosa）などが分布する。

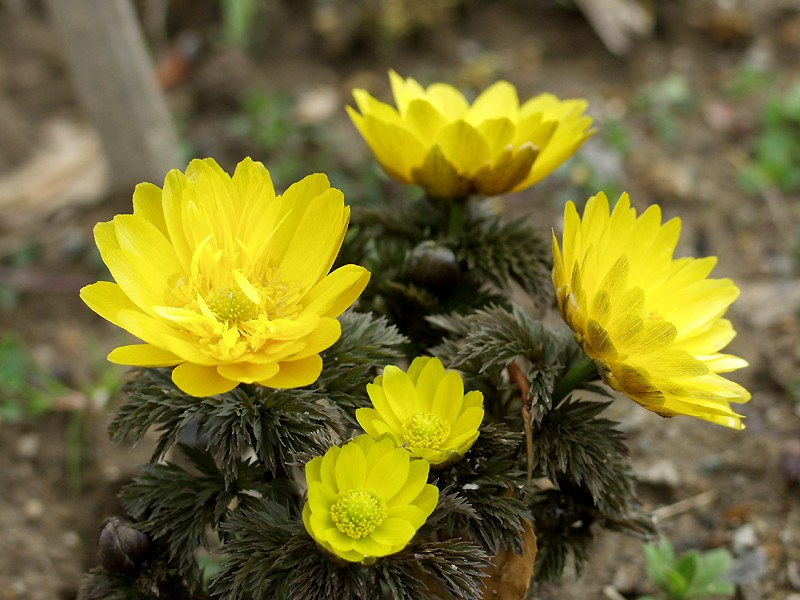
フクジュソウ（A. ramosa）
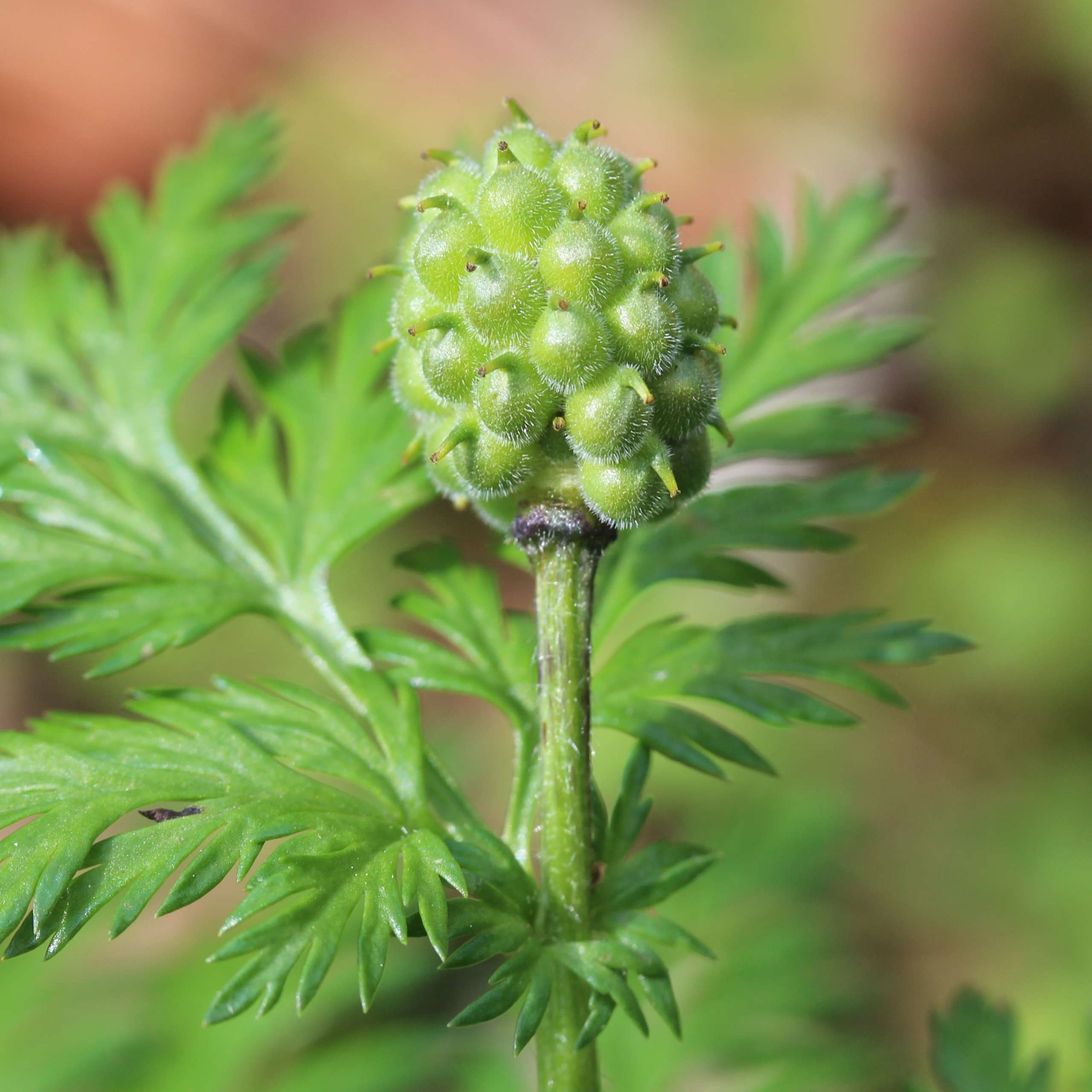
フクジュソウの果実
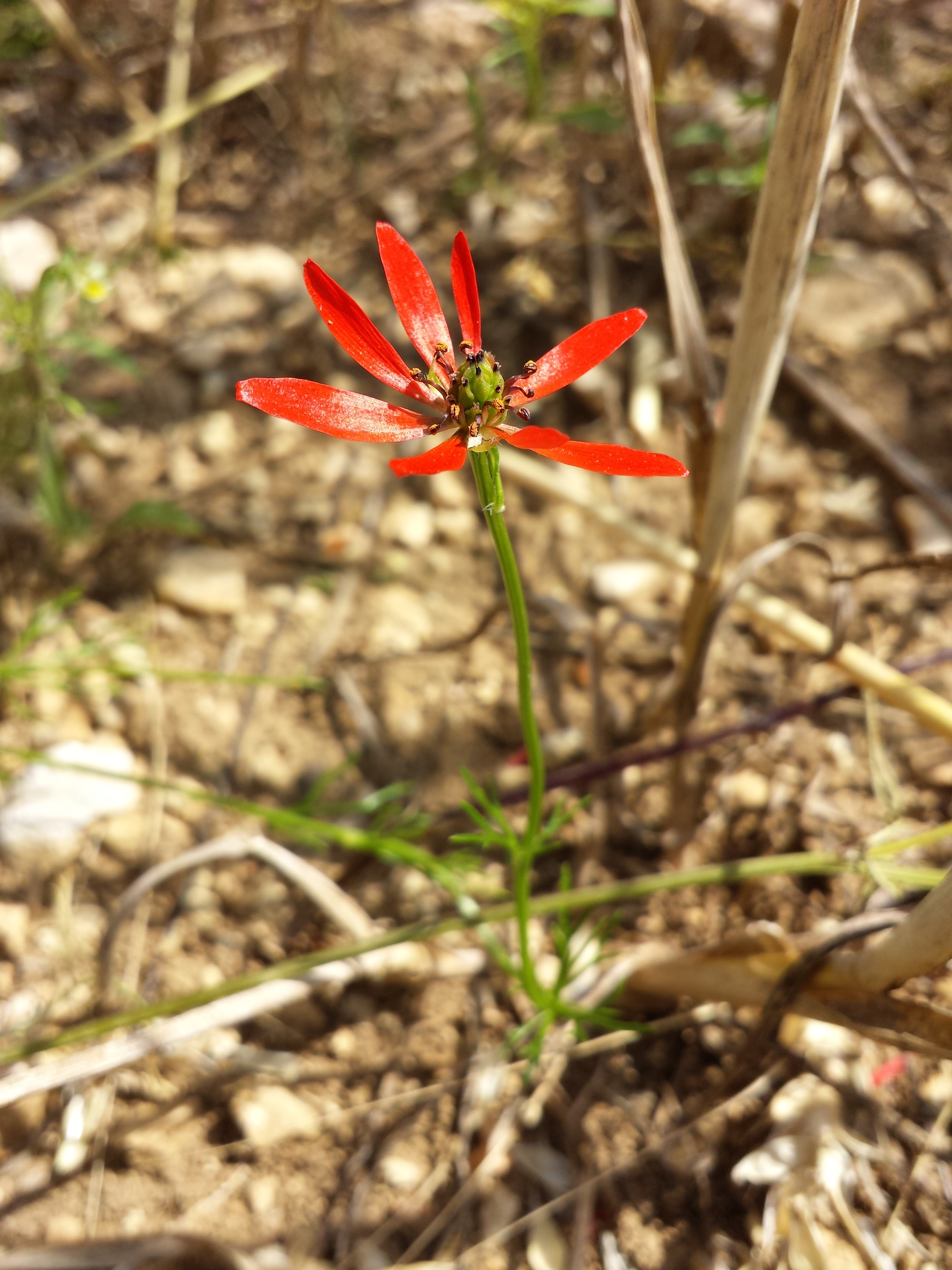
Adonis flammeaの花と葉
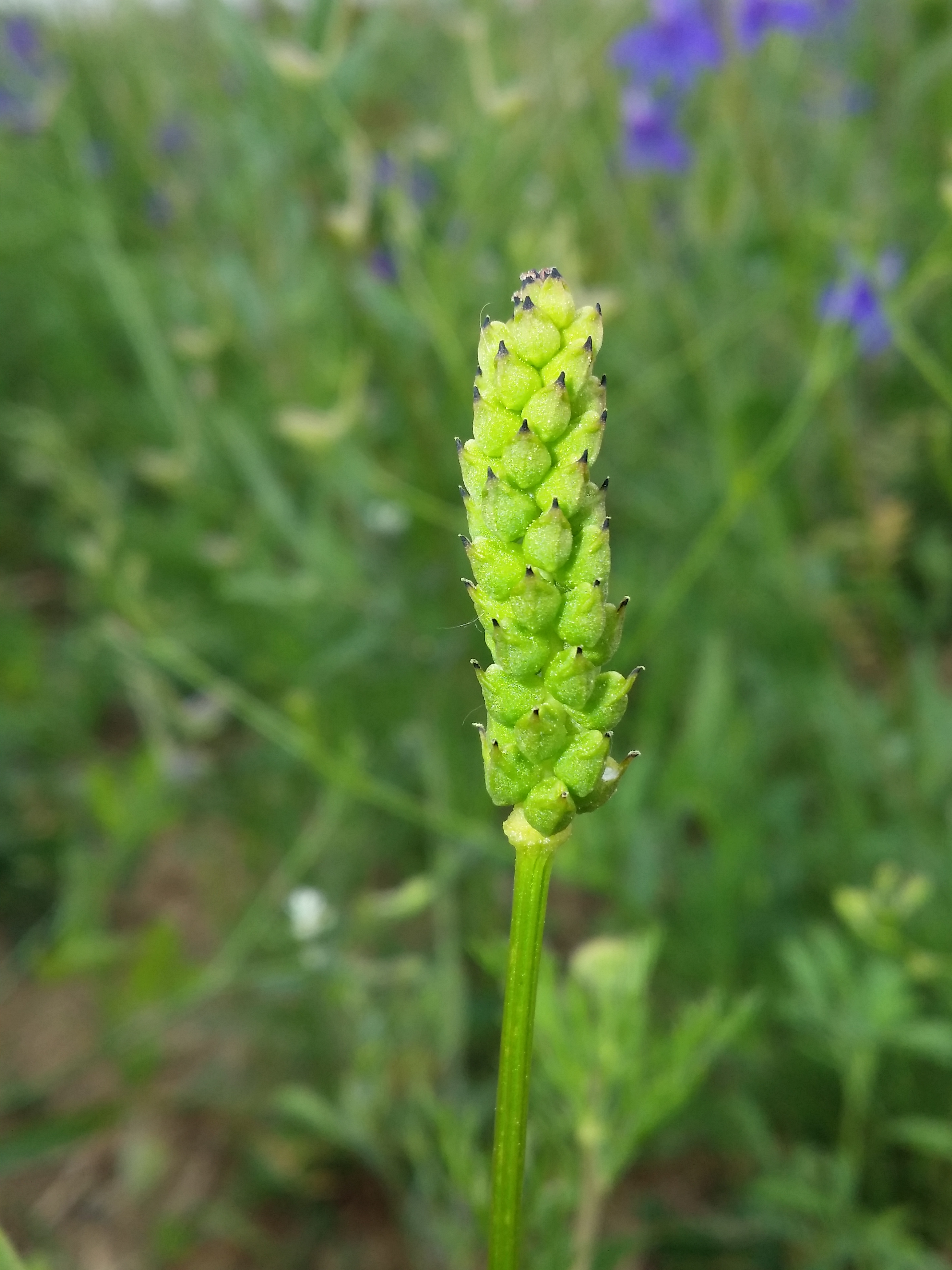
Adonis flammeaの果実

- Megaleranthis Ohwi

和名未定の属。
- キンバイソウ属 Trollius L.

30種程度が知られる。日本にはキンバイソウやシナノキンバイが分布する

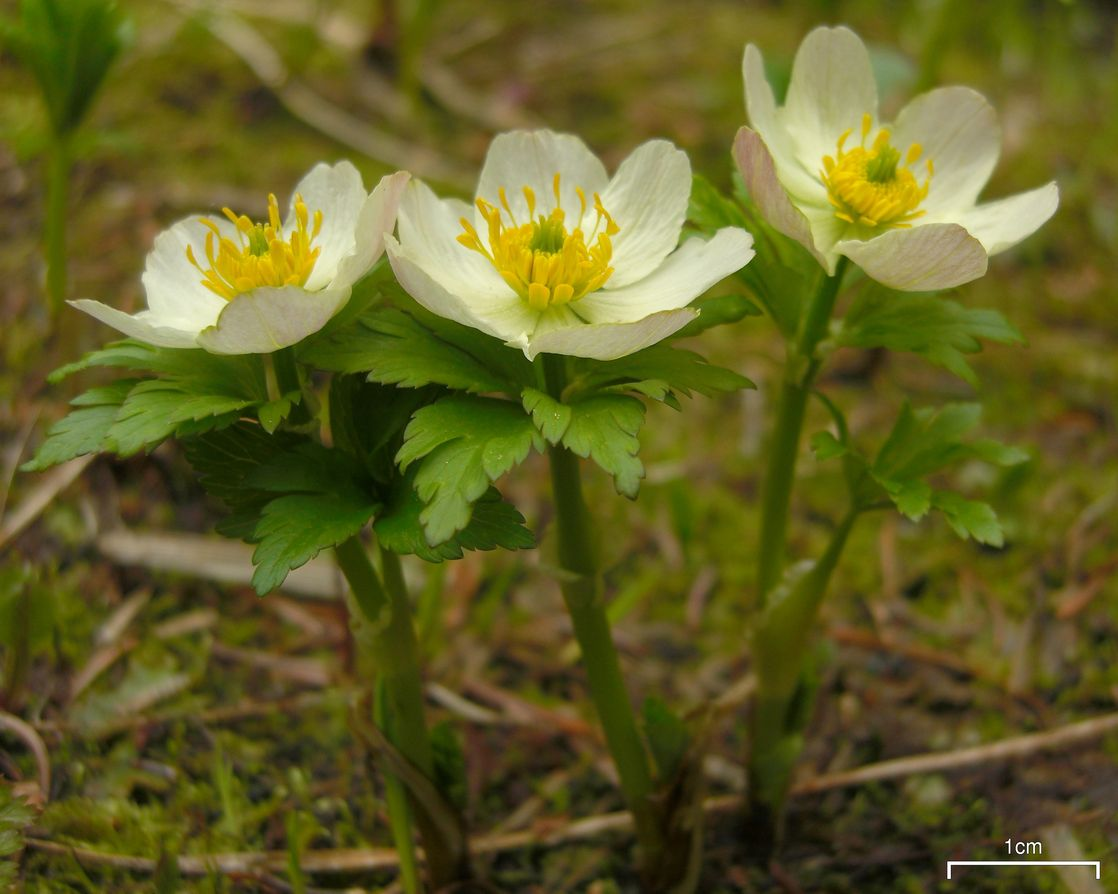
Trollius albiflonusの花と葉
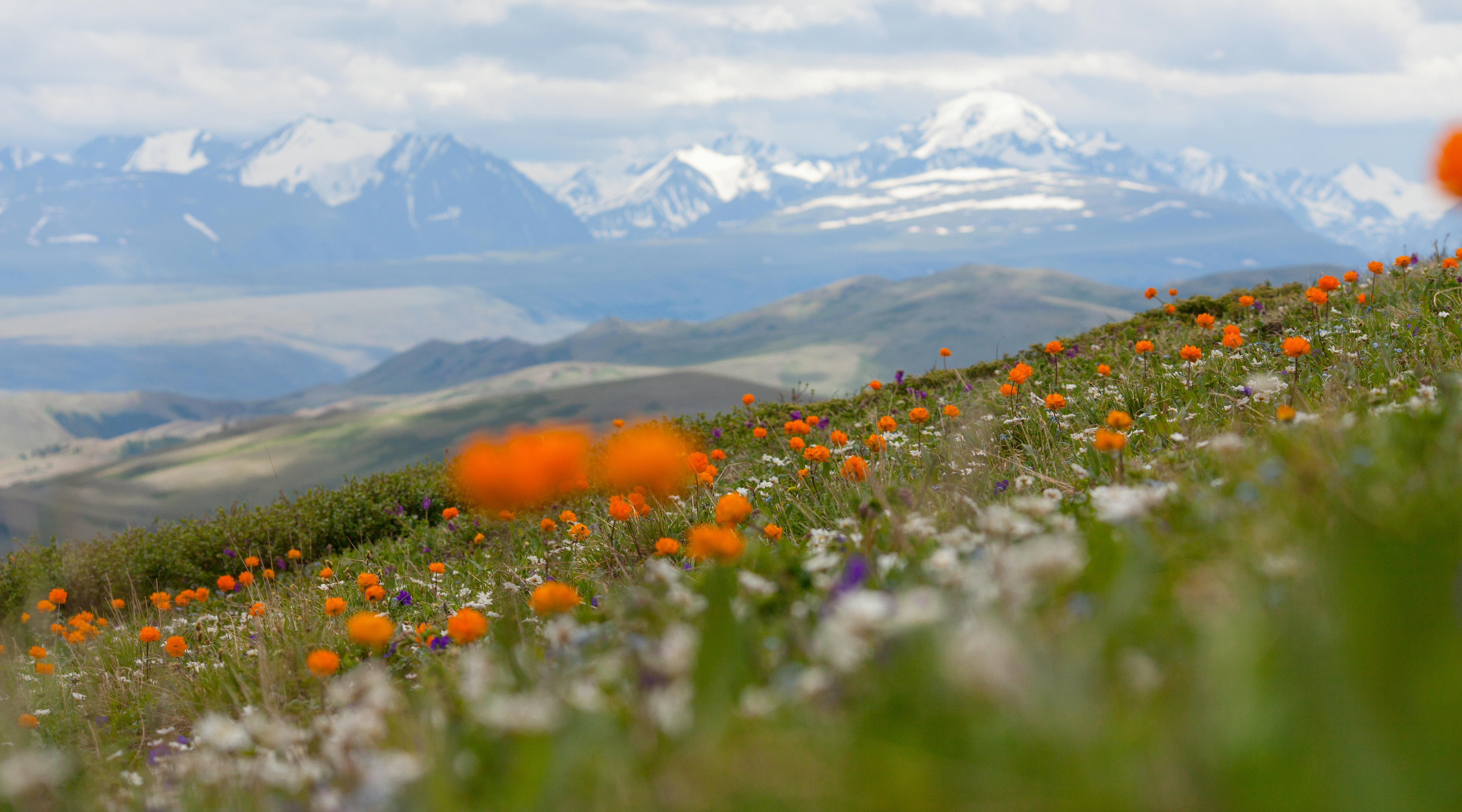
雪山の麓に咲き誇るT. asiaticus

#### ヒエンソウ連 Tribe Delphinieae
多年草もしくは一年草、葉は掌状ないし鳥足状の複葉。花は茎または枝に頂生、まれに束生し両性花で左右対称。花弁には距の有無があり、距の無い花弁は2枚ないし0枚。果実は袋果。
- トリカブト属 Aconitum L.

250種程度が知られる。草本が多いが一部につる植物が知られる。毒性が強く誤食による中毒事故がしばしば報告される。果実は袋果。和名の由来は本属の花が烏帽子もしくは鳥兜に似ているという形態的特徴からといわれる。日本では花が細長いものをレイジンソウと呼んで区別する。

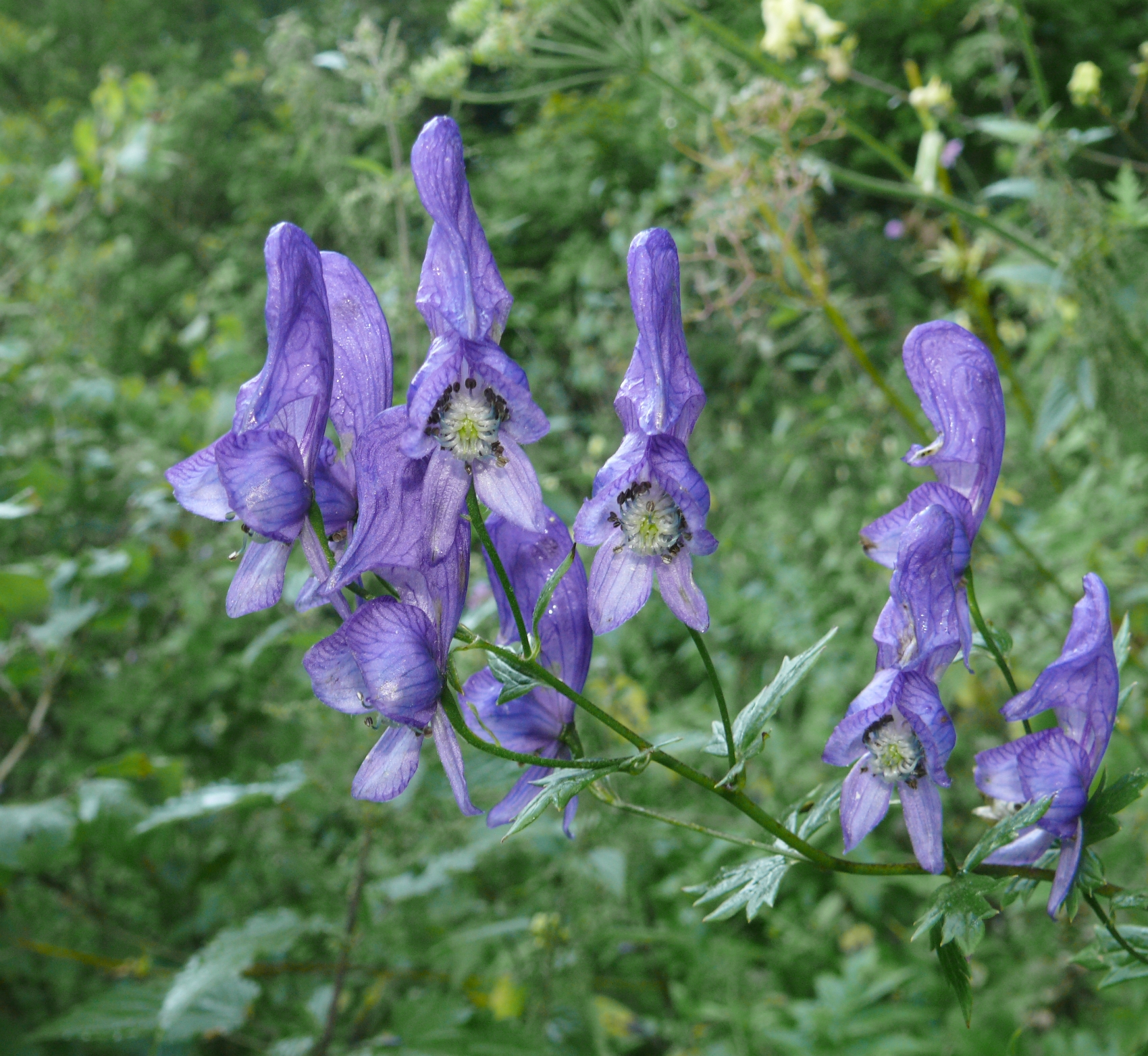
Aconitum variegatumの花
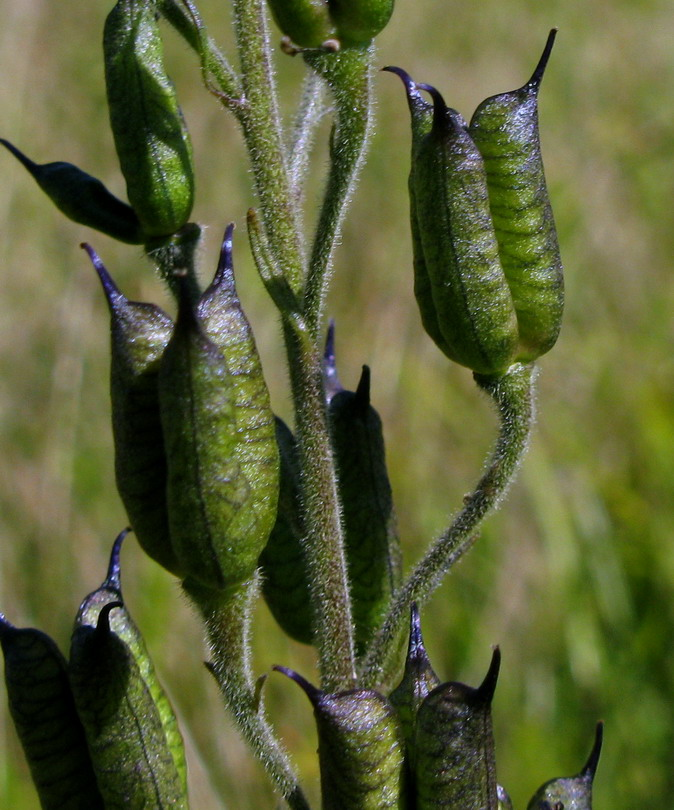
トリカブト属の果実
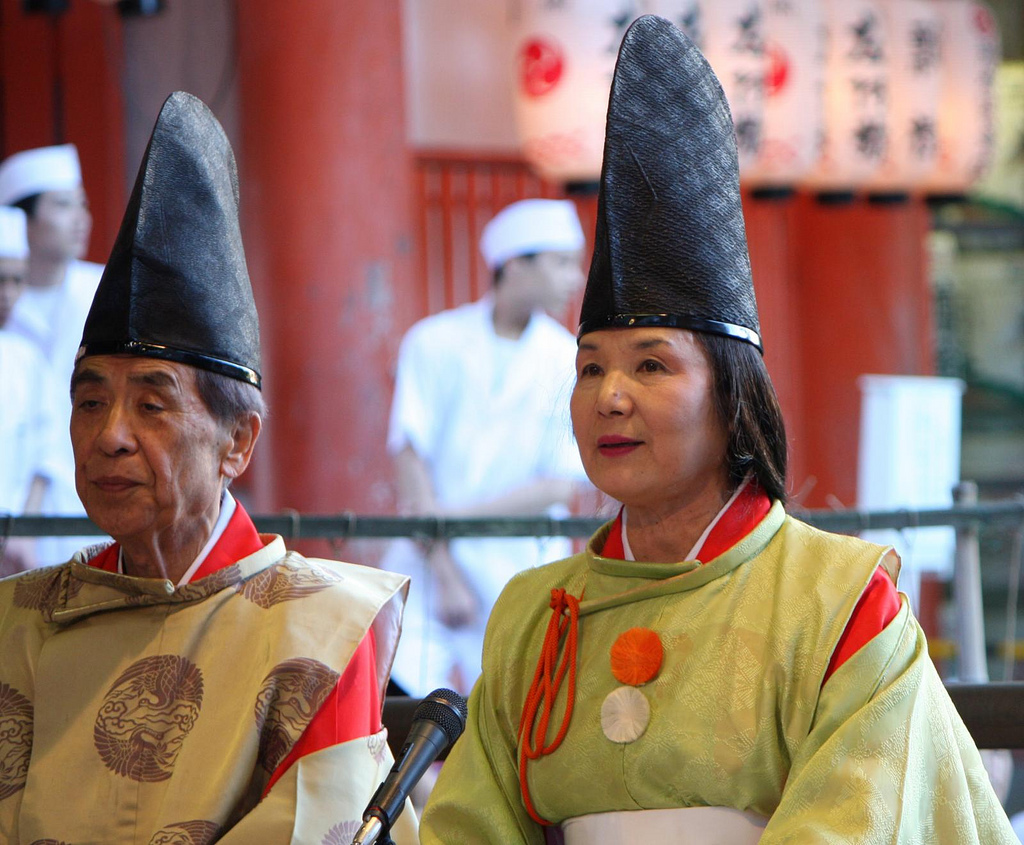
参考；烏帽子

- チドリソウ属 Consolida Gray

和名は千鳥草もしくは飛燕草、中国語名は飛燕草、英名はlarkspur（ヒバリの爪）など鳥を連想させるものが多い。
- オオヒエンソウ属 Delphinium L.

#### クロタネソウ連 Tribe Nigelleae
一年草。葉は羽状まれに掌状複葉。花は茎または枝に頂生で両性花。花弁は2枚の唇状で有柄。果実は袋果。
- クロタネソウ属 Nigella L.

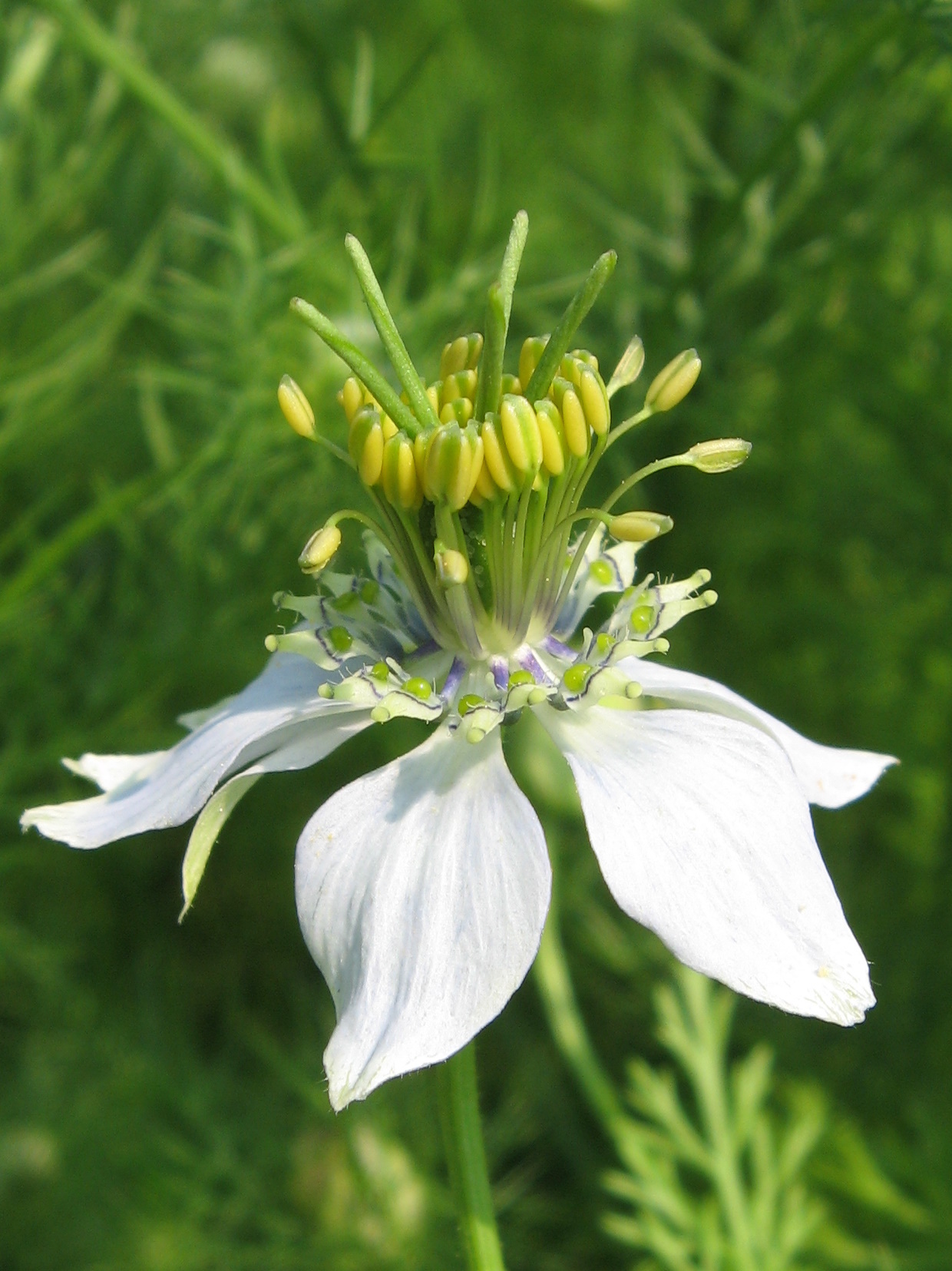
クロタネソウ属の花
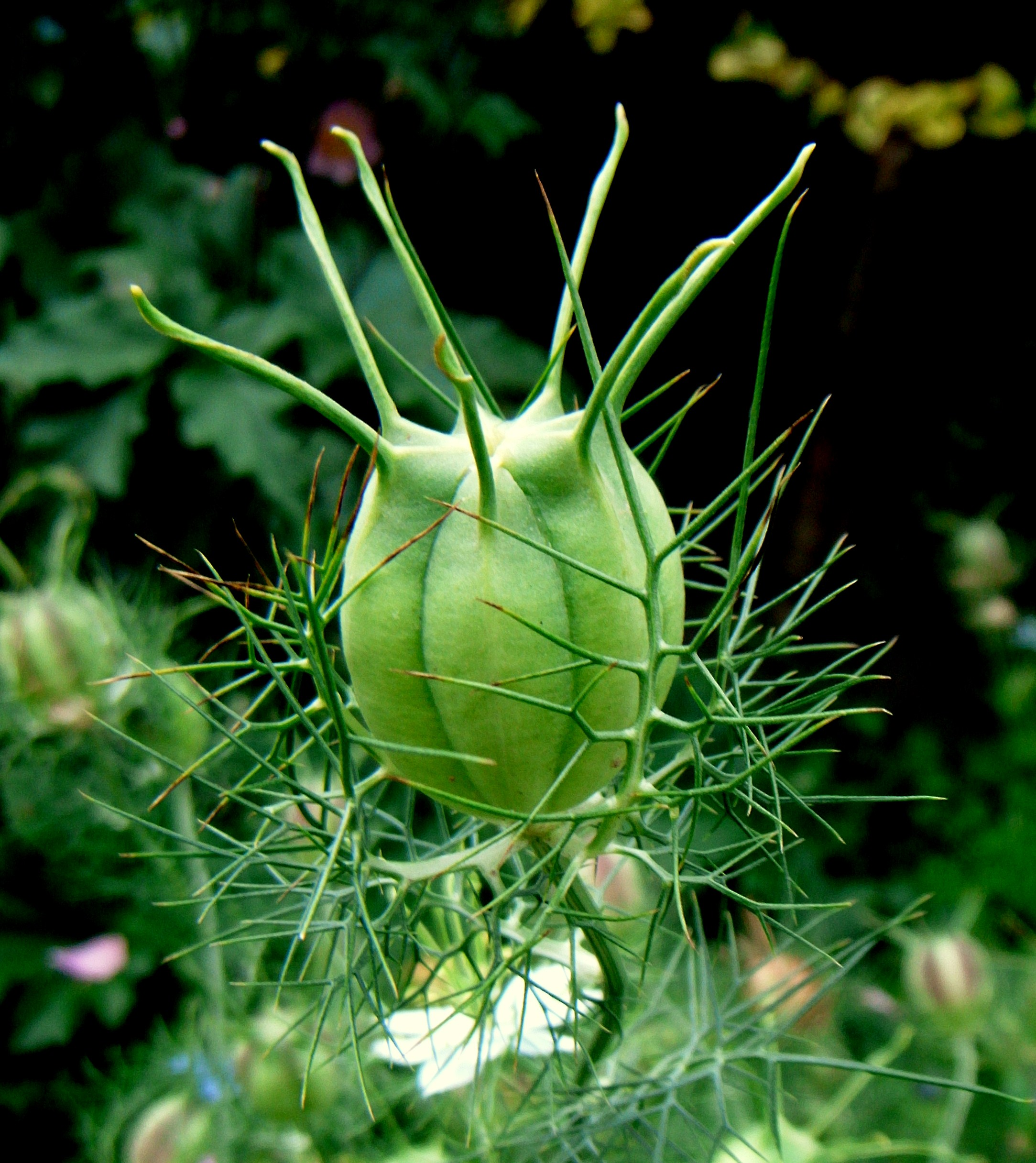
Nigella damascenaの果実

#### ヘレボルス連 Tribe Helleboreae
亜科単位で独立させる説もある。
- ヘレボルス属 Helleborus L.

葉は複葉。花は房状や穂状にならず両性花。果実は袋果で側面に横脈を持つ

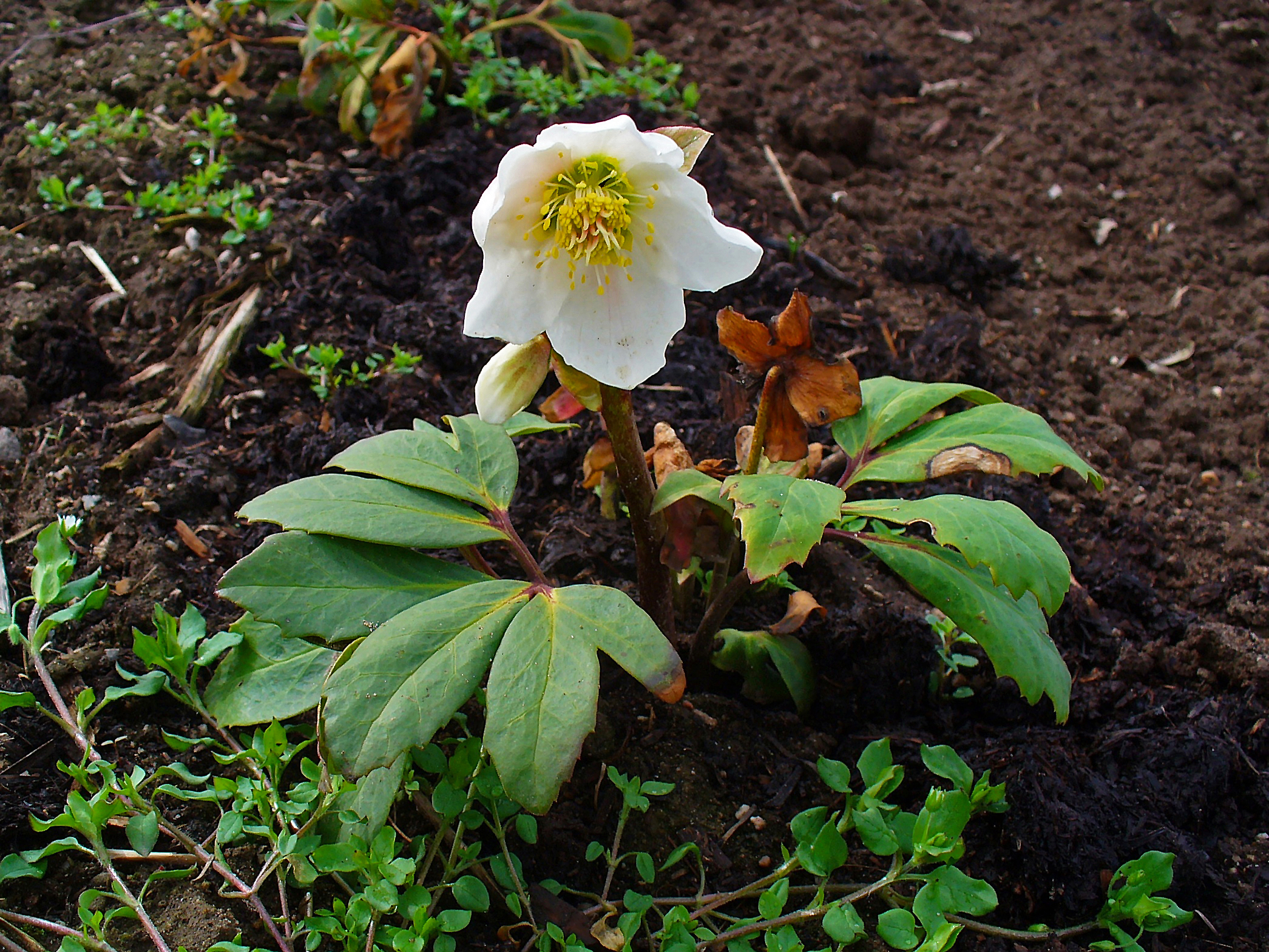
Helleborus nigerの花と葉
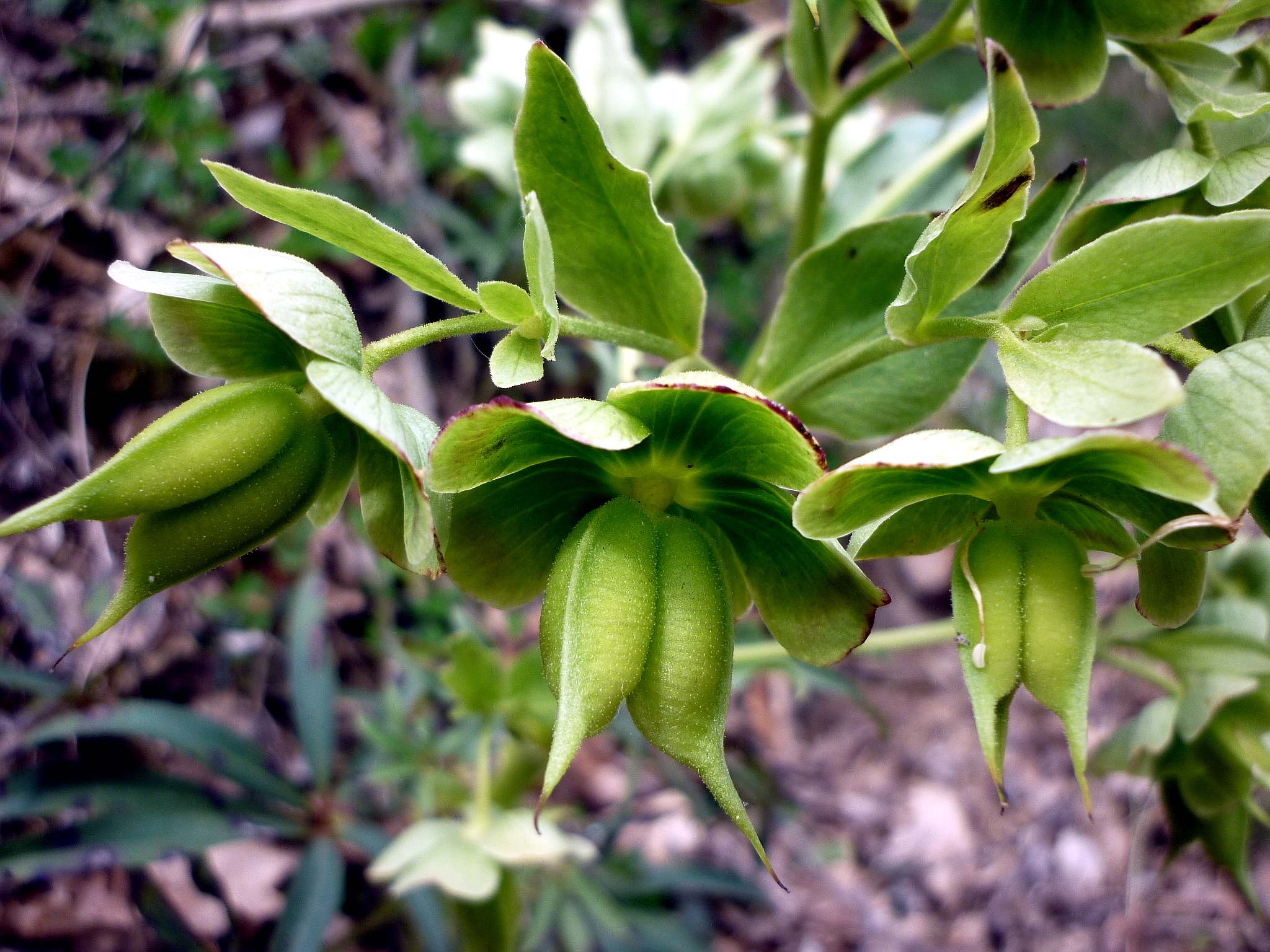
Helleborus foetidusの果実

#### サラシナショウマ連 Tribe Cimicifugeae
多年草で太い根茎を持つ。葉は複葉。花は房状もしくは穂状で基本的には両性花まれに単性。
- ルイヨウショウマ属 Actaea L.

茎の基部に基生葉を持たない。果実は本科植物では珍しい液果。

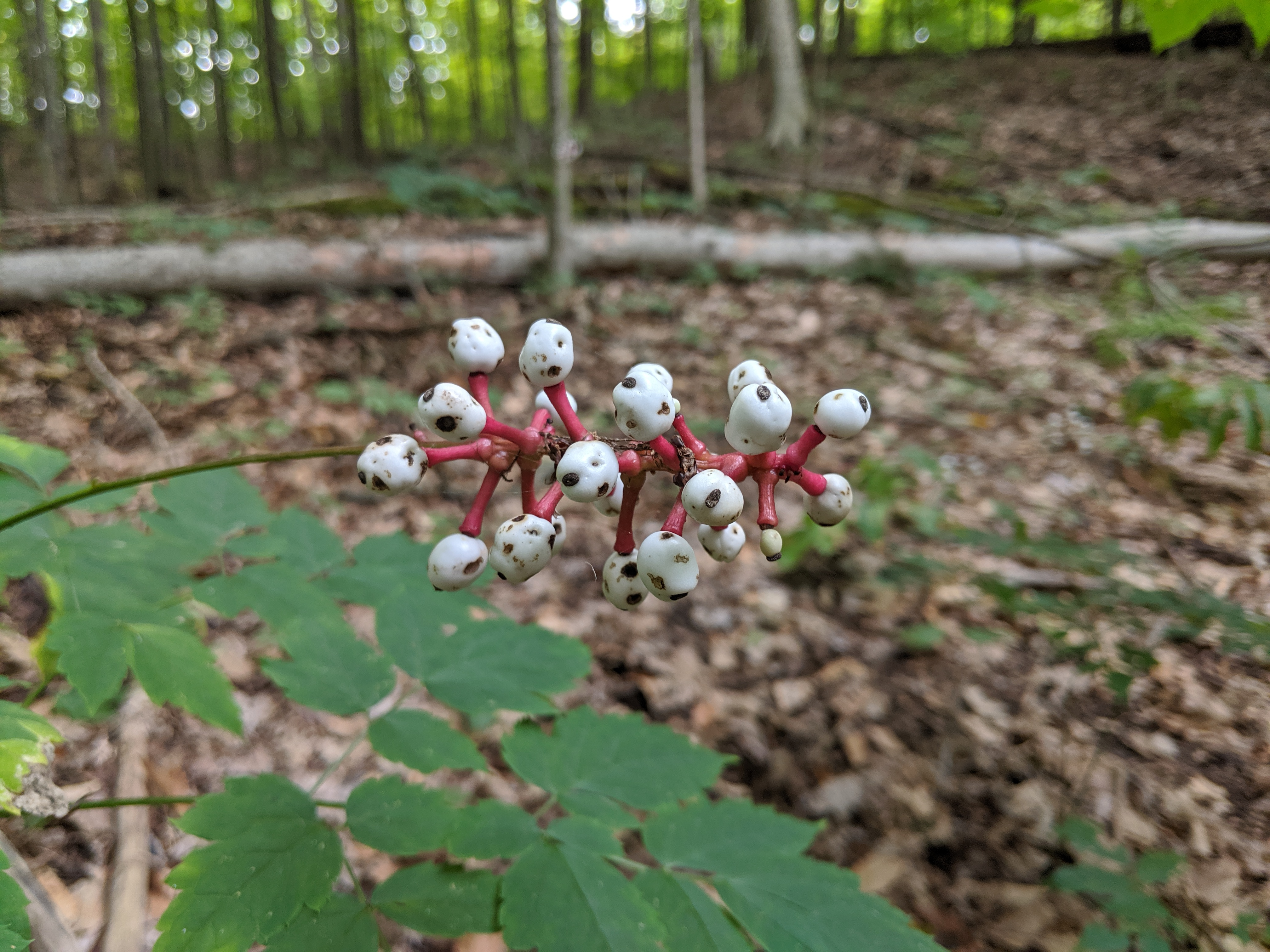
Actaea pachypodaの果実

- レンゲショウマ属 Anemonopsis Siebold & Zuccarini

日本に分布するレンゲショウマ（Anemonopsis macrophylla)一種だけが知られる単型の属である。果実は袋果、花序は数個の花を緩くつける。
- Beesia Balf.f. & W.W.Sm.

和名未定の属。2種が知られる。葉は心形で分裂せず。花序は上部が穂状で下部では苞腋より花を生じる。果実は袋果。

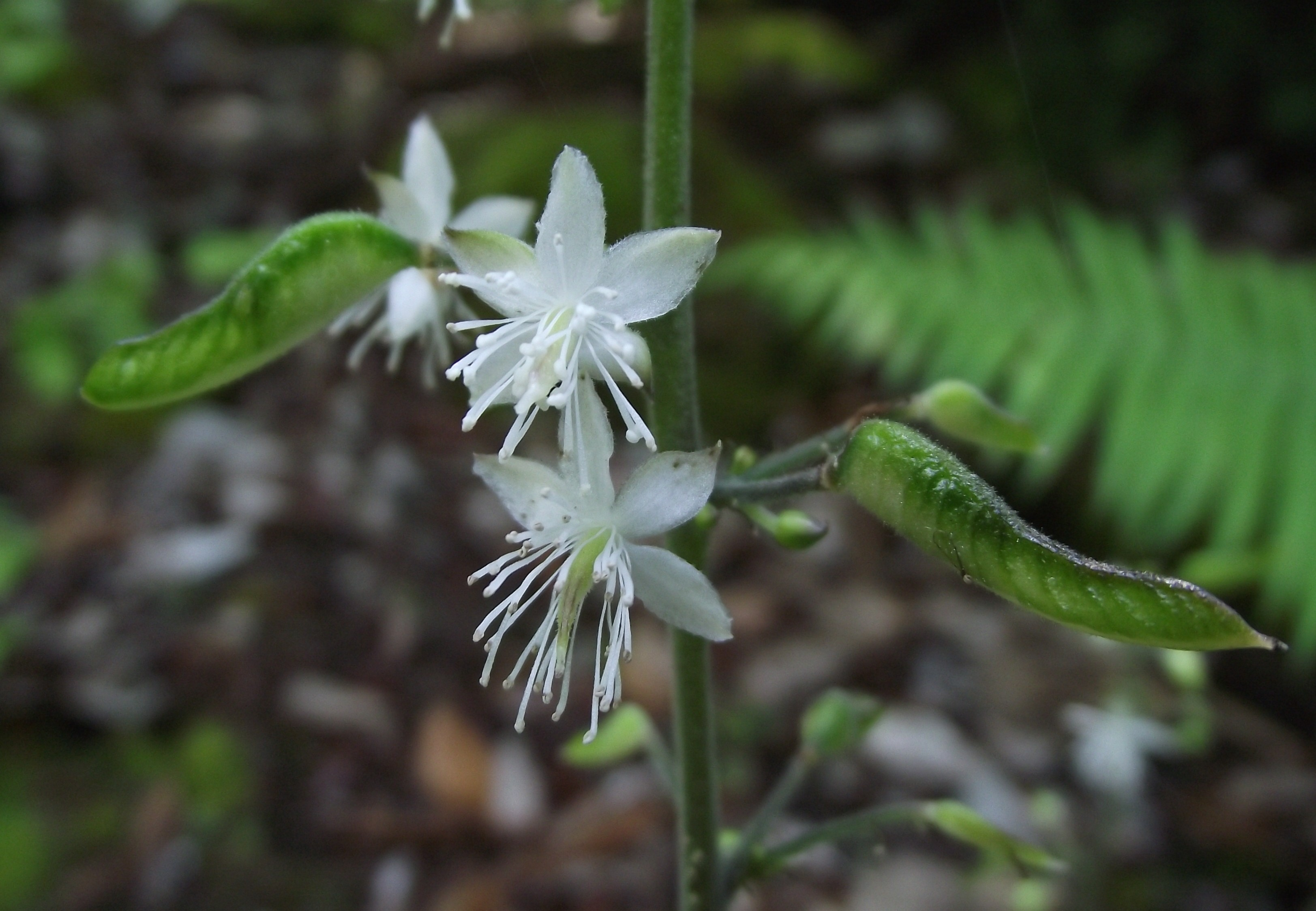
Beesia deltophyllaの花

- サラシナショウマ属 Cimicifuga Wernisch.

- セツブンソウ属 Eranthis Salisb.

- Souliea Franch.

#### リュウキンカ連 Tribe Caltheae
次の一属だけからなる単型の連である。
- リュウキンカ属 Caltha L.

日本にはリュウキンカ（Caltha palustris）などが分布する。

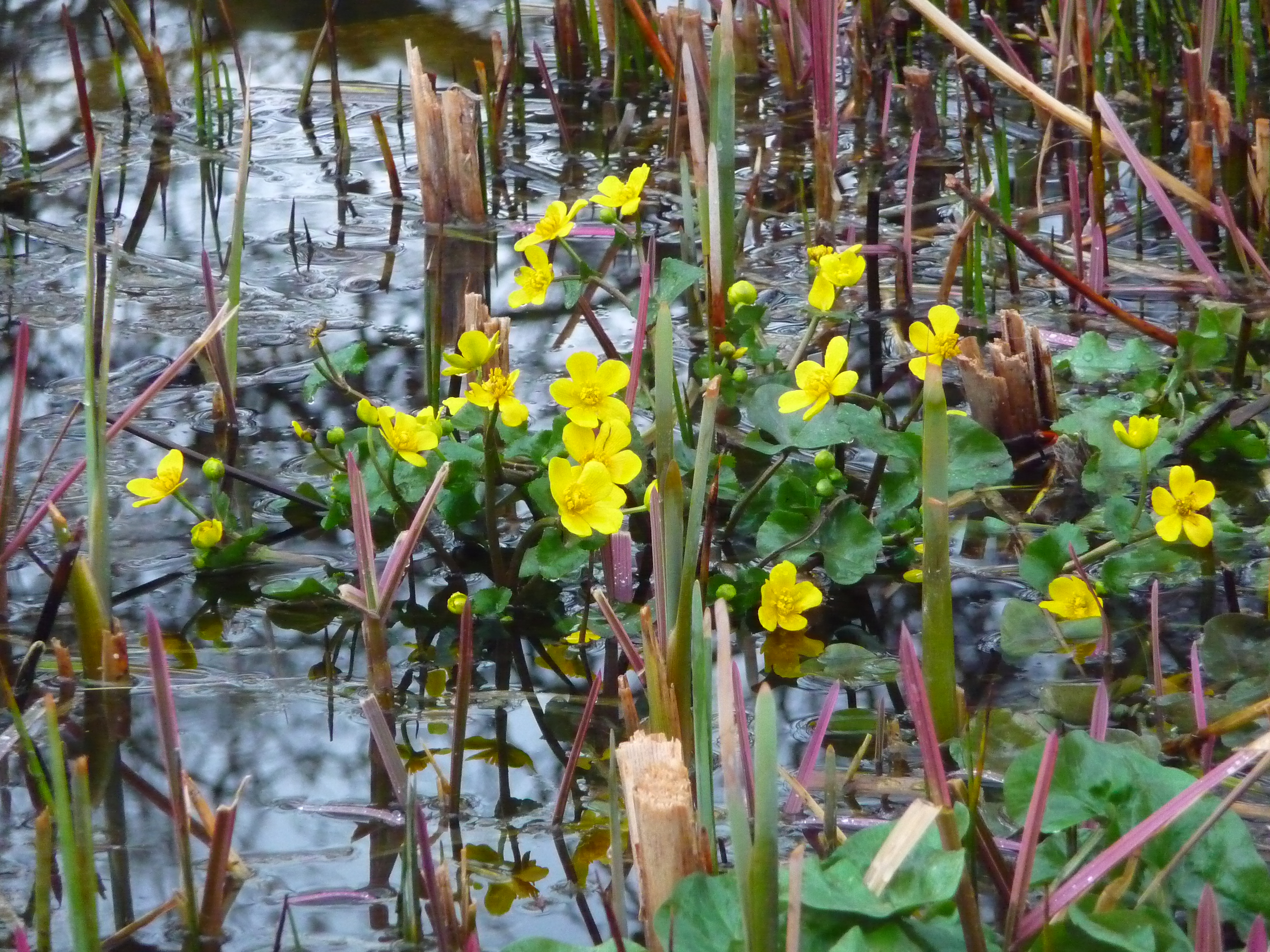
根が水に漬かるような環境に生えるリュウキンカ（C. palustris））
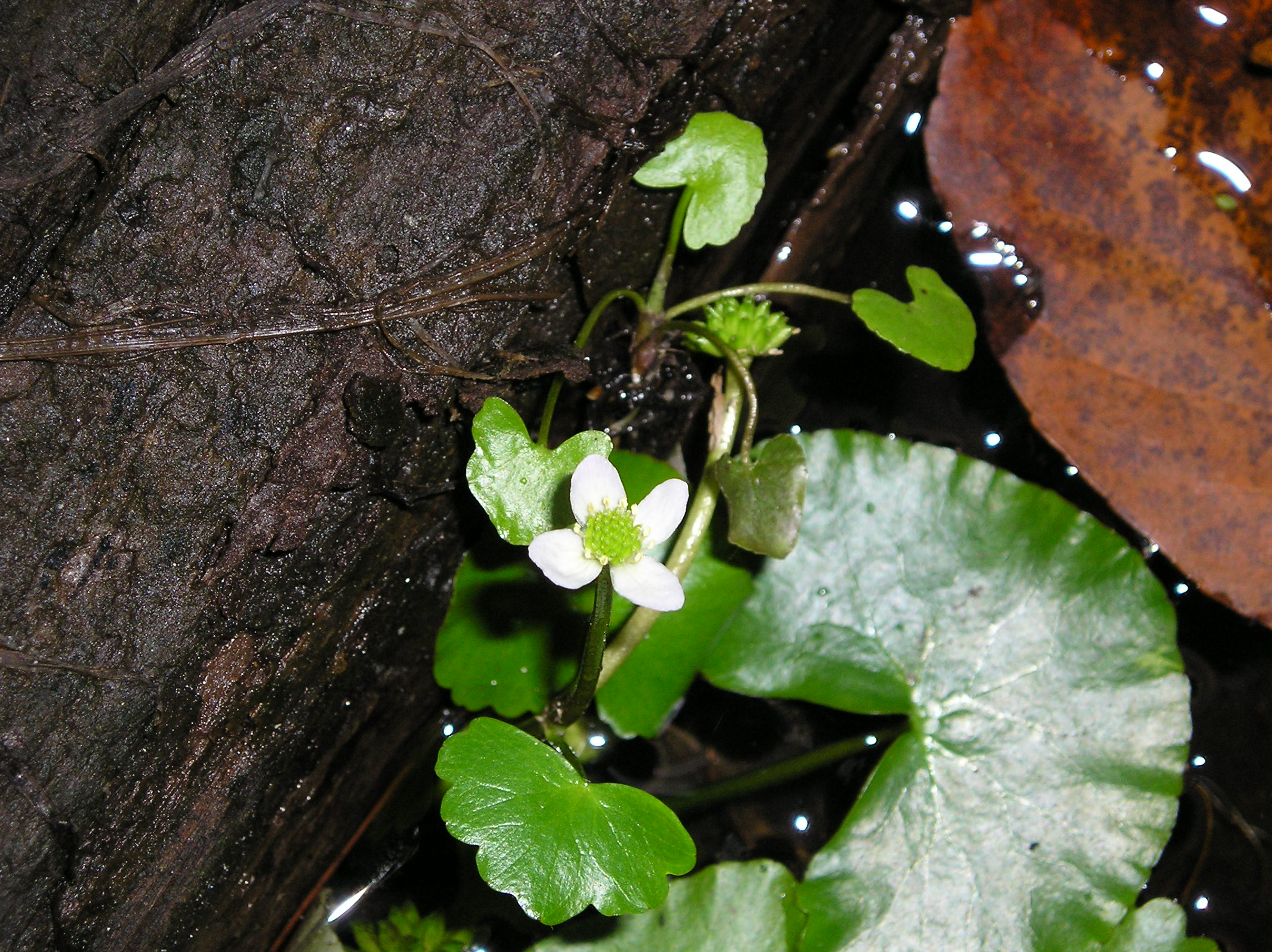
水中から茎をのばすC. natans
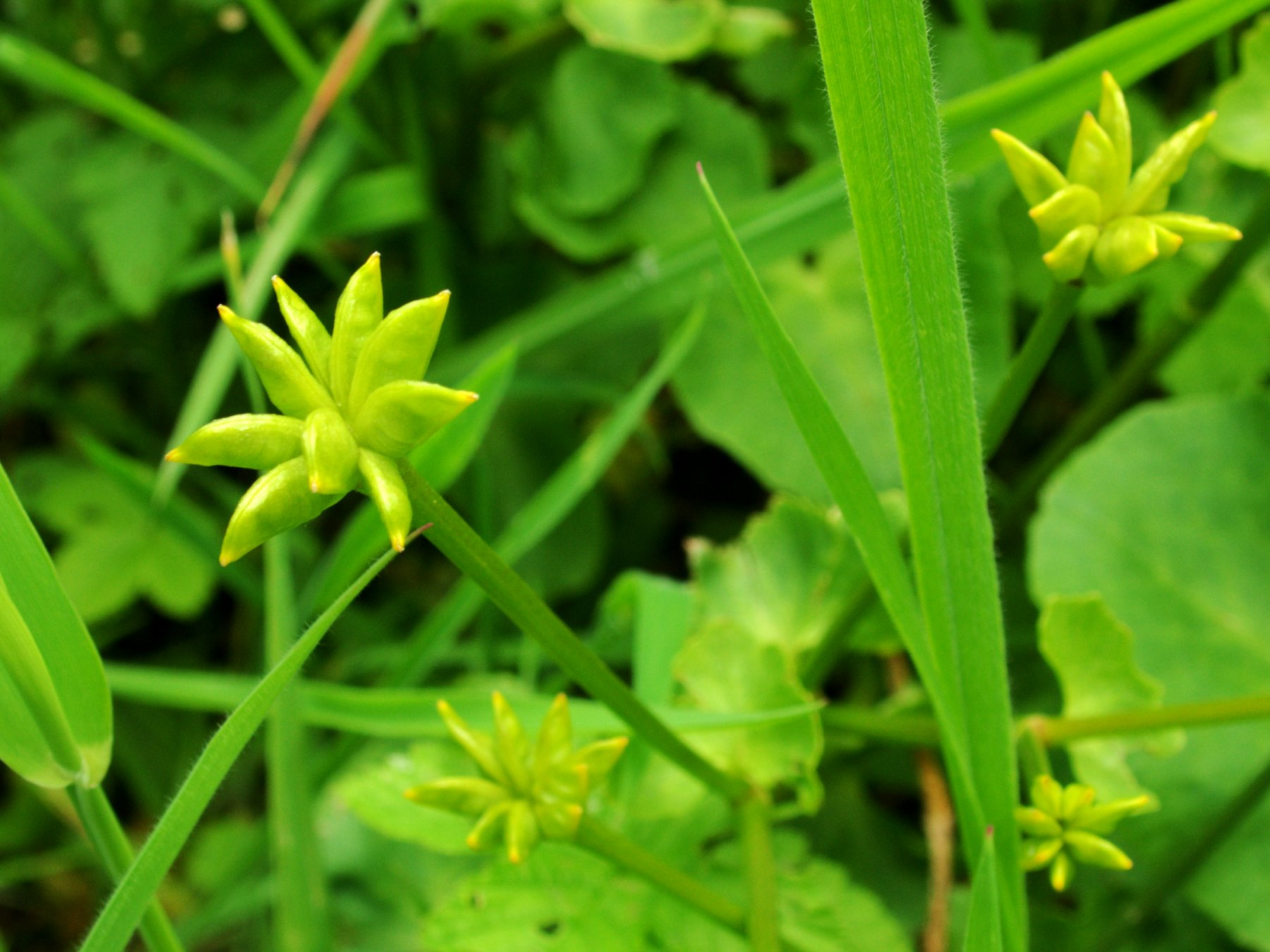
C. palustrisの果実

#### Tribe Asteropyreae
和名未定の連。次の一属だけからなる単型の連である。
- Asteropyrum J.R.Drumm. & Hutch.

#### キタダケソウ連 Tribe Callianthemeae
次の一属だけからなる単型の連である。
- キタダケソウ属 Callianthemum C.A.Mey.

#### イチリンソウ連 Tribe Anemoneae
- Anemoclema (Franch.) W.T.Wang

和名未定の属。
- イチリンソウ属 Anemone L.

- センニンソウ属 Clematis L.

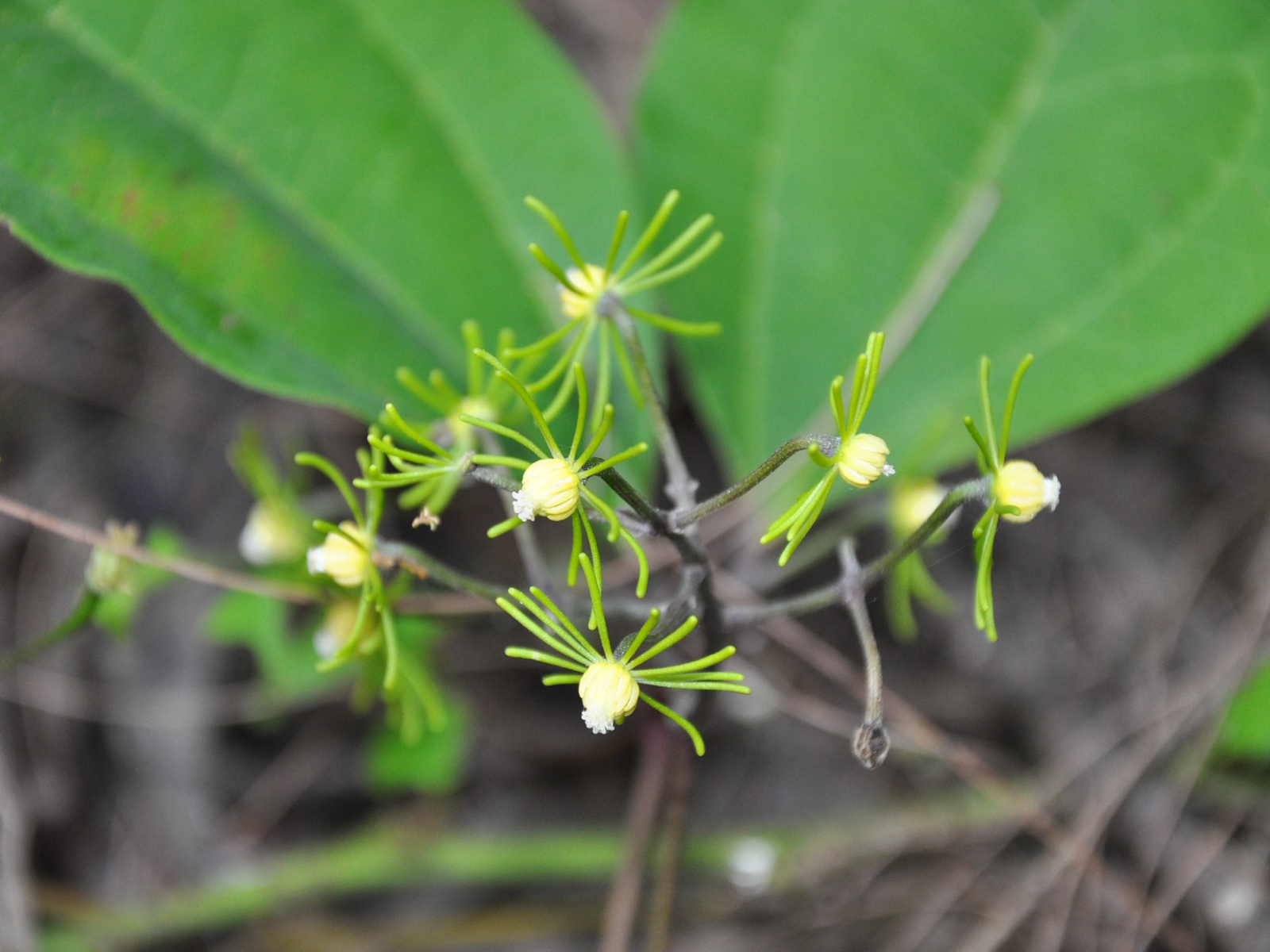
Clematis laurifolia（シノニムNaravelia laurifolia）の花

- ミスミソウ属 Hepatica Mill.

7種が知られる。日本にはミスミソウなどが分布する。

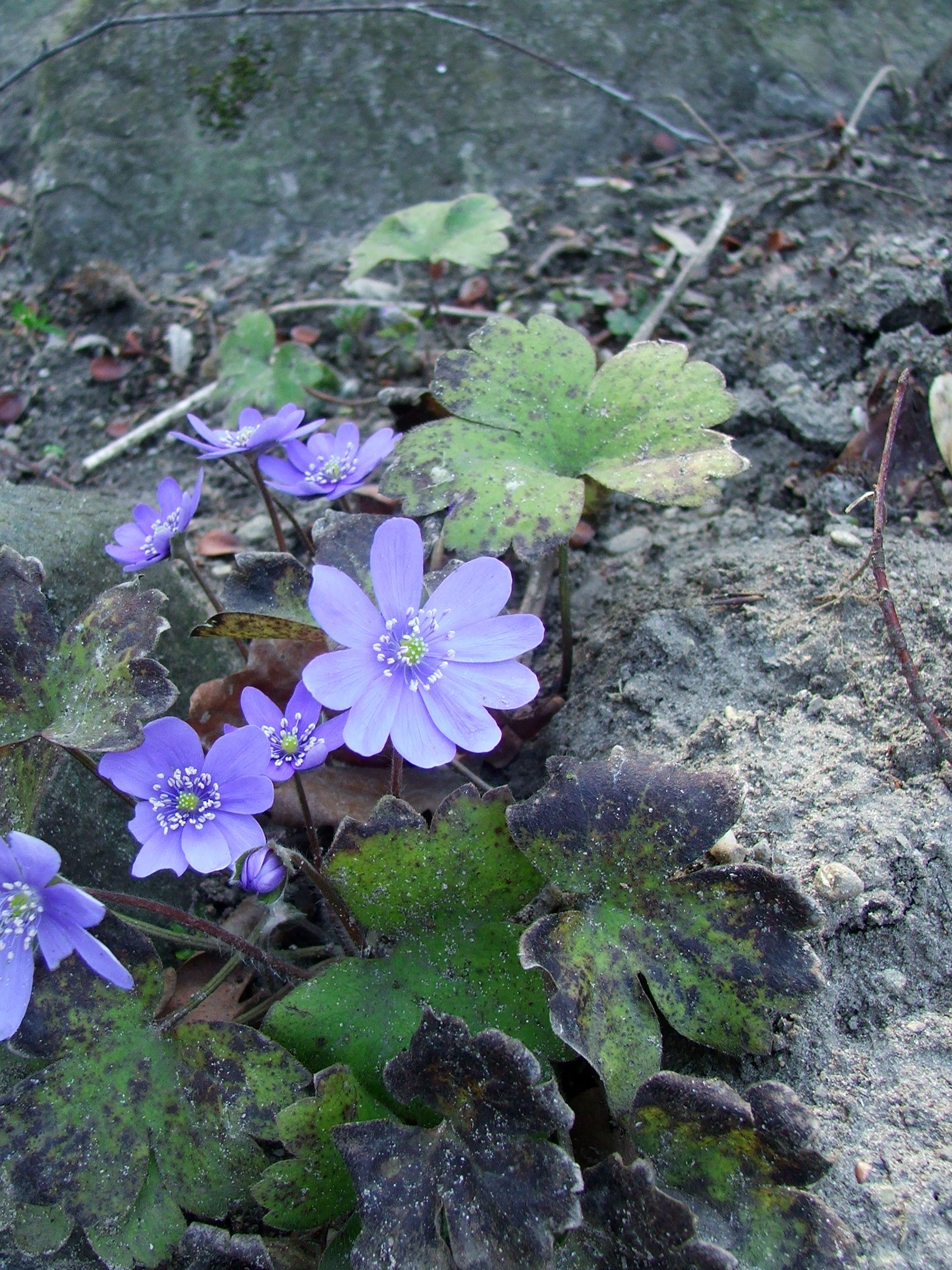
Hepatica transsylvanica

- オキナグサ属 Pulsatilla Mill.

40種程度が知られる。

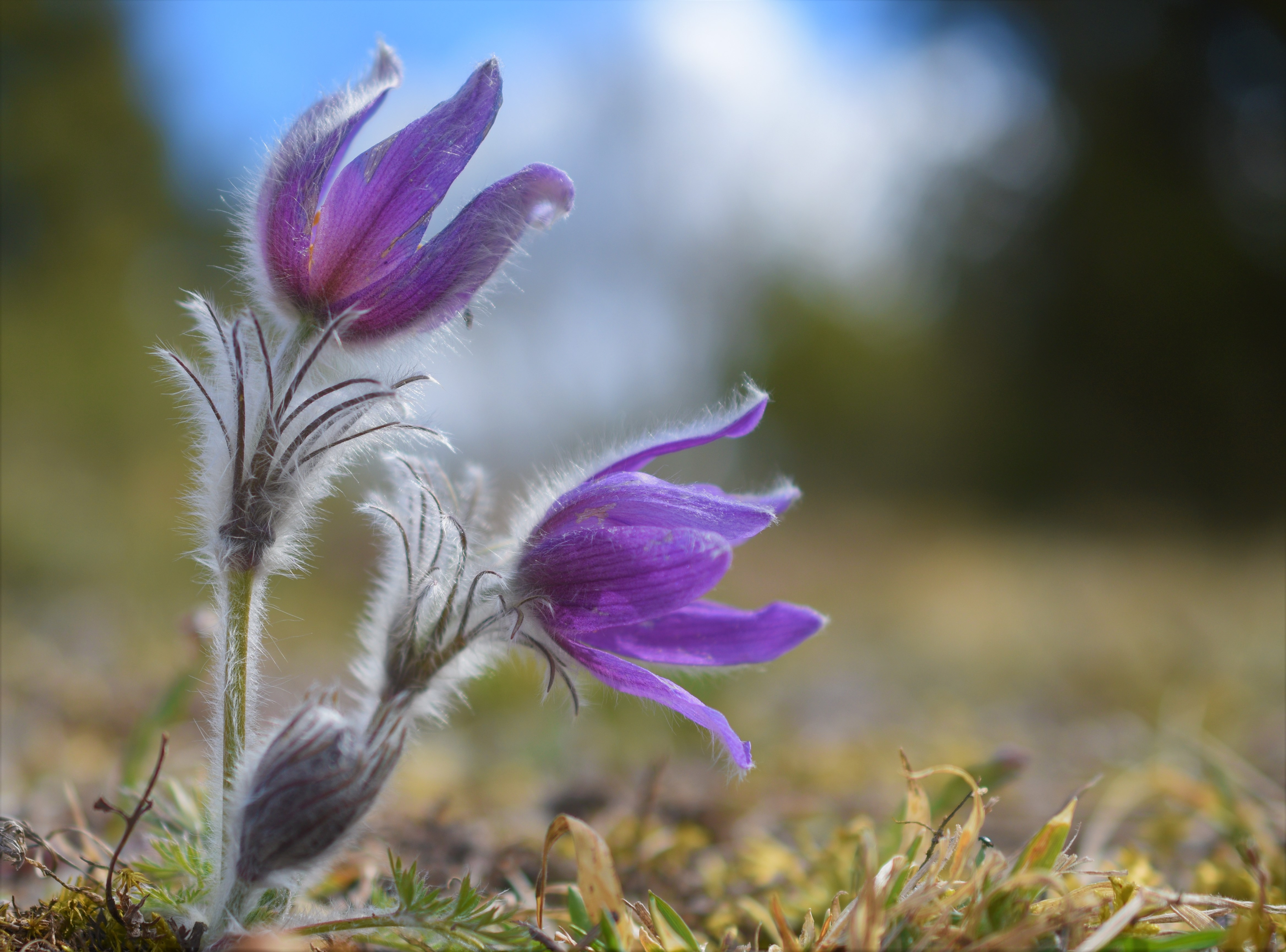
Pulsatilla vulgaris
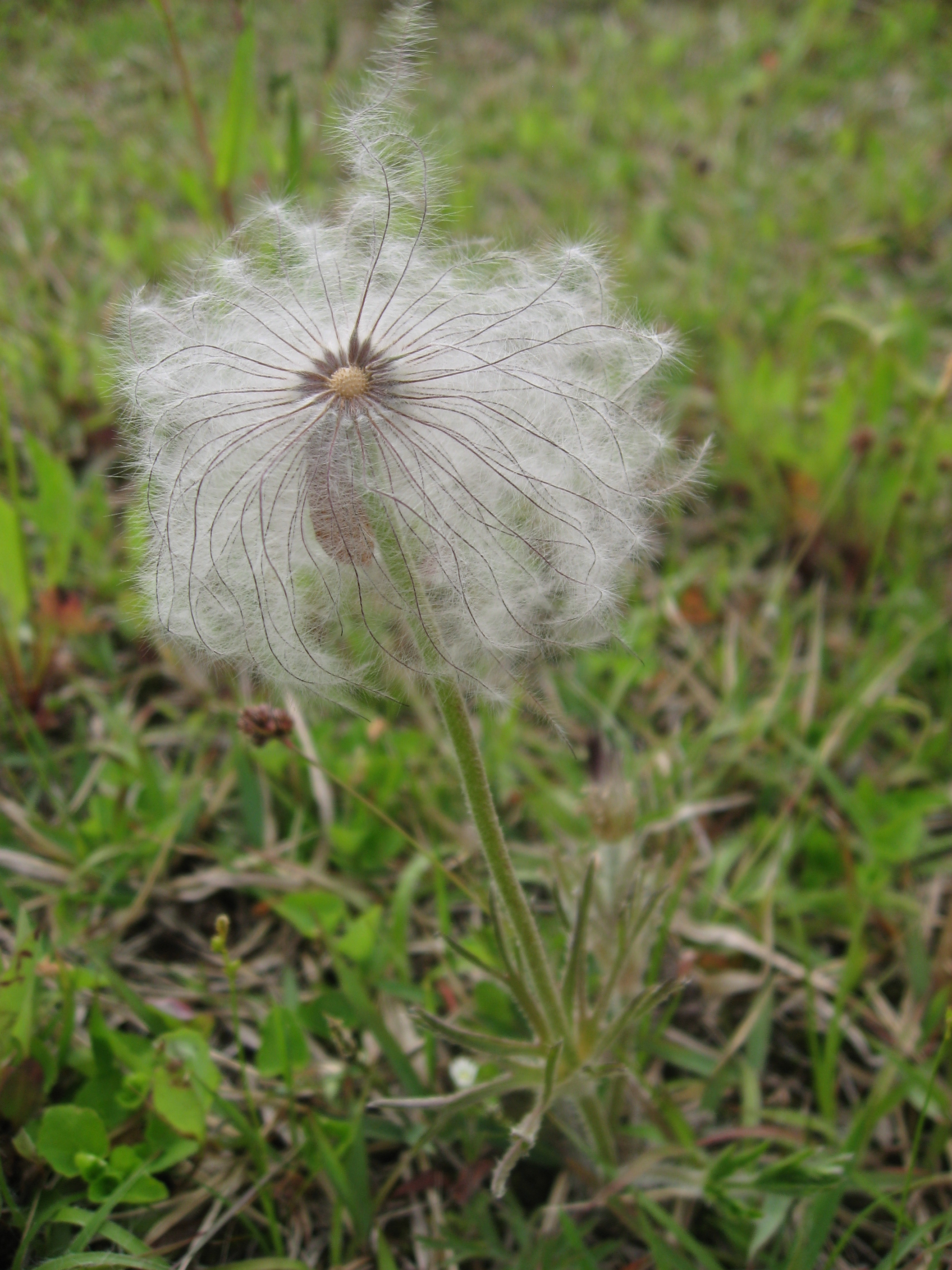
翁の頭のような綿毛を持つオキナグサP. cernuaの種子

#### キンポウゲ連 Tribe Ranunculeae

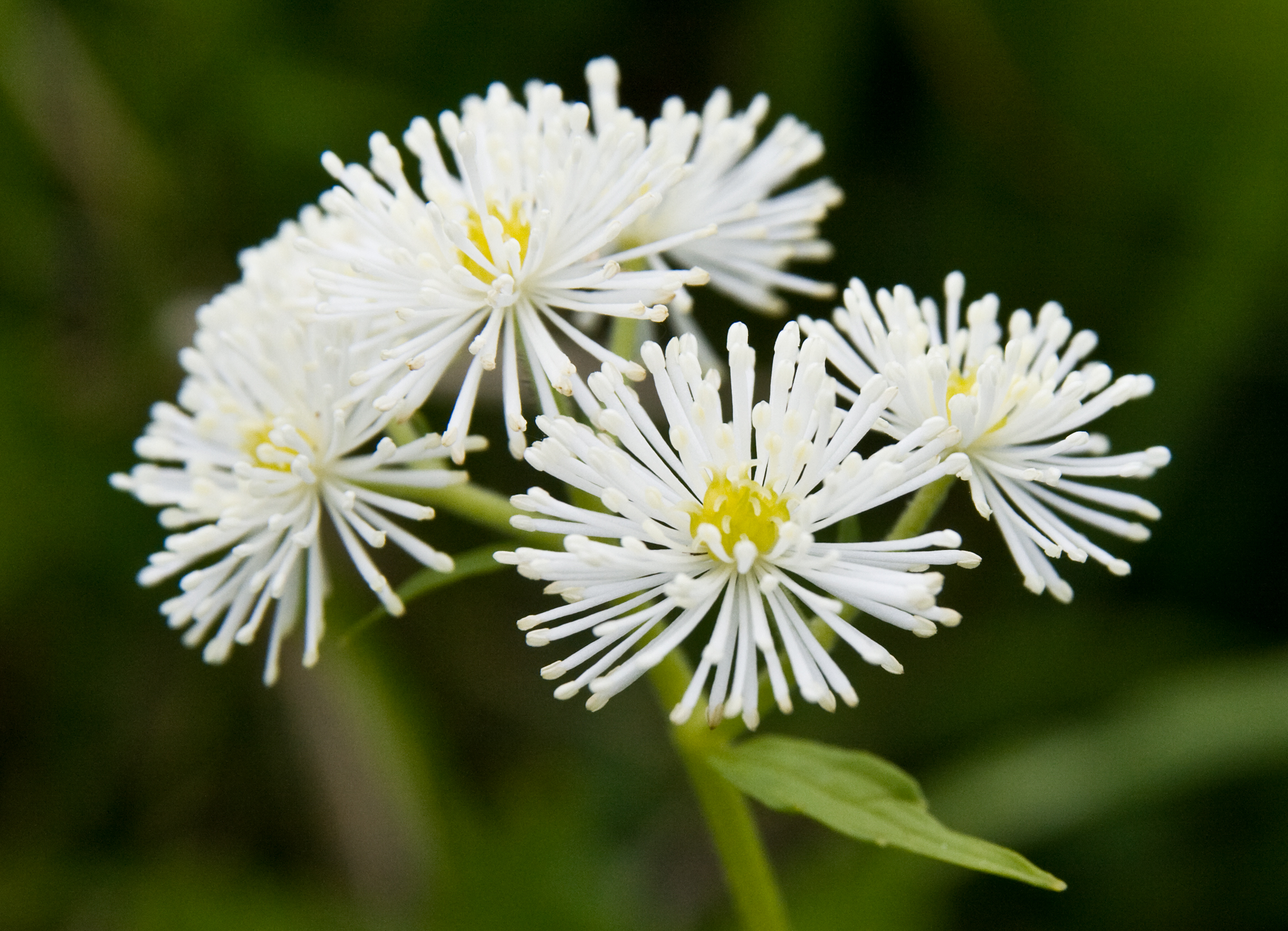

- Barneoudia Gay

- Calathodes Hook.f. & Thomson

和名未定の属。
- Callianthemoides Tamura

和名未定の属。南米パタゴニアに分布するCallianthemoides semiverticillata（和名未定）一種だけが知られる単型の属である。
- Ceratocephala Moench

和名未定の属。5種程度が知られる。
- キクザキリュウキンカ属 Ficaria Guett.

5種程度が知られる。
- ヒメキンポウゲ属 Halerpestes Greene

アジア、南北アメリカに10種程度知られる。

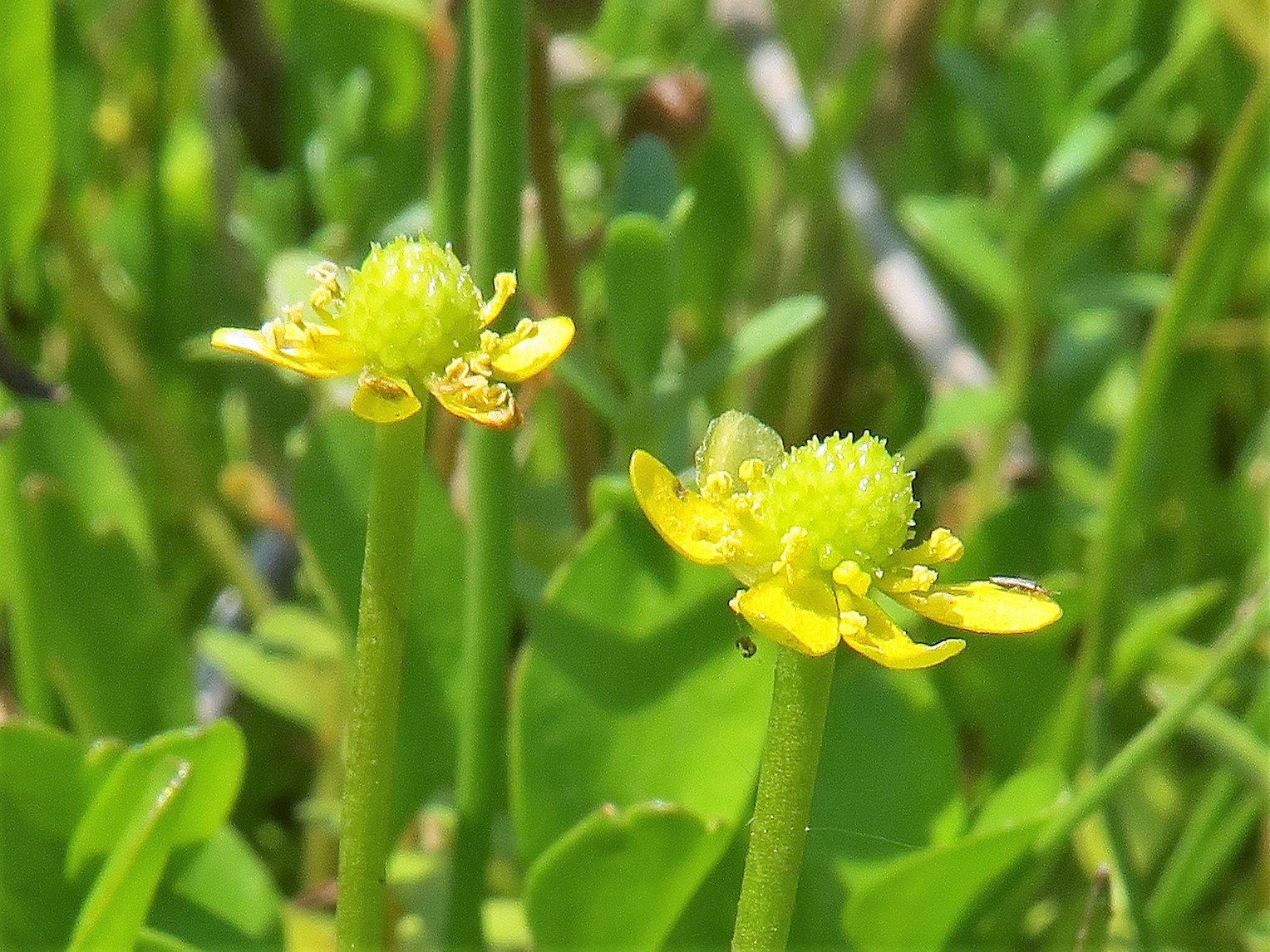
ヒメキンポウゲ

- Hamadryas Comm. ex Juss.

和名未定の属。10種程度が知られる。
- Knowltonia Salisb.

和名未定の属。アフリカ南部に2種が知られる。皮膚に触れると酷くかぶれるという。

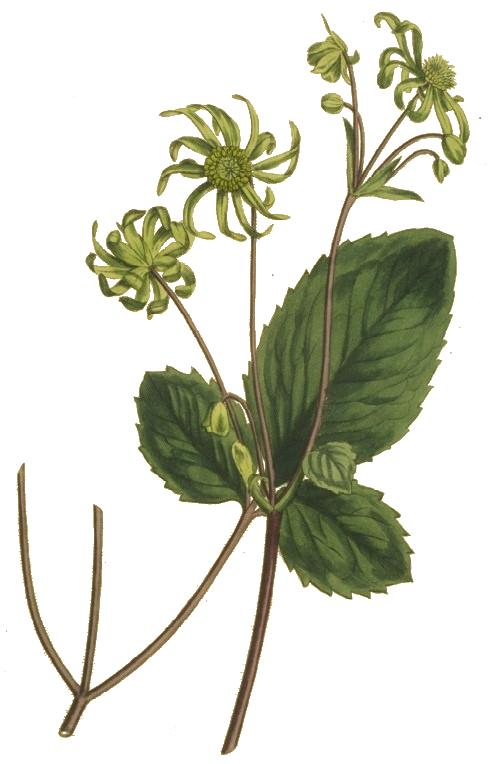
Knowltonia vesicatoriaのイラスト

- Krapfia DC.

和名未定の属。南米アンデス山脈周辺に10種程度が知られる。

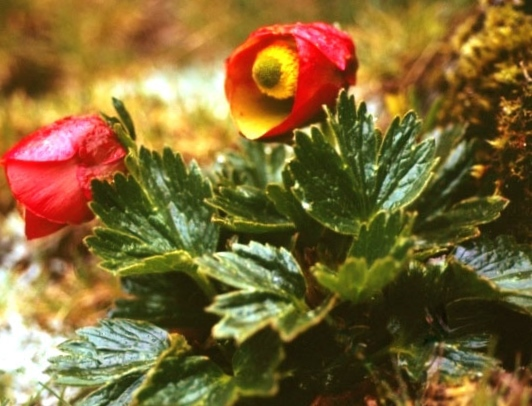
Krapfa weberbaueri
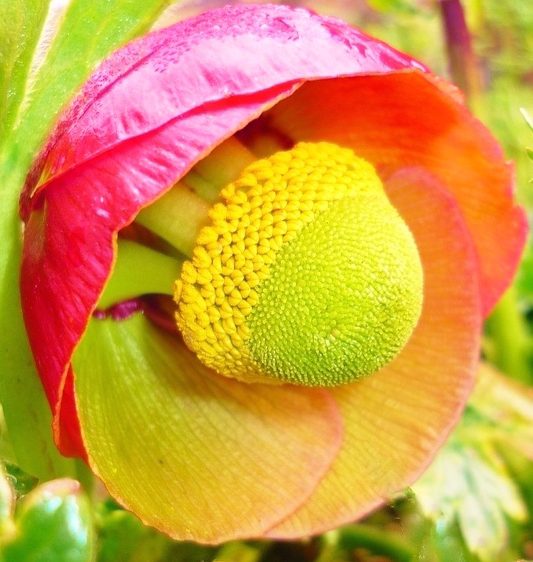
花の拡大図

- Laccopetalum Ulbr.

和名未定の属。南米にLaccopetalum giganteum（和名未定）一種だけが知られる単型の属である。

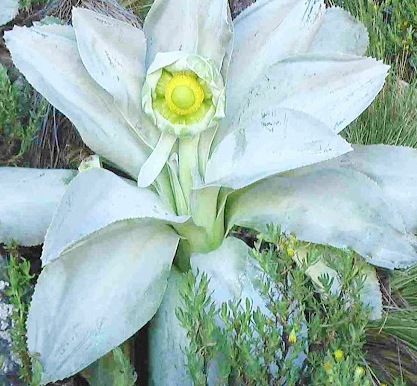
Laccopetalum giganteum

- Metanemone W.T.Wang

- Miyakea Miyabe & Tatew.

和名未定の属。樺太に分布するヒトツバオキナグサMiyakea integrifolia一種だけが知られる単型の属である。オキナグサ属にまとめる説もある。
- Myosurus L.

15種程度が知られる

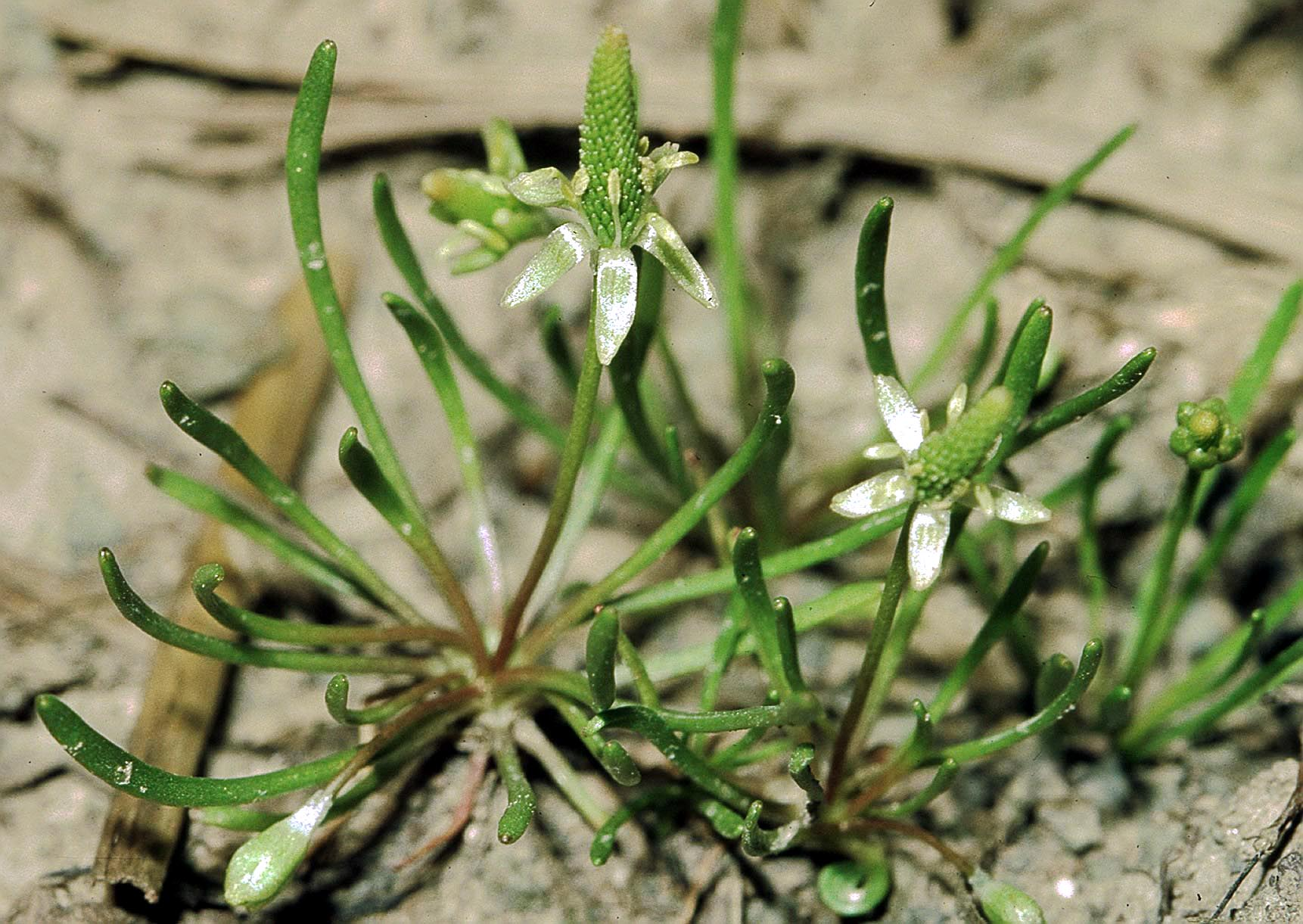
Myosurus minimus

- Oreithales Schltdl.

- Oxygraphis Bunge
- Paroxygraphis W.W.Sm.
- キンポウゲ属 Ranunculus L.
- モミジカラマツ属 Trautvetteria Fisch. & C.A.Mey.

モミジカラマツ（Trautvetteria caroliniensis）一種だけが知られる単型の属である。